# BLEACHの登場人物
BLEACHの登場人物（ブリーチのとうじょうじんぶつ）は、久保帯人の漫画『BLEACH』と、そのアニメ作品やゲーム作品に登場する架空のキャラクターについて解説する。
ミュージカル版の俳優はROCK MUSICAL BLEACHを参照。演は実写映画版での俳優。
登場人物の大半は、実在する洋楽の楽曲からの作者のイメージでつくられており、コミックの巻末などで紹介されている。

## 主要人物
黒崎一護（くろさき いちご）
声 - 森田成一、松岡由貴（少年期）
演 - 福士蒼汰、高村佳偉人（少年期）
身長174cm→181cm。体重61kg→66kg。AO型。7月15日生まれ。
本作の主人公。見た目は父親似、性格は母親似でオレンジ色の髪（地毛）に茶色の瞳を持つ。一人称は「俺」。
虚（ホロウ）に襲われた際にルキアから死神の力を譲り受けたことで、死神代行となる。

朽木ルキア（くちき ルキア）
声 - 折笠富美子
演 - 杉咲花
身長144cm、体重33kg。1月14日生まれ。
現世・空座町を管轄していた女死神。一人称は「私」。

井上織姫（いのうえ おりひめ）
声 - 松岡由貴
演 - 真野恵里菜
身長157cm、体重45kg→49kg。BO型。9月3日生まれ。
一護のクラスメイトで、彼に好意を寄せている。一人称は「あたし」。
『盾舜六花』（しゅんしゅんりっか）を呼び出して盾などを創り、それを用いて自らの意思の力でさまざまな対象を拒絶する霊能力を持つ。

石田雨竜（いしだ うりゅう）
声 - 杉山紀彰、本田貴子（少年期）
演 - 吉沢亮
身長171cm→177cm。体重55kg→57kg。AB型。11月6日生まれ。
対虚退魔眷属「滅却師」（クインシー）の生き残り。一人称は「僕」。
一護のクラスメイトで、死神代行消失篇より生徒会長を務める。弓状の武器を用い、一護たちと一緒に戦う。

茶渡泰虎（さど やすとら）
声 - 安元洋貴
演 - 小柳友
身長197cm、体重112kg。AO型。4月7日生まれ。
一護のクラスメイトで、中学生時代からの親友。あだ名はチャド。メキシコのクォーター。一人称は「俺」。頑丈かつ屈強で大柄な体であるが心優しく、頭もいい。地味に老け顔。
一護や虚と関わったことがきっかけとなり、右腕に宿る能力が目覚める事になる。

阿散井恋次（あばらい れんじ）
声 - 伊藤健太郎、木内レイコ（少年期）
演 - 早乙女太一
身長188cm、体重78kg。8月31日生まれ。
護廷十三隊六番隊副隊長。ルキアの幼じみ。長い赤髪を結んでおり、眉毛から額、首から上半身にかけて大仰な刺青を入れている。
一人称は「俺」。性格はやや乱暴に見えるが、気配りや機転が利き、根は落ち着きがあり人情味溢れる人物。

## 現世

### 黒崎家
黒崎 一心（くろさき いっしん） / 志波 一心（しば いっしん）
声 - 森川智之
演 - 江口洋介
身長186cm 体重80kg 12月10日生まれ
一護・遊子・夏梨の3児の父親で、診療所「クロサキ医院」を営む町医者。子供たち（特に一護）に対しては年中エネルギッシュで、特に遊子・夏梨に対しては過保護な一面を見せる。
作中当初は霊感は全くないような言動を取っていたが、その正体は20年ほど前に護廷十三隊十番隊隊長を務めていた死神・志波 一心。五大貴族・志波家の分家の出身で、当時から隊内でもマイペースかつ楽天的な人柄を見せていた。妻の真咲とはこの死神時代の現世での任務の際に、藍染らが生み出した改造虚・ホワイトとの交戦で窮地に陥ったところを、当時高校生であった彼女に助けられた事をきっかけに出会うこととなる。
しかし後日、その礼をするため現世に出向いたところ、滅却師であった彼女はこの時に負った傷が原因で虚化しかけており、命の危機に瀕していた。事情を知った浦原の手を借り、特殊な義骸を用いて自分と真咲および彼女の中の虚の魂を繋ぐ事で、真咲の虚化を抑えることに成功した。この措置では彼女が死ぬまでは死神に戻る事ができないというデメリットがあったが、それでも彼女を守り続けることを即断した。この際、護廷十三隊側には断りを入れないまま尸魂界への帰還を放棄したため、尸魂界側では失踪扱いとなっていた。その後、霊術院時代に学んだ医学を活かして診療所「黒崎診療所」を開き、浦原の手も借りて勉強しながら現世での生活を始め、その後に交流を続けていた真咲と結ばれ、一護たち3児の父となった。
石田雨竜の父の竜弦とは、真咲と出会ったころから互いの正体を知る旧知の仲で、真咲の死後も親交があった。
破面篇冒頭にて20年ぶりに死神として復帰し、グランドフィッシャーを討ち取り、真咲の仇を討った。同篇終盤では空座町の決戦に加わり、藍染を相手に互角に渡り合うも崩玉の力で変貌した藍染に敗れ、その後に一護とともに藍染を追う途中、断界で一護に「最後の月牙天衝」を修得して藍染を倒すように助言し、習得のための時間を稼ぐため、拘流を止める役目を引き受けた。
死神代行消失篇では浦原と共に、一護に死神の力を取り戻させるための協力をしていた。小説『The Death Save The Strawberry』では再び戦場に駆け出されることから一護に死神の力を取り戻させることを躊躇していたが、無力感に苛まれる一護を見て、真咲を救えなかった自分を重ねて浦原に協力を申し出た事情が語られた。
千年血戦篇では、二枚屋王悦によって現世に送り返された一護に上記の過去を語り、一護が自身のルーツと魂の形を知る手助けをした。それ以降は特に登場せず、決戦には長らく参加していなかったが、真世界城の玉座の間で一護とユーハバッハが戦闘を開始したころに、竜弦とともに真世界城に到着した。しかし戦うことはなく、最終回にも登場しなかった。
【斬魄刀】：剡月（えんげつ）
柄に緒がつき、やや刃の広い斬魄刀。刀は腰に差さず、下げ緒を帯に結びつける形でぶら下げている。能力開放とともに柄の紐と刀身に炎を纏う焱熱系の斬魄刀で、自分の血を吹きかけることで刀身の炎を巨大化させられる。
卍解も修得済みだが、肉体に負担の大きいものらしく、重傷を負った状態では使用できない。ただし作中で卍解はしなかったため、能力は不明。また、かつて自分も一度「最後の月牙天衝」を使ったことがあるような発言をしたが、詳しいことは最後まで明かされなかった。
一護の斬魄刀『斬月』と性質が近く、この斬魄刀をベースに一護が死神の力を取り戻すために浦原が開発し使用された「隊長格ら全死神の霊圧が込められた刀」が制作された（小説『The Death Save The Strawberry』より）。
解号は「燃えろ『剡月』（もえろ『〜』）」。
黒崎 夏梨（くろさき かりん）
声 - 釘宮理恵
演 - 安藤美優
身長136cm 体重35kg 5月6日生まれ
一護の妹で、遊子の双子の妹。小学5年生→中学1年生。一人称は「私」。一護のことは「一兄（いちにい）」と呼び、父を「ヒゲ」と呼ぶこともある。
体調不良になるのが珍しいと言われるほどの健康優良児で男勝りな性格。ほとんど泣いたりすることはなく、弱音を吐こうともしない。男子と一緒に遊ぶことも多いが、強気な性格もあって煙たがられることもある。
一護と同じく霊感が強く、死神・虚もはっきり見えているが、幽霊の存在を信じる（認める）気は当初はなかった。また、兄の死神化は観音寺を通じて知っていた。空座防衛隊のカラクラレッド（一人目）でもあり、得意のサッカーで覚えた「夏梨流絶命シュート」を使い虚を攻撃する。
アニメではほぼギャグだったものの、自分の何倍もの大きさの虚を蹴りでダメージを与え吹き飛ばすなど常人を超えている身体能力を見せたことも（雨たちとの連携技ではあるが、その虚に止めを刺し、倒したのも彼女である）。似たもの同士だからなのかジン太とよく衝突する。
アニメオリジナルエピソードであるアニメ第132話では、日番谷冬獅郎と一緒にサッカーの試合をしたが、虚の襲撃の際、日番谷が死神であることを目撃した。一護と同じく「冬獅郎」と呼んでいる。
最終回では、成長した姿で登場した。
黒崎 遊子（くろさき ゆず）
声 - 瀬那歩美（旧・桜川朝恵）
演 - 平澤宏々路
身長137cm、体重31kg。AO型。5月6日生まれ。
一護の妹で、夏梨の双子の姉。小学5年生→中学1年生。一人称は「私」。ショートヘアとヘアピンが特徴。
気が小さく、おしとやかで泣き虫だが、兄や妹とは違い父親に親身になる優しい性格である。少々ブラコン。家族の中で唯一の母親似で、幼くして黒崎家の母的存在。家事はすべて彼女が行い、黒崎家のルール（ユズ法典と呼ばれている）もすべて彼女が作っている（「食後10分以内に歯を磨かないと自動的に次の食事が抜きになる」など）。
黒崎家では彼女だけ強い霊力の素養を継いでおらず、はっきり霊が見え会話できる一護や夏梨を羨ましがっていたが、実際は軽い素養はあり、初期で虚に襲われた際に白くぼやっと何かがいることがわかったり、触る事はできていた描写がある。そして自身も物語が進むにつれて、徐々に一護や夏梨のようにハッキリと見えるようになった。
『劇場版BLEACH 地獄篇』では、咎人の朱蓮一味に地獄まで拉致されて、地獄の瘴気に晒されて命の危機に陥るが、一護たちに救助されて現世に連れ帰られて治療を受けたことで、一命を取り留めた。
ドン・観音寺の大ファン。コンにボスタフ、アニメでは子猫にラク（体色がラクダの股引に似ていることから）と名づけるなど、ネーミングセンスが無い。
最終回では成長して大人になっており、一勇を気に入っている様子だった。
黒崎 真咲（くろさき まさき）
声 - 大原さやか
演 - 長澤まさみ
6月9日生まれ。6月17日没。
三兄妹の母で、一心の妻。物語冒頭から故人。一人称は「私」。
黒崎家の太陽みたいな存在だった。まだ幼い一護をかばい、虚・グランドフィッシャーに殺害された。遺影には「Masaki Forever」と書かれている。
実は純血統の滅却師・黒崎家の最後（両親は死去し、兄弟はいない）の生き残り。同じく純血統の家系である石田家に居候しており、高校の先輩・後輩でいとこでもある竜弦とは婚約関係だった。その実力は高く、特に静血装の力は桁外れだった。滅却師のしきたりを無視して虚を倒しに飛び出すなど、強い正義感も秘めていた。
高校時代のある日、一心とホワイトとの戦闘に割って入り、自身の身体を囮にホワイトを撃破する。しかし、この戦闘で受けた傷がもとで虚化を発症するが、浦原と一心によって事なきを得た。やがて高校卒業後、石田家を追放され、大学に進学。自分を救うために死神の力を失った一心とはその後も交流を続け、やがて結ばれ一護たち3児の母となった。
高校時代の性格は死神時代の一心並の楽天的であり、助かった後も能天気に寝ていた。
彼女の死の真相は、グランドフィッシャーに襲撃された日にユーハバッハの「聖別」が行われ、虚が混ざっていたことで「不浄」と見なされ滅却師の力をすべて奪われ、戦う術を失ってしまったため何もできなかったからだった。

### 浦原商店
浦原喜助（うらはら きすけ）
声 - 三木眞一郎
演 - 田辺誠一
表向きは浦原商店なる駄菓子屋店主。
実態は、現世にいる死神に対して霊的商品などを売り、ルキアの現世における行動を援助していた。
正体は先代護廷十三隊十二番隊隊長で、技術開発局創設者にして初代局長を務めた人物である。

握菱 鉄裁（つかびし テッサイ）
声 - 梁田清之
身長200cm 体重138kg 5月12日生まれ
長身・がっしり体型・おさげ・メガネとインパクト大な姿の浦原商店店員。
常に浦原喜助をサポートしている片腕的存在で、雨とジン太のお目付け兼世話役。実は素手で虚を倒すパワーに加え、扱いの難しい九十番台の高位縛道を詠唱破棄で使いこなすなど、高い戦闘力の持ち主である。
ルキアに蹴られても蹴った彼女の方が痛がったり、一護が死神として覚醒した際の爆発に巻き込まれても眼鏡以外は無傷であったりなど、非常に頑丈な義骸の持ち主。
織姫からは「すごい出オチ」と評された事がある。また、裸エプロンに挑戦したり、寝ている一護に添い寝したりと、変態系ネタキャラとして扱われることもある。
101年前は、鬼道衆総帥・大鬼道長として鬼道衆を束ねる要職に就いていた人物。また、浦原とも夜一を通じて知り合っていた。平子ら8人を助けるために禁術（時間停止・空間転位）を使ったことが仇となり、第三地下監獄「衆合」に投獄されかかるも、夜一に助けられ現世に亡命した。
小説『The Death Save The Strawberry』にて、投獄の罪状は元柳斎の尽力もあって藍染の謀略が認められたことから、喜助・夜一共々罪状が取り消されたことが明らかとなった。
最終章では特に出番はなく、最終回にも登場しなかった。

紬屋 雨（つむぎや ウルル）
声 - 下屋則子
身長141cm 体重32kg 9月9日生まれ
ジン太より3歳上（ジン太共々年齢は不明）で二つ結びに悲しげな顔の浦原商店店員の少女。
よく店の手伝いをしているが、おっちょこちょいで気弱かつ泣き虫であるため、いつもジン太にいじめられている。
見かけによらず強く、対死神戦レベルの戦闘能力を有し、虚をまるで苦にしない。戦闘時はバズーカのように構えて弾を連射する「千連魄殺大砲（せんれんばくさつたいほう）」というマシンガンポッドを用いるほか、体術を使って戦うこともある。また、危険を認識すると殺戮状態へと切り替わり、斬魄刀を解放する前であるとはいえ破面の成体であるイールフォルトを圧倒するなど、霊圧制限状態の恋次を上回るほどの戦闘力を見せた。
空座防衛隊のカラクラピンクでもある。現在、カラクラ防衛隊は活動していない模様。コンがメインの読みきり番外編「RADIO-KON 2」で浦原商店が紹介された際、彼女とジン太が「浦原商店のトムとジェリー」と紹介された。
「死神代行消失編」では、髪を解いて中学生相当の外見に成長。人と接する態度に、余裕が見られるようになった。
花刈 ジン太（はなかり ジンた）
声 - 本田貴子
身長126cm 体重25kg 4月4日生まれ
浦原商店店員の少年。負けず嫌いな野球好きやんちゃ坊主。
よく店の手伝いをサボっては鉄裁に叱られている。いつも雨をいじめているが、ジャンケンとなるといつも負ける。
カラクラ防衛隊のカラクラレッド（2人目）でもあり、虚を軽く撃退するほどの実力がある。夏梨をライバル視する一方、遊子には惚れている模様。
武器は自分の身長ほどもある巨大な棍棒の無敵鉄棍（むてきてっこん）。これを思いっきり振り回すジン太ホームランという技をよく使う。
「死神代行消失編」では、背は伸びたがガキ大将な性格は変わっておらず、相変わらずテッサイからお仕置きを受けている。
四楓院 夜一（しほういん よるいち）
声 - ゆきのさつき（旧・雪野五月）（人間） / 斎藤志郎（猫）
身長156cm 体重42kg 1月1日生まれ
褐色の肌をした女性。老人のような厳格な口調と声質とは裏腹に奔放な性格。一人称は「ワシ」。
普段は黒猫姿で、少ない食料を多く食べられる、服を着ないでいられるなどの自由でいられるという理由から猫の姿はかなり気に入っている模様。
その正体は護廷十三隊の元二番隊隊長および元隠密機動総司令官兼第一分隊刑軍統括軍団長であり、四大貴族「天賜兵装番」四楓院家の22代目当主でもあった死神。喜助・空鶴とは幼馴染みであり、破面篇の101年前に藍染の陰謀により無実の罪を着せられ、死神の力を剥奪され掛けた喜助を逃がした事で、その地位を捨てて喜助と共に現世へと逃亡していた。
歩法・白打の達人であり、鬼道の力を自身の肉体に加えた状態で白打を行う、作中でも高等技術とされる「瞬閧」も会得しており、その実力から瞬神・夜一の異名を持つ。戦闘は基本的に白打で闘い、斬魄刀を所持している様子はない（小説「Can't Fear Your Own World」では所持はしているものの、本人によると斬魄刀を使うより素手で戦った方が強いと発言している）。
死神代行篇では囚われのルキアを救うため、織姫とチャドの霊能力を鍛えた上で、一護たちを率いる形で尸魂界へ同行。一護に卍解の修行をさせ、一護の卍解修得後はかつての部下だった砕蜂と対決し、和解した。
破面篇では、現世に侵攻してきたヤミーやウルキオラと戦い、劣勢を強いられた一護たちを助けにくる形で浦原とともに登場、ヤミーと交戦・圧倒する。しかしながらその後、ヤミーとの交戦により手と足にダメージを負ったことが明らかにされる。空座町での決戦では、喜助の作った「対鋼皮用の特製手甲」を両手足に装着して喜助や一心と共闘するが、崩玉の力で変貌した藍染に敗れる。
その後、小説『The Death Save The Strawberry』にて、元柳斎の尽力もあって過去の罪状に関しては藍染の謀略が認められたことから、喜助・鉄裁共々罪状が取り消されたことが明らかとなった。
最終章ではユーハバッハが霊王宮に侵攻した際、一護や護廷十三隊らの前に現れて共に霊王宮へ向かうが、ペルニダの能力で負傷し織姫の能力によって回復した。次はペルニダの能力を警戒して遠方から攻撃しようと考えていたが、マユリが倒したため再戦することはなかった。その後、ナックルヴァールと戦う一護たちのもとに駆けつけ、一護たちを先に行かせ、自身は弟の夕四朗とともにナックルヴァールと戦うも苦戦を強いられる。しかし、夜一の危機を察知し駆けつけた喜助によって回復、新しい技を披露するが「滅却師完聖体」を発動したナックルヴァールに敗北した。それ以降は出番はなく、最終回にも登場しなかった。
小説版では八番隊隊長の任命を断り、月に1回の霊術院の講師になっている。その後の小説版にも登場している。
アニメでは、護廷十三隊侵軍篇にも一護たちを助けるために登場し、最終回には黒猫の姿で登場した。
登場初期のころは元隊長の設定はなく、「カラブリ＋」に護廷十三隊に所属したことがない人物と明確に表記されていたが、36巻の過去編から追加された。

### 空座第一高等学校
有沢 竜貴（ありさわ たつき）
声 - 野田順子
演 - 伊藤梨沙子
トゲトゲした感じのショートヘアでカーゴパンツなどボーイッシュな服装を好むのが特徴の女子。
織姫とは無二の親友であり、一護とは4歳のころからの幼なじみ兼よき理解者。
一人称は「アタシ」。強気かつ男勝りな性格でデリカシーがない。
高校に入ってエロイ体になってきたらしく、『BLEACH -ブリーチ- OFFICIAL CHARACTER BOOK SOULs.』によると、胸は（意外にも）Cカップ。コンは初対面で「結構可愛い」と言ったことがあり、千鶴からも「男みたいな性格だけど、一応美人」とお墨付きをもらっている。
昔は一護より強かったり、片腕を骨折していてもインターハイで準優勝するほどの空手の達人で強者。好きな四字熟語は一撃必殺。
虚化した井上昊に襲われたのをきっかけに、ドン・観音寺のロケを見にいったころを境に霊が見え始め、やがて死神や破面の姿を認識するようになり、霊圧知覚が備わった。破面襲来時にはヤミーに殺されそうになったほか、一護がグリムジョーと戦うところも目撃し、一護たちが織姫を救出しに虚圏へ向かった際に、一護の身に起きた異変を初めて知った。一護が母・真咲の死を境に変わってしまったことを具体的に認識していたり、危険に巻き込ませまいと自分を遠ざけようとする一護に怒りをぶつけたりしたこともある。空座町決戦時には、転送された本物の空座町内にて浅野や水色ら友人とともに一護の進化を促そうとする藍染に命を狙われることになったが、一護の登場により救われた。「死神代行消失編」では髪が伸び、道場で師範のバイトをしている。
最終回では、浅野と小島のいつものメンツと共に一護の家へ遊びにきている。
DS版のゲーム二作目では、プレイヤーキャラクターとして操作することができる。
浅野 啓吾（あさの けいご）
声 - 小西克幸
演 - 山田寛人
見た目は二枚目だが中身は三枚目な男子。空座町民ではなく、鳴木市民。瓜二つな顔の姉・みづ穂がいる。
一護のクラスメイトで友人。いつもつるんでいるが、一護に余計なことを言ってはどつかれている事も多い。
一人称は「俺」。騒ぐのが大好きなムードメーカー的存在だが、根は寂しがり屋。そのため、水色に敬語を使われるたびに距離を置かれていると思いひどく傷ついている。
10日でRPGを5本クリアしたというゲームの才能を持つ。また、かわいい子が好きでルキアを美少女転校生といったことがある。
一護の影響か、彼にも霊が見えるようになったが、彼自身はそれを霊だと信じたくない模様。普段は弱気に見えるが、（車谷の）斬魄刀を手に藍染に挑もうとしたり、尸魂界が一護をぞんざいに扱っていると感じたときには京楽に掴みかかったりするなど勇敢で友情に熱い面もある。
当初は虚のことを怪獣だと勘違いしており、その地区で虚を討伐していた車谷善之助の存在も含め、テレビのロケだと思っていた。その後、破面との闘いに巻き込まれ、なりゆきで傷ついた一角と弓親を半ば強要されて自宅に泊めた。一護たちが織姫を救出しに虚圏へ向かった際に、一護の身に起きた異変を初めて知った。
なお、単行本のおまけページでは本人の意思とは関係なしにカラクライザーの一員となっている。
アニメ版ではバウントのビットに襲われ瀕死の重傷を負い、一護とイヅルに救出され花太郎の治療で一命を取り止めた。重傷を負ったときでも、一護のことを気遣う友達思いの一面も見せている。
最終回では、有沢と小島のいつものメンツとともに一護の家へ遊びにきている。また、「念力ラーメン」というとんでもない名前のラーメン屋を経営している模様。
小島 水色（こじま みずいろ）
声 - 福山潤
小柄で母性本能をくすぐる容姿をしている男子。
一護のクラスメイトで、浅野らを含めいつもつるんでいる。
一人称は「僕」。冷静な性格で言い訳が上手い。趣味は母親譲りの女あさり。
年上好みで、交流の深さを持つ年上キラー。ナオコという女と付き合っていると発言したこともある。
一時は一護とルキアの関係をでっち上げ悪い噂を流した張本人。
母子家庭で、男性と遊ぶ母との仲は良好ではない模様だが、皮肉にも同じような行動をしており血の繋がりを感じさせている。
浅野啓吾とは中学からの同級生だが、啓吾がうっとうしくなると敬語になる。また、啓吾をとぼけた顔で踏んだりと、その扱いは気分によって極端に変わる。だが、水色は啓吾について「自分よりよっぽど良い奴」と評している。
啓吾と一緒に入学式の日に一護とチャドと知り合い、自身に「友達についていいところを語るとこがすごい」と言った一護に出会えたことにささやかな喜びを感じていた。
一護たちが織姫を救出しに虚圏へ向かった際に、一護の身に起きた異変を初めて知った。手当たり次第に女を見つけては手料理を作らせている。
転送された空座町内では自分たちを狙ってくる藍染にガス缶やビンを用いて対抗するなど、物怖じしない度胸もある。
最終回では、有沢と浅野とともに一護の家へ遊びにきている。
本匠 千鶴（ほんしょう ちづる）
声 - 中島沙樹
かわいい女の子が大好きな眼鏡女子。生粋のレズビアン。
織姫に執心しており、「そっちの道」に誘惑しては、たつきに怒られて手ひどくどつかれている。
一護との仲は悪くないが、たつきや織姫ほど親密ではないことから、一護に関しては機微に疎いところがある。
上記な人物ながら学業面は優秀で、一学期の期末の結果では一学年中31位。
少年漫画雑誌掲載・テレビ放送スレスレの発言を連発しているため、アニメ版では彼女のきわどい発言がかなり省かれた。
また、いつの間にかカラクライザーの一員になっており、カラーはピンク。
虚たちの姿が見えていたため、彼女も霊感が強くなったようであり、空座町決戦時ではたつきらとともに藍染に襲われており、当初は異様な状況の変化についていけず、戸惑っていた。
死神代行消失篇からは登場しない。
小川 みちる（おがわ みちる）
声 - 真田アサミ
ほのぼのタイプの女の子。おとなしく、おどおどした性格。手芸部。
一護のことは少し恐がっている。
国枝 鈴（くにえだ りょう）
声 - 生天目仁美
クールな優等生で、教師陣からも一目置かれている。一人称は「私」。
学年トップクラスの頭脳を持ち、インターハイにも出る陸上部1年エース。100mのタイムは12秒フラット。
夏井 真花（なつい まはな）
声 - 納見佳容
一護のクラスメイト。制服の蝶ネクタイをせず、シャツの襟元を大きく広げている。
見た目からわかるレベルの積極的で明るい性格。
大島麗一（おおしま れいいち）
十方中学出身。停学をくらっていた不良。一護曰く「ヒヨコみたいな頭の男」。
一護や茶渡を目の仇にし、高校入学式当日からけんかをしていた。自分では一護とキャラが「モロカブリ」と言っている。
浅野 みづ穂（あさの みづほ）
声 - 茂呂田かおる
啓吾の姉で顔は弟と瓜二つ。いつも啓吾を顎で使っている。
坊主が大好きらしく、啓吾が連れてきた一角のことを気に入り「ダーリン」と呼ぶ。
空座第一高校の二十四代目生徒会長。石田を生徒会長に任命した張本人であり、その理由は「外見が生徒会長ぽいから」（小説『The Death Save The Strawberry』）。
アニメ版では一角との絡みがさらに増えており、一角がカツラをかぶったときはかなりぞんざいな扱いをした。
越智 美諭（おち みさと）
声 - 生天目仁美
9月13日生まれ。
一護たちの担任。担当教科は現代国語。1学期が終わり2学期へと入る間に髪型と眼鏡を変えた。
生徒に対して放任主義な一面があり、一護たちがテレビに映って騒ぎを起こしたときも大目にみるなど基本的には優しくめったに怒らないが、一護が長期間欠席していたときは相当怒っていた。
アニメでは、欠席、遅刻、早退の多さもあり一護を補習のメンバーに加えた。
鍵根（かぎね）
声 - 中多和宏
熱い生徒指導をする生真面目な体育会系教師。「信じ難し!」が口癖。
細かい一面があり生徒（特に一護）にうっとうしがられている。
校長（仮称）
空座第一高等学校の校長。楽天的な性格。
一護がテレビ番組の生放送中に起こした騒動も「孫に自慢できる」と逆に喜んでいた。鍵根が扉を壊した際には彼の給料を差し引いた。

### 完現術者（フルブリンガー）
一護が高校三年生になってから登場した、特殊な能力を持っている人間たちで構成された組織。
幼少期から既に能力者だったリルカと雪緒、受け継いだ懐中時計そのものがに能力があると思われるギリコの他、ジャッキーのように過去に何かあって力に目覚めた者もいる（月島、銀城、獅子河原の完現術の出現経緯は不明）。
当初は月島と獅子河原以外は一護に力を取り戻すための修行をつけてくれるなど味方かと思われたが、実際には全員グルで目的は一護から力を奪うことであった。目的こそ達成したが、死神の力を取り戻した一護、そして援軍として駆けつけた隊長格たちとそれぞれ1対1で対決した末に、全員敗北。
戦死した銀城・月島・ギリコは尸魂界送りになり、流魂街で空鶴に拾われ、岩鷲の特訓の手伝いをさせられている。
小説版『BLEACH Can't Fear Your Own World』では、完現術者が魂魄に「霊王の欠片」を所有していた存在だったことが明かされた。
銀城 空吾（ぎんじょう くうご）
声 - 東地宏樹
身長187cm、体重90kg。AB型。11月15日生まれ。「XCUTION」会員番号001番。
死神の力を失った一護の前に現れた男性で、完現術者たちの集まりである「XCUTION」のリーダー格。
一人称は「俺」。常に余裕のある態度を崩さず、とらえどころのない性格。
基本的に「銀城（さん）」、ジャッキーと雪緒には「空吾」と呼ばれている。
一護が引ったくりから自身のバッグを取り返したことが初対面だが、それ以前に一護や一心に関する情報を知っていた。
一護の死神の力を取り戻すための修行では目を潰すなど手荒い方法を用いるが、一護に対しては仲間として協力的な姿勢を見せていた。だが本来の目的は一護の完現術を奪うことであり、石田に重傷を負わせた後に一護に感づかれないようにするために、「自身の敵である月島」を挟みこまれた上で一護に接触していた。
その正体は代行証をもらいながら、死神代行の座を棄てて姿を消した初代死神代行だった。銀城の真の目的は自分を裏切った死神への復讐であり、そのために仲間を集め、同じ死神代行の一護に接触し、その力を利用しようとしていた。
月島に再び斬られたことで本性を現し、自らの目的を果たすものの、死神の力を取り戻した一護に圧倒された。その後、一護から奪った完現術を発動し、一護・石田と交戦した。戦闘の最中、一護に死神代行と代行証の秘密を明かした上で仲間になるように誘ったが、銀城の心情を理解しながらも「仲間を護る道を選ぶ」と断られ、壮絶な斬り合いのうえに敗れ、絶命した。
敗戦後、彼の遺体は罪人として尸魂界に運ばれていったが、一護が彼の遺体を現世に埋めたいと頼んだことから、現世に埋葬された模様。
千年血戦篇では、月島やギリコとともに死後に流魂街にいたところを空鶴に拾われ、岩鷲を鍛えるための修行に付き合わされ、ぼやいていた。
終盤では、一護の卍解がユーハバッハによって破壊された敗北後に登場した。月島に同行したのみで、特に戦うことはなかった。
本編では、いろいろと謎だらけで終わってしまっていたが、小説版『BLEACH Can't Fear Your Own World』では、かつて月島に挟ませた「仲間を殺された過去」は事実であり、その犯人が死神であったことが事実だと判明した。浮竹がどれだけ関わっていたのか問いただすつもりだったが、霊王の右腕を解き放った浮竹はすでに話せる状態ではなく、それは叶わなかった。しかし、涅マユリに実験素材として目をつけられたことを契機に、戦いに巻き込まれていき、やがて真実を知ることになる。
【完現術】：クロス・オブ・スキャッフォルド
常に愛用して身に着けている十字架のネックレスを、刀身にも柄のある身の丈ほどの大剣に変換する。
刀身に霊圧のようなものを収束し強力な斬撃を放つことができる。刀身にも柄があるため、持ち方を変えることで大剣の弱点になる近距離戦をカバーできる。
また、自分が持っていた代行証を合体させることで髑髏の意匠のある大剣へと変化させることができ、この状態では剣を突き刺した相手から完現術や死神の力を吸収できるようになる。吸収した力は、他の完現術者に振り分けることも可能。
死神である銀城の斬魄刀の始解に相当すると思われる。
一護の完現術
一護から奪った完現術を発動させることで、全身に骸骨を模した装甲をまとった姿に変貌する。
一護の霊圧を自身の技や霊圧と融合することで自らの力を向上させ、同時にその力を月島・獅子河原以外の「XCUTION」メンバーに分け与え、彼らをパワーアップさせた。
また、一護の能力も奪っているため月牙天衝を使用することが可能。月牙の色は一護のものと違い紫で、アニメ版では卍解時に紫で縁取られた黒い月牙天衝を放っていた。
【卍解】：斬魄刀名称不明
卍解時は髪の毛が白くなり、瞳の色も白黒（アニメでは眼球は臙脂色）反転する（これは銀城の母親が妊娠時に虚に襲われて、虚の力が銀城自身に混ざっているため）。クロス・オブ・スキャッフォルドも、悪魔のような意匠の大剣へと変化する。
体も体毛に覆われた下半身、骸骨状の文様がある上半身、X字を描く背中から発せられた霊圧の翼、顔には紅いX字の仮面紋など、虚化や帰刃形態の破面を思わせる姿となり、虚としての力を使用出来るようになる。
技「虚閃（セロ）」
卍解時に使用。色は赤紫で剣先から放つ。虚の力が混じっているために使用可能だったが、一護には片手で防がれた。

月島 秀九郎（つきしま しゅうくろう）
声 - 小野大輔
身長198cm 体重73kg 2月4日生まれ
長身痩躯で細目の美形でスーツにサスペンダー姿の若い男性。
掴みどころのない性格で飄々としながら気障に振る舞う一方で、サイコパス気質で悪質な部分も持ち合わせる。常に本を持ち歩いている。
一人称は「僕」。かつて「XCUTION」のリーダーで「XCUTION」を率いていたころは、完現術を取り除く術（死神代行への力の譲渡）を発見し、死神代行を見つけて仲間の力を取り戻すことに尽力していたが、突如としてその仲間たちや死神代行を殺害し、姿を消したことになっていた。
当初は獅子河原を引き連れ、一護に対する陽動として石田に重傷を負わせた張本人、ひいては一護の死神の力を取り戻すことを妨害する「XCUTION」たちの敵として行動していたが、上記の過去の行動は銀城に挟んでいた偽の記憶であり、実際は一護から完現術を奪うために協力していた。
死神たちとの決戦では白哉と交戦し、自らの能力を白哉の千本桜や白哉自身に挟むことで千本桜の能力や技を解析し、弱点である「無傷圏」を突いて圧倒するものの、白哉の千本桜の刃を手でつかんで放つ攻撃により身体に穴を開けられ、敗れる。銀城の仇討ちとして一護に切りかかるものの、間に入ったリルカに「銀城を救ったのは一護なのよ」と言われ、その場を去る。
その後、途中で獅子河原と会い、彼に担がれながら自分が独りではなかったことに気がつきながら、安らかな顔で絶命した。
回想で少年時代に当時死神代行だった銀城と出会い、仲間となったことが示唆される。
地獄へは逝かず、現在は流魂街の志波空鶴の家で岩鷲の修行を手伝っている。
アニメ版では、原作より早い段階で登場しており、原作以上に一護たちを緊迫させていた。また、エクスキューション事典では料理をするシーンが見られる。
終盤では、全ての世界線の一護の卍解がユーハバッハによって破壊された敗北後に登場し、その能力によって過去を改変させ、「卍解が砕かれなかった未来」を挟み込み、卍解を復活させた。小説版『BLEACH Can't Fear Your Own World』でも、銀城たちとともに登場する。
【完現術】：ブック・オブ・ジ・エンド
本の栞から変換した刀で斬りつけた対象の過去に自身の存在を挟み込み、相手の過去を改変させる能力を持つ。
ただし、本能が強い相手には効果が薄い、歴史が短い相手には挟み込めない、今現在の相手の感情までは干渉できないという弱点を持つ。
自身の存在は親戚や知り合い、恋人などさまざまな形で自在に挟み込めるために相手を抱き込むことも可能であり、それによって相手の過去や弱点をも把握できる。元の状態に戻すには、再度斬りつける必要がある。なお、能力を使わずに普通に斬りつけることも勿論可能。格上である相手にも通用する強さもある。
また「挟む」対象は、人間のみならず物質や場所、相手の経験（技）などにさえも及び、その挟み込んだ対象に「以前来て細工しておいた」「元からそれを知っていた」「ともに開発した」などの過去を捏造することで、その場所に罠を仕掛けたり、相手の技を見切ることを可能とする。ただ、強引に過去を後から挟み込んだ場合、挟まれた人物の精神が矛盾に耐え切れずに崩壊する危険もある。
『BLEACH Can't Fear Your Own World』では、軽微なダメージとはいえグリムジョーの鋼皮を突破する切れ味を見せた。だがグリムジョーのように情よりも本能を優先する動物的な気性の人物には、過去を挟んでも効果が薄いことが判明した。さらに、赤子のような相手（生まれてまもないなど）には、過去を挟み込もうにも歴史が短すぎて有効的に作用しないことも判明。

毒ヶ峰 リルカ（どくがみね リルカ）
声 - 豊口めぐみ
身長156cm 体重43kg 4月14日生まれ
「XCUTION」会員番号003番。
ツインテールでゴスロリ風の服を着た少女。銀城から一護の力を分け与えられた後はウサギの帽子を被り両腕に籠手を着けた姿となる。
一人称は「私」。基本的に「リルカ」、織姫からは「リルカちゃん」、沓澤からは「リルカさん」と呼ばれている。
勝気な性格で、終始相手に突っかかっている言動が目立つ。銀城や雪緒に、反感を剥き出しにしている。初対面以来一護に好意を寄せているが、素直にはなれず憎まれ口を叩いているツンデレな部分もある。
幼少期より完現術を持ち、その力で欲しい物を隠して自分のものにしていた。7歳のころに近所に越してきた「言葉は荒いが声は優しく、自分から進んで人を助けていた男性」に好意を持ち、自分の力で箱に隠し自分を好きになってもらおうとしたが、かえって男性から恐怖の眼差しを向けられるようになり、その視線に耐えかね男性を外に出してから、孤独な境遇を送るようになった。
死神たちとの決戦ではルキアと交戦し、彼女に追い詰められるが、自らの能力でルキアの中に隠れ、間一髪の末に勝負を終わらせる。その後は一護に切りかかる月島から一護をかばうためにルキアの中から現れ、月島の刀を受け止め、月島を説得した。
敗戦後、浦原商店に保護されるが、別れを告げずに商店から姿を消し、銀城・チャド・織姫・一護に感謝しながら、どこかへ去った。
千年決戦篇で再登場し、一護たちを補助する形で夜一が呼び寄せた。
小説版では、雪緒の会社でデザイナーになっている。
【完現術】：ドールハウス
幼少期に既に身につけていた完現術。
リルカが「許可」を与えた人や物を、リルカが大好き・かわいいと思った物の中に自在に出し入れする能力。後に霊力を放出する一護の能力を得たためか、対象に自らを隠す能力も増えた。
許可を与えるときは、小さいハートの形をした通行証を対象に貼りつける。またリルカにクシャミをかけられるか、入れ物となったものを破壊することにより、中に入れられたものから出ることが可能。
一護の死神の力を取り戻す修行の際には、自身の持つファンシーなおもちゃの家や水槽を修行の場として、一護を小さくして入れている。
『ラブ・ガン』
月島に作ってもらったという、アンコウに似た鳥の姿をした玩具の銃。『ドールハウス』と併用して使われ、装填されたリルカの所有物を放ち攻撃する。
技『アディクション・ショット』
籠手からハート型の通行証を高速で射出し、命中した相手を強制的にぬいぐるみなどの物体に閉じ込める。

沓澤 ギリコ（くつざわ ギリコ）
声 - 斧アツシ
右目に眼帯をしたがっしり目の体格の執事風の壮年男性。
一人称は「私」。銀城と月島からは「沓澤」、リルカ・ジャッキー・雪緒からは「ギリコ」と呼ばれている。
寡黙かつ落ち着いた性格だが冷徹で野心も持つ。また客観的で皮肉めいた一面や厳しい指摘も多々する一方、時に冷静なツッコミを入れることもあるお茶目さもある。一護の力を得てからは口調は丁寧なままで、やや好戦的な性格へと変わった。
チャドに対して「チャドさん」と読んだり、お遣いを頼むなど、仲良さげで気に入っているような描写がある。
過去に自分の家に代々伝わる懐中時計を父が早くにして亡くなったため、若くして受け継いだ。その時計に祈ると願いが叶うことから、自らが神の代弁者と誤認し、その実験として妻を自らの目線だけで殺そうと計画し、実験は成功するが、妻の死の直前に殺すのを止めたいと願ったために完現術の条件破棄となり、右目を失ったことでその能力が神への祈りではなく、契約であることを知った。
死神たちとの決戦では剣八と交戦し、自身に「力の増幅」を設定したタイマーを仕掛けるが、瞬時に斬殺された。
敗戦後、彼の遺体はジャッキーによって懐中時計とともに地面に埋葬された。
最終章では、一コマのみ（後姿）の登場であり、銀城と月島が一護の前に再登場したときも同行しておらず、登場しなかった。
小説版『BLEACH Can't Fear Your Own World』では、銀城たちとともに登場し、自分を殺した更木剣八に対して辛辣な態度をとっていた。
【完現術】：タイム・テルズ・ノー・ライズ
沓澤家に伝わる懐中時計に宿っていると思しき完現術（描写的に懐中時計を手にすると能力を得ると思われるため）。
手持ちの懐中時計から文字盤を飛ばし、対象に条件を設定した「タイマー」を仕掛ける能力。
無理にでも条件を破ると条件破棄となり「タイマー」を仕掛けられた対象は時の炎によって焼き尽くされる。
だが、一度仕掛けたら術者である沓澤でも解除することはできないという使い勝手が微妙に悪いところもある。
後に銀城に一護の完現術を分け与えられたことで、全身に時計の針のような意匠を持つ鎧をまとい、周囲には複数の球体が浮かぶ姿となる。「3」と書かれた胸元のダイヤルを回すことで、体色が黄緑色に染まった巨人の姿に変貌する。
『BLEACH Can't Fear Your Own World』では、自身の能力を改めて見つめ直し、時の神との契約時に供物を捧げることで、大幅に能力が上昇する術を発見。ミニーニャと互角の腕力を獲得した。

ジャッキー・トリスタン
声 - 湯屋敦子
カーゴパンツを穿いている、ショートカットで褐色肌のスタイルの良い女性。
一人称は「私」。基本的に「ジャッキー」、沓澤からは「ジャッキーさん」と呼ばれている。
冷静に周りのことを見る、面倒見の良い姉御肌な性格。
貧乏な家庭で父と弟と暮らしていた。誕生日に父からブーツをもらい、盗品だしサイズは大きかったが大事に使い磨いていた。ある時に父と弟が父に物を盗まれたであろう人による報復と思われることで皆殺しにされ、弟の血でブーツが汚れ、それが完現術覚醒の切っかけとなったという凄惨な過去を持つ。
死神たちとの決戦では恋次と交戦するが、空座町決戦後から圧倒的にパワーアップした恋次に刀すら抜かすことができず、敗れる。だが最後まで自身に手をかけず、勝ち目はないと判断した雪緒が自分たちが戦っていた空間もろとも消滅させようとする中で、自身を救おうとした恋次の行動に心を打たれ、恋次を助けるために自ら絶命しようとしたが、完現術の力を失うことで生き延びていた。
敗戦後は雪緒に会い、雪緒の約束に対して「…ああ、待ってるよ」と言っていた。
最終章では、獅子河原と同様に他のメンバーと違って、特に登場することはなかった。
小説版では、直接は登場しなかったが、雪緒の会社で働いている。
アニメ版では、アパートで一人暮らしをしている描写がある。また、完現術を嫌っていることが原作より早い段階で明かされている。
【完現術】：ダーティ・ブーツ
幼い頃、大切にしていたブーツが死んだ弟の血で汚れたことから発動した完現術。ジャッキー自身はトラウマの象徴故に能力を嫌っている。
ブーツが泥や血などで汚れることによって攻撃力が上昇し、汚れれば汚れるほどにその威力は倍加する能力。
装甲から黒い液体のような霊圧を噴出し、それで全身を汚すことによって、自分自身を強化する。一護の力を得た後は装甲から黒い液体のような霊圧を噴出して全身を汚すことにより、自分自身を強化できるようになった。
発現と同時に、制帽を被り太股までかかる漆黒のブーツを履いた姿に変化する。後に一護の力を得て全身が白い服で覆われ、右肩にバイクのマフラーのような装甲を装着した姿となる。
アニメ352話「XCUTION事典」では、リルカから最初から汚しておけばよいのではないかと言及されたが、その場合は強くなる弊害で歩くだけで地面を破壊するという不便な面が明かされた。

雪緒・ハンス・フォラルルベルナ（ゆきお・ハンス・フォラルルベルナ）
声 - 市来光弘
身長154cm 体重40kg 12月23日生まれ
「XCUTION」会員番号005番。
黒い帽子を被り、全身黒ずくめの服を着た金髪の少年。後に一護の完現術を分け与えられてからは耳あてを着け両腕にコントローラーをまとった姿になった。
一人称は「僕」。いつも携帯ゲーム機を手にしてゲームに興じている。基本的に「雪緒」、織姫からは「雪緒くん」と呼ばれている。
態度はドライで大人びており皮肉屋な性格だが年相応の無邪気さや一護を気遣う一面もある一方で過去のことから親の愛情を知らずに育ったために歪んでおり、倫理観や仲間意識といった感覚が希薄でもある。また生まれつき感情の起伏に乏しかったと思しき書かれ方をしている。
リルカとは雪緒がからかうためか犬猿の仲だが、リルカには「捨てられて心も力の使い方もねじ曲げてしまった奴」と評されている。
メンバー内の小金持ちで、「XCUTION」のアジトの改修や修繕代は彼が出している。
不自由のない裕福な家庭に生まれ、幼少期にパパやママどころか言葉を発しなかったことで親から「理想の子供ではない」ことで責め立てられ「広くて何でもある」だが「退屈な部屋」に雪緒を軟禁し放置状態にしていた。その中で完現術が目覚め、孤独を紛らわせるため家族に見立てたゲームキャラを作り会話し、それを見た両親から責め立てられる日々を送っていた。その中でハッキングなどのネットの技術を身に着けた雪緒は復讐なのか父親の金を自分名義のものにして会社「ワイハンス・エンタープライズ」を倒産させ、自殺に追い込んだという過去を持つ。
死神たちとの決戦では、各自に戦う空間を設置し、自身は日番谷と交戦するが、最終的に自身の能力を逆手に取られ、自身が設定した空間の解除を要求され、命の危機を感じて要求に応じた。
敗戦後はジャッキーと会い、3年後までに自らの会社を大きくし、XCUTIONメンバーを雇うと約束した。
千年決戦篇で再登場し、一護たちを補助する形で夜一が呼び寄せた。
小説版『BLEACH Can't Fear Your Own World』では、｢XCUTION｣と名乗る現世の宗教団体の代表の道羽根アウラと対面する。そして、アウラに協力する姿勢を見せており、能力で空座町を現世から隔離して浦原喜助を拘束した 後、叫谷で銀城たちと再会する。
一見して綱彌代時灘やアウラに従っている様子を見せていた理由は、アウラから名刺を受け取った際に名刺に刻まれた模様から、銀城が死神を憎む原因となった事件の真相を含めた様々な情報を完現術で瞬時に読み取ったからであり、彦禰を時灘から救いたいというアウラの真意を知ったからでもあった。そして、自身の読み通りに銀城たちに時灘に気付かれずにその情報を伝えて、叫谷での戦いの後で流魂街の空鶴の屋敷で、銀城たちに現世の様子を報告した。
【完現術】：インヴェイダーズ・マスト・ダイ
携帯ゲーム機から発生した霊圧を遮断する漆黒の空間で対象を覆い、その対象をゲーム画面でコントロールする能力。一護の力を得てからは、自身の完現術の支配範囲をゲーム画面外まで拡張するまでに進化した。
ゲームなのでライフゲージや回復アイテムといった戦いのルールを設けたり、修行場や客室などの部屋を設置する、ミサイルなどのトラップや凶暴なモンスターを出現させるといったものまで、空間内の環境を自在に設定することが可能でマーカーを貼りつけることで対象の居場所を監視することもできる。
技「画面外の侵入者（デジタル・ラジアル・インヴェイダーズ）」
ゲームの画面外の対象に幻影を見せる能力。
一護の完現術を手に入れたことで、使用可能となった。

獅子河原 萌笑（ししがわら もえ）
声 - 吉野裕行
若い不良っぽい見た目の高校生男子。宮下商業高校に通う。
一人称は「俺」。月島の舎弟を自認し理由は不明だが常に彼への忠節心で動く、根っからの不良の子分気質。
月島が狙う織姫に先んじて戦いに挑むも、織姫のかわいさに手も足も出なかった。そんな織姫には「すし河原君」として認識されている（アニメ版ではチャドからも）。
銀城には本性を現す前からも能力を厄介視されており、銀城と同じ味方の立場になってからも、銀城に一護の完現術を分けてもらえないふどころか、月島に獅子河原を殺すように注意しているほどである。また、獅子河原は自身の完現術の一撃必殺性故に、一角戦まで大当たりを引き寄せすぎると大当たりしなくなる弱点があることに気づいていなかった。
死神たちとの決戦では一角と交戦し、完現術の能力で圧倒するものの、最終的には能力の弱点が表に出たことで一角との殴り合いとなり、その末に敗北。月島のためになおも立ち向かおうとするが、一角に月島が自分の命を賭けるほどの存在かを問われた上に、「自分のために命を捨てられる男のために死ね」と一喝される。
敗戦後は月島に会い、道具扱いされていたと気付きながらも彼を助けるために、彼を担いで歩いた。その際、『俺ん中では月島さんが最強なんすもん!』と最後まで彼を慕っていた（その背中で月島は救われ、安らかな顔をして死亡）。
最終章では、ジャッキーと同様にほかのメンバーと違って、特に登場することはなかった。
なお、小説版では、月島の墓を建てて墓参りしていることが雪緒によって語られた。
【完現術】：ジャックポット・ナックル
右手の777の意匠があるメリケンサックを媒体に発動し、「確率」を強制的に操作し、大当たりの出目を即座に引きだす、所謂、幸運を得る能力。
それにより、威力の低い攻撃でも都合よく人やものの急所に当たって大ダメージになるという「偶然」が働くため、当たりさえすれば一撃必殺になりうる。
が、操作するのはあくまで確率の偏りだけであり、当たる確率自体を変化させるわけではない＝いつか出る大当たりを最初の方に寄せてしまうだけで、大当たりが出る数が増えるわけではないため、戦闘が長引いたり、連続で使用しすぎると必然的に後半は大当たりがまったく引き出せない状態になるという弱点がある。

### その他の現世登場人物
コン
声 - 真殿光昭
尸魂界で作られた対虚用の戦闘用改造魂魄（モッド・ソウル）。改造魂魄・強化能力として脚力が著しく強く、特にジャンプ力に長けている。
普段はライオンの人形に入れられて動いたりしている。途中から石田の手によって後頭部に滅却師マークが入れられている。

井上 昊（いのうえ そら）
声 - うえだゆうじ
織姫より15歳上の兄。3年前に亡くなっている故人。
18歳のころに自身と妹に虐待を加える父母のもとを離れ（アニメ版では「親に捨てられた」と語った）、織姫とともに過ごしていたが、交通事故死。
死後も織姫を見守っていたが、織姫が自分からどんどん離れていくと感じ虚化、アシッドワイヤーとなってから、その寂しさを埋めるかのように織姫を襲った。最後は織姫の思いを受け入れ、自ら斬魄刀に刺されて尸魂界に旅立った。
シバタユウイチ
声 - 津村まこと
チャドが出会ったインコに取り憑いていた少年の魂。
生前に母親を生前連続殺人犯だった虚・シュリーカーに殺される。シュリーカーの口車（母親を生き返らせること）に乗せられ、代理として生きたまま魂魄をインコに入れられ、シュリーカーから逃げ回っていた。長期間肉体を離れたため、ただの死霊となったが、尸魂界に魂葬された後、西流魂街でチャドと再会する。流魂街に住んでいる現在でも、母親とは再会できていない。チャドのことをおじちゃんと呼んでいる。
DS版のゲーム二作目では、プレイヤーキャラクターとして操作することができるが、最弱級のキャラクターに位置づけられている。
遠野 翠子（とおの みどりこ）
小学5年生→中学1年生。遊子、夏梨とはクラスメートの仲。比較的おとなしい性格だが妄想癖がある。
代行編では、夏梨と遊子にたびたび振り回される。密かに浅野に想いを寄せている。
ドン・観音寺（ドン・かんおんじ）/ 観音寺美幸雄（かんおんじ みさお）
声 - 千葉繁
髪型から服装からキャラに至るまで強烈な個性の霊媒師かつ芸能人の男性。
なお、「ドン・観音寺」は愛称で、芸名は「観音寺ミサオ丸（かんおんじ ミサオまる）」。一護からは「（芸名でも本名でも）どっちにしろ変な名前」と言われている。
一人称は「私」。明るいながら飄々としているが、精神力の強さはかなりのもの。
人並み外れた高い霊感を持つ、あくまで普通の人間のはずだが霊圧知覚に関しては、並の死神や滅却師より秀でていると思しき描写がある（石田の撒き餌事件時に横浜市内にいて、30キロも離れていながら、虚の大量出現を感じ取っている）。
なお、瀞霊廷通信の人気コーナー「教えて修兵先生」に「ドン観音寺とは何者なのか」と数多くの問い合わせがあったが、その答えは「明確な答えを持たない」らしく、編集長・檜佐木の力をしても謎のままである模様。
「ぶらり霊場 突撃の旅」という毎週視聴率25%を超える超人気TV番組（アニメでは、視聴率の問題で打ち切られた）を持ち、「ボハハハハーッ!」と熊の手のようにした手をクロスさせ笑い叫ぶなど、独特のスタイルでカリスマ的人気を集める。
とある事件から一護と知り合い、死神や虚の存在を知る。それまで、魂魄の胸の孔を広げる行為（虚化）を除霊と信じていた。一護と出会った当初は虚化した半虚との戦闘の最中、一護を戦友（とも）と呼んでいたが、事態の収束後に一護をマイ一番弟子と格下げした。
その後は一護をドライブに誘いにきたり、同じ派手な服を着るもの同士で、一心とも意気投合していた。
後に、夏梨や雨やジン太を誘って空座防衛隊を結成し、芸能活動のかたわら空座町で虚退治をしているなど、重要人物である。ポジションはゴールド。
一応は人間大からそれ以下の大きさ程度の虚を倒すぐらいの実力はあるが、主要人物や護廷十三隊の面々とは比較にできない。なお、彼が倒した虚の魂がどうなるのかは明かされていない。
転送された空座町内で、藍染に狙われるたつきを救出に駆けつけるが、寸でのところで乱菊によって逃がされ、その後は啓吾らと行動をともにした。なお、この時に藍染は観音寺の「勇気」を評価しており、下記の小説内で痣城剣八が無間にて藍染と話した際に、観音寺と思われる人物の話を上機嫌に話している。
小説『Spirits Are Forever With You』では主役を務め、空座町で目撃される幽霊の女性（ロカ・パラミア）に目をつけたプロデューサーにより、空座町を訪れる。いつの間にか事件の中心を行ったり来たり、西へ東へ空座町を駆け抜けた。ただの人間でしかないはずの彼の揺るがぬ意志と矜持は登場人物にさまざまな影響を与え、その姿は間違いなくヒーローと呼ぶに相応しいものだった。
作中ではロカに感情を抱かせたり、ピカロを助けて懐かれたりしており、ピカロは一体の体についていた更木の眼帯のお陰で、観音寺が痣城にダメージを与える起点にもなった。また、ピカロは後にカラクラホワイトになっており、ロカをプラチナム、石田をスカイブルーにもしている。
なお、この一連の後「破面と友好関係を築いた人間」として、尸魂界からマークされている模様（本人は気づいていない）。また、尸魂界ではドン・観音寺に除霊および成仏させられた者が広めているらしく、ドン・観音寺のファンが増えてきているらしい。
なお、ドン・観音寺の霊能力は死神・虚由来・滅却師・霊王の欠片由来（完現術）・アニオリのバウントのどれにも属していないという謎すぎる能力である。
技「観音寺弾（キャノンボール）」
霊力によるピンポン玉並の大きさの炸裂弾を放つ。観音寺流最終奥義と銘打っている。「カラクラ防衛隊」結成後は二連観音寺弾（ゴールデンキャノンボール）で夏梨、雨、ジン太と共に虚を倒している。
ただし、アニメの「死神図鑑ゴールデン」では、その二連観音寺弾も虚に破壊されていた。
技「観音寺流超究極最終奥義・二連観音寺弾（ゴールデンキャノンボール）」
小説版で観音寺の口から語られる最終奥義。内容は不明。
この技を使うと、観音寺曰く「あらゆる敵はひれ伏し、犬は私を吠え讃え、キャラバンは無事にガンダーラへと辿り着く」とのことらしい。

オスカー・ホアキン・デ・ラ・ロサ
声 - 広瀬正志
チャドのアブウェロ（祖父）で、メキシコ人。故人（死因は不明）。
チャドに、自分のために拳を振るわないことを説いた。
横ちん（よこちん）
声 - 志村知幸
中学時代のチャドを襲った不良グループの本名不明なリーダー。強面で髭を生やし、外見は中学生とは思えないほど老けている。
手下を5人（アフロ、スキンヘッド、ニット帽、ロン毛、坊主頭）従えており、原作ではアフロとスキンヘッドがセリフを喋るが、アニメではロン毛と坊主頭がセリフを喋る。なお、手下からは「横ちん」と呼ばれているが、本人は嫌がっている。アニメでは一護からも「横ちん」とよばれた。
チャドをスタンガン（アニメでは石塊）で攻撃し、椅子に縛り付けてリンチをする。顔色一つ変えないチャドにアブウェロの形見であるコインを壊そうとするが、チャドを助けに来た一護に蹴り飛ばされる。その後は父親の仕事の都合で引っ越し、死神代行消失篇で空座町に帰ってくる。宮下商業高校に通っている。銀城にひったくりを行い、一護にやられた不良と同じ学校の仲間として登場し、一護と対立（原作では一護は彼のことを覚えていて忘れているフリをするが、アニメでは完全に忘れられている）するが、鰻屋育美に蹴り飛ばされダウンした。
小不田（こぶた）
声 - 武虎
宮下商業高校の不良で横ちんと共に不良グループのリーダー格。
仲間を殴られた復讐で一護を襲ったが一護と石田に一瞬で敗北する。
石田 宗弦（いしだ そうけん）
声 - 丸山詠二（アニメ第1期）→野島昭生（アニメ『千年血戦篇』）
石田竜弦の父親であり、孫の雨竜とは滅却師の師弟関係。
かつて、死神に対し滅却師の必要性を訴えていたが聞き入れてもらえず、あげく虚に襲われ死亡した。
その際に死神が来るのが遅れていたが、それは涅マユリの裏工作であり、魂魄となっても研究体として非情な扱いを受けた。
かつて雨竜に滅却師の服のデザインを「かっこ悪い」と指摘されたときは、ショックを受けていた。
また、かつて見えざる帝国に属していた時期もあったらしいが、追放された模様（理由は不明）。
アニメオリジナルのバウント篇では、ヨシとの戦いを終えた孫の雨竜の前に霊体として現れた。
息子の高校時代を描いた回想シーンでは修業中だったために未登場だったが、妻の依澄や竜弦とは既に不仲だった模様。
石田依澄（いしだ いずみ）
声 - 五十嵐麗
石田竜弦の母親で、雨竜の祖母。滅却師としての力はかなり弱く、一般人に近い。
ヒステリックで気性が激しい性格だった模様。
竜弦の婚約者であった真咲のことを内心毛嫌いしており、夫に構ってもらえない寂しさから彼女に辛く当たっていた。
真咲の追放後は、竜弦が母親の自分ではなく、虚に侵された真咲を救う事を選んだ為に、身も精神も壊してしまった。
原作では最後まで本名が不明だったが、アニメ版にて判明した。
石田 竜弦（いしだ りゅうけん）
声 - 成田剣
外見が雨竜とよく似た空座総合病院院長。一人称は「私」。禁煙の病院ですらタバコを吸うほどのヘビースモーカーで、周知の仲の一心にも突っ込まれるほど。
滅却師十字（クインシークロス）を持つ最後の滅却師ではあるが、「金にならない」という理由でその立場を嫌っており、そのため、息子とは仲が悪いものの気にかけてはいる。息子からは名前を呼び捨てにされており、そのことを快く思っていない。
純血統滅却師であるが、自身は滅却師を継ぐ気はなく、滅却師は父・宗弦の代で終わりと断言している。また、雨竜にも「才能がないから」と滅却師を辞めるように言っていた。滅却師としての実力は本物で、大虚級の虚ですら苦もなく倒せる。武器は普段力を抑えて短弓の形状にしているが、その状態でも高い威力を発揮できる。
雨竜に対し「二度と死神と関わらない」条件のもとで、滅却師の力を取り戻す特訓を行い、成功する。
もともと黒崎真咲とは婚約関係にあり仲も良好だったが、彼女が当時死神だった一心を助けたことが原因で虚化しかけた際に何もできず、最終的に彼女との訣別のために石田家から追放する決断を下さざるを得なかった。そのため、黒崎夫妻とは付き合いが長く、一心が死神の力を失った理由も知っていた。この頃から既に使用人付きの邸宅に住み、裕福だった。
千年血戦篇では、過去にユーハバッハの聖別を受けて死亡した妻・叶絵を解剖したことが、息子である雨竜との確執につながったと描かれた。一護たちがユーハバッハたちに戦いを挑む最中、滅却師の服装で一心とともに真世界城に侵入し、戦闘こそなかったが、叶絵ら聖別を受け死亡した滅却師の体内から取り出した血栓を集めて作った、ユーハバッハを倒すための切り札「静止の銀」の鏃を雨竜に託して、勝利に貢献した。最終回では登場しなかった。
アニメのおまけコーナーでは「クインシー大全」の司会担当。その中では本編とは違い、何だかんだ言って息子である雨竜のことを気にかけるシーンも見られる。
小説版では直接は登場しなかったが、決戦後に息子と和解したようで医大の学費を払っている。
技「クラヴィーア」
霊弓から一度に複数の矢を射る技。雨竜との修業時に使った。

片桐 叶絵（かたぎり かなえ）
声 - 能登麻美子
混血統滅却師の女性で、雨竜の母親。一人称は「私」。竜弦の仕事机には、彼女の写真が置かれている。
元々は幼少から石田家の使用人として竜弦に仕えていた。竜弦を「坊ちゃま」と呼び、不器用なりの彼の優しさを知っており、生涯をかけて彼に尽くすことを自らの務めとしていた。真咲に少なからず嫉妬していたことと、純血統を守る石田家の意向に従順なあまり、真咲がホワイトに負傷させられて虚と混ざってしまったことを石田家に密告し、竜弦と真咲の婚約が破棄されることになった。後に竜弦と結婚する。
千年血戦篇から9年前の6月17日、ユーハバッハの「聖別」により滅却師の力を失って倒れ、もともと体が弱かったこともあって、それから3か月後に亡くなった。
鰻屋 育美（うなぎや いくみ）
声 - 甲斐田裕子
一護のバイト先の何でも屋「うなぎ屋」の若い女性店長。一人称は「私」。男勝りだが面倒見のいい性格。
体術系を習っていたのかは謎だが、不良を筆頭に一護（霊力消失時）をも制圧できる腕っぷしの持ち主。
息子の前では優しい母親として振る舞っている。バイトをサボる一護を手荒に扱ったり厳しくしている半面、悩んだときには自分を頼るよう叱咤するなど、気のいい人物でもある。
鰻屋 馨（うなぎや かおる）
声 - 水原薫
育美の息子。母親を慕う反面、育美に馴れ馴れしいとして一護には懐いていない。所謂、マザコン。
阿散井 苺花（あばらい いちか）
恋次とルキアの死神見習いの娘。性格と髪形は父親似で、目の形は母親似。
名前の由来は織姫がルキアのために作ったベールの模様である苺の花の模様からである。
母親が十三番隊隊長に就任した後に両親に連れられて現世に赴いて、一時的に両親とはぐれるが黒崎家で黒崎一勇と出会い、一勇が死神の姿になったことに驚いていた。
死神としての才能はあるが、まだまだ子供であるために他の死神たちからは軽くあしらわれている。
黒崎 一勇（くろさき かずい）
一護と織姫の息子で父親の体質を受け継いだ死神。目の形と顔の輪郭は母親似である。一人称は「僕」。
最終回で黒崎家に出現したユーハバッハの力の残滓を指を突っ込んだだけで消滅させるなど高い潜在能力を窺わせており、その直後に阿散井苺花と出会っている。

## 尸魂界（ソウル・ソサエティ）

### 瀞霊廷

#### 護廷十三隊
以下のメンバーは個別記事へ。
- 朽木白哉
- 阿散井恋次
- 日番谷冬獅郎
- 更木剣八
- 涅マユリ
- 朽木ルキア
- 藍染惣右介

#### 四大瀞霊門門番
兕丹坊（じだんぼう）
声 - 長嶝高士
身長988cm、体重999kg。1月10日生まれ。
四大瀞霊門の西・白道門（はくとうもん）門番。流魂街出身。山のような巨躯を持つが、体躯の割には身軽。
一貫坂慈楼坊の実兄。日番谷とは友人で「都会のルール」を彼から教わったという設定がある。
か行とた行に濁点がつく話し方が特徴。性格は温厚であり、人のいい性格である人格者。それ故に流魂街の人にも慕われている。実は地獄耳。
巨大な二本の斧を振るい、一振りで虚30匹を屠ることができるほどの豪傑で、勝負は必ずタイマンで行うという拘りをもっているほか、負けたら門を開けるという誓いをしている。
最初は一護と対峙し、自分の技を披露してすべて受け止められた末、斧を折られて敗北し、あっさりと一護たちの実力を認めた。その後、門を開けるが市丸ギンによって左腕を切断される（アニメでは重傷どまり）。井上織姫の治療や流魂街の住民によって完治し、志波空鶴とともに双極の丘に赴き、離反したほかの門番たちを倒した（アニメでは、ほかの門番たちが出ないため、その描写はない）。
千年血戦篇では、ジジに操られて技術開発局を襲撃した。その際は理性を失っているのか無言であった。また、この際ゾンビ化させられていたかのかどうかは不明。
バウント篇では、古賀のドール・ダルクに倒された。
GBA版ゲーム『紅に染まる尸魂界』では、自分の顔がいいと思っているナルシストな描写がある。アニメオリジナルの護廷十三隊侵軍篇では、影狼佐に苦戦する隊長たちを助けに空鶴・岩鷲とともに現れる。
技「十本兕丹打祭（じゅっぽんじだんだまつり）」
敵に対し、斧を十回連続で振り下ろし続ける技。しかし、うまく数えられていなかった。
技「万歳兕丹打祭（ばんざいじだんだまつり）」
2本の斧を全力で振り下ろす。兕丹坊の最後の必殺技。

嵬腕（かいわん）、斷蔵丸（だんぞうまる）、比鉅入道（ひごにゅうどう）
兕丹坊の守る白道門以外守る、いずれも山のような巨躯の三人の四大瀞霊門門番。
嵬腕は東・青流門（しょうりゅうもん）、斷蔵丸は北・黒稜門（こくりょうもん）、比鉅入道は南・朱洼門（しゅわいもん）を担当。
嵬腕は上を向いた目に特徴的な形の髭とむき出しの歯が特徴、斷蔵丸は黒人にも見える雰囲気で頭の模様と虹彩や瞳孔のない白い目が特徴、比鉅入道は頭巾にふくよか感と細い目が特徴。
藍染の手下かは不明だが、兕丹坊によれば藍染に何かされたようではある。比鉅入道は空鶴の雷吼炮、斷蔵丸は兕丹坊の拳で倒された。
なお、兕丹坊によれば三人ともに仲のいい関係であり、元々は悪人ではない模様。
アニメには、3人ともに登場していない。

#### 技術開発局
阿近（あこん）
声 - 奥田啓人、三宅華也（少年期）
眉毛がない額に角が生えているのが特徴の男。護廷十三隊十二番隊第三席・技術開発局副局長・男性死神協会理事。喫煙者。
技術開発局が創立された時からのメンバーの一人で、それ以前は涅マユリとともに蛆虫の巣にいた。101年前はまだ少年で、猿柿と同じぐらいの背だった。常に冷静かつ的確であり、彼のペースを崩せるのはマユリか浦原ぐらいのものである。
千年血戦篇では、『見えざる帝国』の襲撃をほかの局員とともに捕捉し、マユリが前線に出た際は副局長として自らが指揮を執った。一度目の襲撃では浦原に伝令神機で連絡を取り、浦原と一護に瀞霊廷の被害状況を伝えた。一護がキルゲの能力で黒腔に閉じ込められた際は、シャズ・ドミノに襲撃されるも決死の状態で穿界門を開けて黒腔から一護を脱出させた直後に倒れたが、『見えざる帝国』撤退後は回復した。
二度目の襲撃時もマユリが製作で不在の中、自身が指揮を執っていたが瀞霊廷が消えたことで技術開発局の機能が無効化されて動けなくなり、ナックルヴァールが現れたことで窮地に陥るもマユリが戻ったことと、マユリとの会話でナックルヴァールが撤退したために事なきを得た。
その後は、マユリが改造した部屋で全隊長格への天挺空羅の準備と侵影薬の転送に尽力し、戦況を見守る。終戦後は、副隊長に昇格した。
鵯州（ひよす）
声 - 松本考平
技術開発局通信技術研究科研究科長で、フグのような顔をした男性。
口が悪く、粗暴かつ乱暴な性格で、気が障ると壺府に対して八つ当たりを始めるなど性格も悪い。
左側頭部に小型ハンドルがついており、それを回すと左目が飛び出し顕微鏡のようになって、対象物の細部を観察できる。
千年血戦篇では、ペペに操られた壺府リンに刺されたが、二回目の侵攻では回復している。
壺府 リン（つぼくら リン）
声 - 斉木美帆
甘いものが大好きで、常に何かを口にしている少年。ちょんまげ頭が特徴。
技術開発局の中では一番の下っ端で、ビビりな性格。そのせいで周囲から舐められることが多く、いつも鵯州などに怒られ、終いには自分のお菓子を勝手に食われることもある。「つぼくら」と書かれたお菓子を食べるときのマイ皿を持っている。
千年血戦篇では、ペペに操られてしまい、鵯州を刺してしまった。
DS版のゲーム二作目では、体を乗っ取られたことがある。
アニメでは、オリジナルエピソードにて一度だけ花太郎とともに現世に派遣されたこともある。外見が花太郎と似ているため、アニメの予告でそのことにつっこまれたことがある。
久南 ニコ（くな ニコ）
声 - 神田朱未
眼鏡をかけた女性局員。元九番隊副隊長の久南白の妹。姉のせいか性格はしっかり者。
白を「白お姉ちゃん」と呼んで慕ってはいるが、姉の白にお年玉をあげたり、おやつをせがみに来た白を窘めている。
その他の局員
濃い隈取が目元と口元にある男性、猿楽面のような笑顔を浮かべている男性、オネエ口調で話す男性など個性的な局員たちが確認できる。

#### 朽木家
朽木 緋真（くちき ひさな）
声 - 折笠富美子
50年前に亡くなった白哉の妻であり、ルキアに瓜二つの見た目をした実姉。
なお、容姿はルキアと瓜二つだが、性格や話し方などは異なっている。
現世で死して赤子だった妹とともに南流魂街78地区「戌吊」に送られたが、貧しさから二人で生きていくことができず、ルキアを置いて戌吊を出た後、白哉と結婚した。自責の念からルキアを探し続けるが、白哉にルキアを見つけたら自分が姉とは明かさず、白哉を兄と呼ばせ守って欲しいと言い残し、結婚して5年後に病に倒れ亡くなった。その後は朽木家の仏壇に写真が飾ってある。
劇場版3作目にも、白哉視点の回想シーンで登場し、病弱の身でありながらルキアを探そうとしていることが描かれた。
清家 信恒（せいけ のぶつね）
声 - 清川元夢
白哉付きの従者。長めの白髪に白い口髭をたくわえた丸い銀縁眼鏡の老人。

#### 四楓院家
四楓院 夕四郎 咲宗（しほういん ゆうしろう さきむね）
声 - 五十嵐裕美
夜一の弟で、夜一失脚後の四楓院家第二十三代目当主。姉と似た容貌をした少年。
千年血戦篇・訣別譚で、久方ぶりに夜一の連絡を受け、大荷物（これに関しては、浦原が重要なものであるかのように告げていたが、最後まで明かされなかった）を持って浦原と合流するも、夜一が一足先に霊王宮に向かったことを知ると、ショックを受けて落涙していた。
門完成後は、霊王宮へ進撃。夜一の霊圧を察知し向かおうとするも、霊子を滅却師が支配していたため足場が作れず、落ちそうになった。その後、夜一のもとに向かい、ナックルヴァールと戦うも、返り討ちにされてしまった。しかし、浦原からの事前の指示で救出に来たネリエルによって救助されて、一命を取り留めた。
華奢な外見に反して、ナックルヴァールが意表を突かれる白打や夜一から学んだ瞬閧を短期間で使いこなすなど、夜一にも劣らないと思しき高い才覚を見せた。
技「瞬鬨・爆炎無双（しゅんこう・ばくえんむそう）」
両肩から火柱を上げ、巨大な火の弾を敵にぶつける。

#### 京楽家
京楽春山
声 ｰ てらそままさき
京楽家の長男であり七緒の父親。護廷十三隊の死神だったらしいものの席次は不明。
厳格な性格で春水とは折り合いが悪かったが、伊勢家から嫁いできた七緒の母の影響を受けて幾分軟化し、良好な関係を築いていた。
しかし「伊勢家の女の伴侶となった男は早世する」という呪縛からは逃れられずに病に倒れ、七緒の母から受け取った簪を春水に託して死亡した（名前はアニメ（相剋譚第十一話）にて判明）。

#### 伊勢家
伊勢檍涼
声 ｰ 井上喜久子
春水の義姉。伊勢家の呪いを断つべく京楽家に嫁いだが、呪いにより春水の兄が他界し、その後は伊勢家に連れ戻された。
その後、伊勢の呪いは代々伝わる神器にあると考え、七緒を伊勢の呪いから守るため独断で『八鏡剣』を春水に預けたが、四十六室により神器紛失の責任を問われ、処刑されてしまった（名前はアニメ（相剋譚第十一話）にて判明）。

#### 浮竹家
浮竹十三（十四郎の父）
声 ｰ 阪口周平
ミミハギ様に十四郎の命を救うように、妻の駒と共に祈願していた（名前はアニメ『相剋譚』第3話にて判明）。
浮竹駒（十四郎の母）
声 ｰ 世戸さおり
ミミハギ様に十四郎の命を救うように、夫の十三と共に祈願していた（名前はアニメ『相剋譚』第三話）にて判明）。
浮竹見晴、浮竹実純、浮竹萩道、浮竹はな、浮竹たま
声 ｰ 富田美憂（見晴）、古木のぞみ（実純）、優希知冴（萩道）、新田ひより（はな）、長縄まりあ（たま）
浮竹十四郎の兄妹。名前はアニメ（相剋譚第三話）にて判明。

### 中央四十六室
阿万門 ナユラ（あまかど なゆら）
小説版にて登場した大霊書回廊筆頭司書。賢者の中でも上位に位置する貴族・阿万門家の当主である少女。
父親が藍染に殺害されたことで、若くして四十六室に選ばれた経緯を持つ。
藍染が反逆した後の、檜佐木および吉良イヅルの尋問の際に吉良に興味を持った。それにより、死神にも興味を持ち、見識を広げていった。後には霊王の変わりになる正しい四十六室を作ろうとしたが、星十字騎士団のシャズ・ドミノの襲撃を受け、四十六室は壊滅。崩玉を欲するシャズを前に死を覚悟したが、イヅルの乱入により事なきを得た。
その後は残っている民衆を助けるために、残った賢者を率いて清浄塔居林を解放。避難場所とし、四十六室を新たなシステムとして動かし始めた。
血戦後は同じ考えを持つ京楽春水と協調して、貴族層を含めた瀞霊廷の改革を進めようとしている。

### 流魂街

#### 志波家
志波 海燕（しば かいえん）
声 - 関俊彦
身長183cm、体重68kg。10月27日生まれ。
故人。岩鷲、空鶴の兄（長男）であり一心の甥にあたる。元護廷十三隊十三番隊副隊長で、ルキアが尊敬していた人物。

志波 都（しば みやこ）
声 - 島本須美
元十三番隊第三席。海燕の妻。虚によって殺された。

志波 岩鷲（しば がんじゅ）
声 - 高木渉
海燕・空鶴の弟で、一心の甥にあたる。ごつい体格だが千年血戦篇ではより逞しい姿になっている。性格は大雑把。
ボニーちゃん（アニメでは、1匹卯ノ花に捕まって牡丹鍋にされた）に乗り、同じくイノシシに乗った4人の舎弟を率いている。
自称「西流魂街の深紅の弾丸」にして 自称「「西流魂街のアニキと呼びたい人」14年連続ナンバーワン」そして自称「西流魂街一の死神嫌い」であるが、死神嫌いだけは正しかったりする。なお、後に自称「誰よりも霊王宮を知る男」が追加されている。
戦闘時には体格を生かしたタフさと体術に小道具および血涙玉に石波などの技を組み合わせるなどで戦う。なお、花鶴射法を用いることもできるが腕前は未熟な模様。また、斬魄刀のような刀を持っているが、斬魄刀なのかは不明。
40年ほど前、子供のころに海燕の最期を目の当たりにし、兄の死の裏の事情や手を下したルキアの複雑な感情を知ることなく、長きにわたり死神を憎んでいた。一護に対しても当初は拒否反応を示していたが、海燕の死神に対する思いを知るために一護たちと同行し、彼とともに行動するなかで次第に打ち解けていく。瀞霊廷での戦いでは、苦戦しながらも綾瀬川弓親を倒した。一護たちが救出しようとしている相手が兄の仇であるルキアだと知った時は一時葛藤するが、ルキア救出に命をかけようとする花太郎を白哉から守るためにルキア救出を優先した。
そしてルキア救出後、40年間知らなかった海燕の死の真実、そして空鶴の思いを知った。
千年血戦篇では、空鶴のもとで修業を続けたことでたくましい姿となっており、流魂街で拾われた銀城・月島・ギリコらしき人物とともに修行を続けている。その後、一護たちのもとに現れ、共に霊王宮へ向かった。そして、チャドと共に雑兵と戦おうとする場面が描かれたが、以降は登場せず、最終回でも登場しなかった。
アニメのバウント篇では、空鶴により現世に派遣され花太郎と再会後、偶然にも一護たちのピンチに駆けつけ、花火を使った戦法により双子のバウントの鵬と磐を倒す。花太郎とともにバイトをしているうちに、本来の目的を忘れ、帰還後に空鶴からは、きついお仕置きを受けた。
小説版でも登場し、日番谷と対面している。小説版『BLEACH Can't Fear Your Own World』では、檜佐木とも対面したが、叫谷での戦いには参加せずに志波家に残った。
技「石波（せっぱ）」
外壁や地面、足場を砂に変える技。砂に変えたい部分を掌で丸く擦り、「砂になぁれっ!石波!!」のかけ声で発動する。
おもに空中からの落下対策、逃げ道の確保に用いるが、応用し戦術として使うことも可能。
技「血涙玉（ちなみだま）」
煙幕に用いる空鶴印の唐辛子入りの煙花火。
技「志波式射花戦段・旋遍万花（しばしきしゃかせんだん・せんぺんばんか）」
相手に花火玉を多数投げつけて攻撃する技。
技「志波式石波法奥義・連環石波扇（しばしきせっぱほうおうぎ・れんかんせっぱせん）」
あらかじめ扇状に広がるように地面を丸く擦っておき、その範囲の地面を石波により砂に変え、一気に崩す技。

志波 空鶴（しば くうかく）
声 - 平松晶子
身長170cm、体重58kg。10月1日生まれ。
流魂街に暮らす女花火師で、志波家の当主。岩鷲の姉で海燕の妹であり、一心の姪にあたる。夜一、浦原とは昔なじみ。
事情は不明だが右腕の肩より下がない（アニメでは義腕をつけている）ものの織姫以上の巨乳美人で、姉御肌で豪快な性格。一人称は「おれ」。言葉遣いは荒く、口より先に手が出る(空鶴叩き潰し&空鶴かかと落としという技があり、その威力たるや食らった岩鷲と一護の頭頂部から煙が上がるレベル)。
戦闘時には独自の霊術「花鶴射法」（かかくしゃほう）と、攻撃系の鬼道を使用する。
妙な旗持ちオブジェを好んで家の前に取りつけている（現在は人の腕で、夜一曰くなかなかの出来）。そのためか流魂街でも街外れのほうに住んでおり、転々とすることもしばしばある。
なお、弟の岩鷲に対してはお仕置きばかりしているが、弟想いではある。
千年血戦篇では、霊王宮に向かう一護たちを送り出すために登場し、この時には一護の父親が叔父の一心であることを知っていた。
破道の六十三 「雷吼炮（らいこうほう）」
雷を衝撃とともに相手に向かって放つ。詠唱は「散在する獣の骨・尖塔・紅晶・鋼鉄の車輪・動けば風・止まれば空・槍打つ音色が虚城に満ちる」

金彦（こがねひこ）、銀彦（しろがねひこ）
声 - 松本大（金彦）、三宅健太（銀彦）
志波家の双子の門番。志波家が没落する前からの家臣で、昔は海燕の教育係だった。
見分け方はアゴが細く全体的に面長なのが兄の金彦で、顔が全体的に四角でケツアゴなのが弟の銀彦。
揃ってゴツイ体格で中国服のようなものを着ている。双子（一卵性かは微妙）で、見た目はかなり似てはいる。
互いに「金の字」「銀の字」と呼び合っている。息のあった双子パワーが特徴。

#### 人狼一族
大爺
声 - 浦山迅
鳥居を構えた洞窟に住む、左耳が千切れた巨大な狼。狛村からは「大爺様」と呼ばれている。
死神や滅却師の戦いには関心を持たず、世界の担い手が変わるだけだと徹底して不干渉を決め込んでいる。
人目を忍んで生きる一族を出奔しながら、滅却師たちとの戦いに備えて、一族の秘儀を求めてきた狛村と敵対する。戦いの末に狛村に敗れ、己の心臓と引き換えに一時の間だけ畜生道の呪縛から本来の力と姿を解き放つ「人化の術」を授けた。のちに狛村がバンビエッタを撃破した頃、狛村が復讐心に身を窶したことをほくそ笑みながら、捧げられた心臓を啜った。

うるい、ショウマ
真央霊術院に通う人狼の兄弟で、兄のうるいは薄墨色、弟のショウマは象牙色の被毛をもつ。
死神に憧れて住んでいた穴を飛び出し、瀞霊廷にやってきたところを狼と化した狛村に案内され、射場の前に姿を現した。以来、射場が引受人として時折二人の面倒を見ている。
小説『BLEACH Can't Fear Your Own World』に登場。かわいいもの好きの女性隊士の間では有名人のようである。

### 霊王
霊王宮大内裏に座する、尸魂界の王。外見はオールバックの黒髪に眼球に4つの複眼を持つ、手足が欠けた姿の男性風の人物。
鎖で吊られた水晶体の中に存在しており、零番隊の弁から意思は存在しているようだが、言葉を発する場面は一切ない。
その役割は大量の魂魄が出入りする尸魂界を安定させるためにあり、霊王の死は魂の循環を破壊する世界の崩壊を意味する。このことから、浦原や兵主部は霊王を「世界の楔（鍵）」と言い表していた。
千年血戦篇で、霊王宮へと侵攻したユーハバッハが一護に宿る滅却師としての力を利用して、彼に霊王を殺害させた。その亡骸を吸収されたことで霊王の役割もユーハバッハへと移譲された。この際、ユーハバッハからは親子であることを示唆されており、ペルニダの人格に霊王らしき意識が現れた際には、自らを滅却師と名乗っている。また、ユーハバッハと同じく未来予知の力を持つとされ、井上の「事象の拒絶」を受けつけない。
作中などでは、心臓と噂されるジェラルドや両腕（浮竹の肺に憑く右腕と、左腕であるペルニダ）、過去に爪を保有していた松本乱菊、その後に崩玉を使って爪から作られた虚のホワイト、霊王の鎖結を体内に持つ道羽根アウラ、霊王の欠片を核に作られた産絹彦禰、完現術者たちが霊王の欠片の持ち主であるなどが明らかになった。両足は未登場で、他にどのパーツがどれだけ分かれており、どれだけ保有者が居るのか、はたまたどこに居る・あるのかは不明なままである。また、黒崎一護がホワイトを経由して霊王の爪の保有者になったかは、描写がないために不明。
小説版『BLEACH Can't Fear Your Own World』では、生死の境界がないすべてが曖昧だった世界に初めて「魂の循環」をもたらした救世主だったとされている男。人間・死神・滅却師・完現術者という4種族の力を持っており、それらの祖といえる存在で、かつて混沌の世界に人を喰べる虚が現れたことで世界は一つの大虚に成り果てるだけだったが、そこに誕生した霊王が虚を滅却することで世界を救った。しかし、霊王ほどではないが強大な力を持つ五大貴族の始祖たちは停滞し冷えゆく世界に納得しなかったため、彼らによって水晶の中へと封じられ、生と死が循環する三界分立のための贄とされた。さらに、報復を恐れた綱彌代家の始祖たちによって前進と静止を司る右腕と左腕をもぎ取られたのを始めとして、心臓や両足やさまざまな器官をもぎ取られ、三界を維持し続けるだけの存在にされたことが語られた。霊王は全てを見通していたようだが、あえて抵抗しなかったとされる。今の霊王は自己を主張することもままならない状態ではあるが、大局を導く流れとでもいうべき意志は存在しており、黒崎一護が霊王宮に来たのもその意志によるものらしい。
アニメ版最終章第3シリーズにおいて、本来の名は「アドナイェウス」と明かされた。ユーハバッハが唱える聖別の一節にも用いられている。

### 王属特務・零番隊
霊王を守護している存在。隊士はおらず、全構成人員5人のすべてが隊長であり、その総力は十三隊の全軍をも上回るとされている。また、全員が何らかの異名を有している。
なお、メンバーはそれぞれが尸魂界で何かを創り出し、霊王に「尸魂界の歴史そのものである」と認められた者たちで構成されている。
作中では兵主部の卍解（真打）が判明しており、始解では兵主部と麒麟寺のものが判明している。また、アニメ版では修多羅の卍解が判明した。
ユーハバッハたちに敗北後は登場せず、その後の動向は描かれていなかったが、小説『BLEACH Can't Fear Your Own World』ではそれぞれの零番離殿の霊脈と各自の霊力がリンクしていることが明かされ、零番離殿は無事であったことから兵主部の呼びかけで全員が蘇った形で、生存が判明した。
アニメ版によると麒麟寺・曳舟・二枚屋・修多羅の四神将は、自らの卍解が三界に与える影響の大きさを鑑み、互いの命をもって卍解発動を制限する「血盟の契」を交わしている。そのため卍解を発動するためには他三人が死ぬ必要があり、一度卍解すれば三界全てを大きく震わす。
麒麟寺 天示郎（きりんじ てんじろう）
声 - 志村知幸
零番隊第一官・東方神将。
リーゼントで煙管を咥えるなど、見た目がチンピラのような男。異名は「泉湯鬼（せんとうき）」。零番離殿は麒麟殿。
かつては「雷迅の天示郎」と呼ばれ、動いたことすら気づかれずに砕蜂の背後をとれるほどのスピードを持つ。
また、卯ノ花に治療の鬼道「回道」を教えたのも彼であるが、初代「剣八」である卯ノ花のことを嫌っているのか、彼女によく突っかかっている。
浦原が修行部屋に作っていた『浸かるだけで回復する温泉』は、実は彼の技術を真似て作ったものである。
ユーハバッハとハッシュヴァルトと雨竜が霊王宮に侵攻してきた際は自ら出陣し、自慢の湯で兵士を一掃する。後に斬魄刀を解放してユーハバッハと対峙するが、ニャンゾルの能力で攻撃を当てられず、苦戦する。その後、ナックルヴァールの能力に苦戦する王悦を助けたが、聖別で復活した親衛隊に倒された。
アニメ版ではニャンゾルとの勝負はカットされ、ハッシュヴァルトとの斬り合いに勝利する。親衛隊の復活後はナックルヴァールの毒に追い込まれ、千手丸の卍解を解禁させるために自刃する。
【斬魄刀】：金毘迦（きんぴか）
湯かき棒のような形状で、鞘に当たる部分に「きりんじ」と書かれている。解放後は刀身が眩く光り輝かせることが可能になる。描写が少なく詳細な能力は不明だったが、アニメ版では持ち前の機動力と合わせて、必要に応じて刀身の光で目潰しを浴びせながら剣戟を行う戦法を取っている。
解号は「天照一閃『金毘迦』（てんしょういっせん『〜』）」。雑誌掲載時では、「煌（きらめ）け」だったが、単行本65巻で修正された。
技「BLEACH#白骨地獄|白骨地獄（はっこつじごく）」
体内から血と霊圧を抜く白い湯の温泉を操る。
後述の「血の池地獄」と交互に浸かれば、卯ノ花にも治療できない重傷者を完治させることが可能な反面、その強すぎる回復力は一定の力量に満たない者には害となり、「過回復」によって逆に肉体を破壊してしまう。
技「血の池地獄（ちのいけじごく）」
体内に血と霊圧を補充する、赤い湯の温泉を操る。
こちらは単体で使用しても傷んだ血を新鮮な血液と入れ替え、同時に傷の回復を行い、王悦を癒している。

曳舟 桐生（ひきふね きりお）
声 - 恒松あゆみ
零番隊第二官・南方神将。
本編開始から110年前に、浦原の前に十二番隊隊長を務めていた女性。異名は「穀王（こくおう）」。零番離殿は臥豚殿。猿柿からは、母親のように慕われていた。
後に「義魂丸」の元となる「仮の魂」である「義魂」の概念と、それを「体内に取り込む」技術を創り出した人物。
零番隊就任以前より肥えているらしく、平子は名前を聞くまで彼女を曳舟だと気づかなかった。肥っている理由は、彼女が「義魂」の神髄を込めたフルコース料理を全部作ると、全霊圧を使い切って激ヤセしてしまうことから、普段から肥っていないと体が持たないためである。なお、痩せた状態では巨乳かつ美人に変貌する（変貌ぶりに周りが驚く）。自分の肉体から「命の樹」という樹木を生み出し、自らの霊圧を喰わせ育てて操ることができる。
ユーハバッハらが攻めてきた時には産褥をこしらえ、命の檻を張りめぐらせた。その後の描写はなかったが、聖別で復活した親衛隊に倒された。
アニメ版ではハッシュヴァルトに破壊された命の檻を補強した後、檻の中に1対1の空間を設けてペルニダと対決するが追い詰められ、他の隊員と同じく自刃する。
【斬魄刀】：名称不明
名前・解号・能力共に不明。
形状は巨大なしゃもじ。能力は不明だが、アニメでは曳舟が投げた種子を斬魄刀で仰ぐことで、樹木へと急成長させている描写がある。
技「産褥（さんじょく）」
周囲に生み出した樹木を張りめぐらせて敵を内部に閉じ込める、再生能力付きの檻を形作る「命の檻」。
霊子に反応して吸収する性質があり、隙間を狙っても枝が伸びて獲物を捉え、同じ箇所を攻撃しても霊子を養分に瞬時に再生して、破壊された箇所を塞ぐ。

二枚屋 王悦（にまいや おうえつ）
声 - 上田燿司
零番隊第三官・西方神将。
レゲエダンサーのような頭をし、ラッパーのような口調で喋る男。異名は「刀神（とうしん）」。零番離殿は鳳凰殿。
斬魄刀を創り出した人物。尸魂界の開闢以来、全死神の「己の斬魄刀」の原型となる無銘の斬魄刀「浅打」のすべてを創っている。そのため、すべての「浅打」の在り処を知っていたが、「霊王宮」で打ち直されるまで一護の斬魄刀だけは彼の製作ではなかった。
その後、霊王宮に侵攻してきたユーハバッハと親衛隊と対峙し、鞘伏でジェラルドとペルニダとリジェを瞬殺し、ナックルヴァールに致命傷を与えたが、その直後にナックルヴァールの能力で体に異常をきたし、苦戦するも天示郎の助けもあり、勝利する。しかし、ユーハバッハが聖別を発動させ、復活したリジェに体に穴を開けられて倒された。
アニメ版ではリジェに負わされた負傷を千手丸に治療してもらい戦闘を続行。リジェに万物貫通の真髄を使わせるまでに善戦したが、再び深手を負った後は親衛隊の一掃に千手丸を指名して自刃する。
小説版『BLEACH Can't Fear Your Own World』では復活後、鳳凰殿から「已己巳己巴」が強奪されたことを知ると怒りを滲ませ、護衛についていた斬魄刀たちの傷跡から、網彌代時灘の仕業だと悟った。
【斬魄刀】：鞘伏（さやふし）
王悦がユーハバッハの迎撃の際に持ち出した斬魄刀。解号は不明。
通常の浅打と同じ形状だが、いくら斬っても刃こぼれせず血の一滴も付着しない異常なまでの斬れ味を持つ。しかし、斬れ味がよすぎて収める鞘が創れず、専用の液体に浸けて保管しなければならない。このため、刀として成立しない「失敗作」と呼ばれており、瀞霊廷に送ることができないまま一切使われていなかった。

修多羅 千手丸（しゅたら せんじゅまる）
声 - 佐藤利奈
零番隊第四官・北方神将。
大きな髪飾りを付け、背中に六本の義手を装着している人物で性別不詳（対峙したジェラルドからは女性と言われている）。一人称はわらわで性格は強引かつ高飛車。異名は「大織守（おおおりがみ）」。
死神の着る死覇装を創り出した人物。マユリとは知り合いらしく、厭味を言い合う仲。マユリとの話で、マユリの研究室を「妾が居った頃」と表現するため、かつては十二番隊もしくは技術開発局にいたようだが、詳細は最後まで不明。技術開発局内部の用語「修多羅等級（シュタラスケール）」に、その名を残している。
自身の宮殿の内装は、さまざまな反物で派手に彩られている。また、採寸するためなら相手を脅して全裸にさせることすら厭わない。
景色と同化している暖簾を被せることで、その裏に人物を隠せる他に、本物と見紛うような空間を作り出して、偽の自分や建造物を映し出すことができる。
作中では、他の零番隊らと共に一護たちを迎えに来るために、瀞霊廷に降り立ったのが初登場。護廷十三隊隊士たちと零番隊が会話をしているスキに、白哉・恋次・ルキア・天鎖斬月を回収した。霊王宮に来た一護たちには「王鍵」が練り込まれた、死神が創造できる最高の死覇装をそれぞれに誂えた。しかし結果的に、その防御力が霊王宮を守る結界に綻びを作ってしまっている。
霊王宮でユーハバッハらと対峙し、ニャンゾルを倒すも次に立ちはだかったリジェの狙撃で射殺された。しかし、これまで戦っていた場所が偽の霊王宮であることを明かし、本物の千手丸が姿を現して、戦闘は継続する。その後の描写はなかったが、聖別で復活した親衛隊に倒された。
アニメ版では石田と対戦して終始手玉に取っていたが、親衛隊の復活後はジェラルドの心臓の強度を見誤り劣勢に陥る。その後、対親衛隊に最も向いている卍解の持ち主として卍解を解禁、親衛隊を全滅させた。直後、「力の9年」を終えたユーハバッハに呼応する形で封印から逃れた石田と再度対決。優勢と思われたが、石田が滅却師完聖体と聖文字を併用すると形勢が逆転。自らの卍解に身動きを封じられた所を矢で射抜かれ敗北する。
【斬魄刀】：刺絡（しがらみ）
縫い針を思わせる小刀の形をした斬魄刀。針頭から無限に伸びる霊子の糸で縫い目を入れた対象を操る。千手丸の技量から成る目にも留まらぬ早業で敵の衣服の改造や即席の防具を仕立てることができる。アニメ版では敵の攻撃を跳ね返す傘を一瞬で仕立てたり、綿を負傷箇所に詰めて全快させるなどの技を見せている。
【卍解】：娑闥迦羅骸刺絡辻（しゃたつからがらしがらみのつじ）
巨大なはた織り機が出現する。対峙する敵に合わせ様々な特性の反物が織られ、その織柄が具現化したかのような攻撃で敵を葬る。敵の数や特性に合わせて、反物の数や柄も増減する。零番隊隊士三人の命を捧げることで発動可能になり、その影響は現世にまで及ぶ。

兵主部 一兵衛（ひょうすべ いちべえ）
声 - 楠見尚己
大きな数珠を首から下げた禿頭で、髭を生やした愛嬌のある男。普段は朗々かつ飄々としているが、敵に対する殺意を露わにすると凄惨で恐ろしい表情を見せる。異名は「真名呼和尚（まなこおしょう）」で、京楽からは「和尚」と呼ばれている。
零番隊のリーダー的存在で、尸魂界の万物に名前をつけた人物。そのため、すべての斬魄刀の真の名を知っており、「見えざる帝国」からは5人の特記戦力の1人（未知数は叡智）に選ばれている。
「名前」に関する能力（斬魄刀は文字・言葉に関する能力）を持ち、名を与えたものに干渉し影響を及ぼす事ができる。死んだ人物すら「名前」を呼ぶことで目覚めさせることが可能で、自身も名前を呼ばれれば呼んだものの力を借りて復活できる他、名前を呼んだものから声を奪うことも可能の模様。
ユーハバッハらが攻めてきたときには、能力で本物の霊王宮を隠していた。その後、ユーハバッハと対峙して追い詰めるも、真の能力を解放したユーハバッハに体を粉々にされ死亡。しかし、到着した一護に名前を呼んでもらい、力の一部を借り受けて復活した。しかし、その後「一護たちではユーハバッハには勝てない」と発言している。
小説版『BLEACH Can't Fear Your Own World』では、前述の一護たちに対する不穏な台詞の裏には一護を霊王にする目算があったことを明かし、「大虚クラスの者たちを葬るには今の世界のバランスは危うい」とハリベルたちを見逃した後、零番隊メンバーの名前を呼んで彼らを復活させた。
小説において、死神に占領される以前の原初の世界に誕生した存在で、霊王と同じ時代を生きた文字通りの神々の一柱だとされる。
【斬魄刀】：一文字（いちもんじ）
巨大な筆の形をしており、解放前でも筆先で触れた部分の名前を斬って半分にする能力を持ち、半分にされた箇所は力や能力が半分になる。空中に円を描き、その中に文字を書き込んでさまざまな効果を発揮する術が使える。
解放後は筆先が分厚い刃に変化し、刀身から墨を撒き散らす。この墨で塗り潰されたものは名を失い、力の発動ができなくなる。さらに尸魂界のすべての「黒」を支配下に置き、自分の力に変えることができる。
解号は「黒めよ『一文字』（くろめよ『〜』）」。
技「不転太殺陵（ふてんたいさつりょう）」
百年後の尸魂界から夜を百夜奪い、黒い墓標の群れを作り出して敵のすべてを無に還す。転生さえもできなくなるという。技の発動前には日本舞踊を思わせる歌と踊りを必要とし、アニメ版ではその間の隙を敵の両足を黒で塗り固めている補完がなされた。
【真打】：しら筆一文字（しらふでいちもんじ）
現在の卍解に相当する、最初に生まれた「進化した斬魄刀」。解放に伴う形状の変化はなく、刀身の先端から常に白い墨が放出される。一文字で塗り潰されたものに新たに名前を刻むことができ、刻まれた名前と同等の性質や力を与える。
技「千里通天掌（せんりつうてんしょう）」
巨大な手で、対象を千里先まで突き飛ばす。足でも、同様の技を放てる。
技「裏破道 三の道“鉄風殺”（うらはどう さんのどう てっぷうさつ）」
手刀を振り下ろすとともに龍の顔のような霊圧を放出し、対象を叩き割る。

### 二枚屋親衛隊
二枚屋王悦に従う個性豊かな女性5人組。なお、全員が死神ではなく実体化した斬魄刀。いわゆる、斬魄刀の化身のようなものである。

燧ヶ島メラ（ひうちがしま メラ）
声 - 大地葉
髪の色は赤で、モヒカンのような髪型で顔の右側に前髪を垂らし、ツリ目が特徴。
浅打を斬魄刀にするために使われる火を担当し、火を吹くことができる。
オラオラ系女子のような感じの一方、面倒見が良く世話焼きな性格で、王悦の尻をたたいて真面目に仕事をさせるなどしている。
砥乃川時江（とのかわ ときえ）
声 - 中村桜
後ろ髪を丸くまとめた大人しそうな見た目の女性。一番大人っぽく年長者に見える。
打たれた浅打を冷やすための水担当。水は手に持った桶から湧き出す。
語尾は「〜ですわ」。めんどくさがりらしき部分がみられ、斬魄刀を作成にあたり「まためんどくさい事に巻き込まれるのは最悪の人生ですわ」と涙ながらに口にする。
鑿野のの美（のみの ののみ）
声 - 小澤亜李
ピンクでふわふわした髪型にキラキラした目が特徴的な小柄な女性。
両手を見た目は箆、使い方は鑿に近い形に変化させ、岩を削って作業台や水場を作る担当。作中では時江の出す水を貯める箱をだしている。
語尾は「〜ッス」。仕事態度はおおむね真面目な模様で、時江にツッコミを入れていたりもする。
箸原ハス香（はしはら ハスか）
声 - 高森奈津美
腰まで伸びる金髪をツインテールにした少女な見た目の女性。
背が高くスタイルが良い。ハキハキした明るい性格。
2つ結びの髪は腕のように自在に動かせ、髪で浅打を受け取っている。
槌宮罪子（つちみや つみこ）
声 - 田辺留依
長いボサボサ黒髪で目から下を包帯的な布で覆い、多少貞子みがある女性。
包帯の下の歯を引き抜きこねることで斬魄刀を打つための槌を生み出すが、痛いのかは謎。
ほとんど喋らないダウナー系で無気力系。

### その他の霊王宮関係者
数男（かずお）、数比呂（かずひろ）
声 - 山本祥太（数男）、丹沢晃之（数比呂）
麒麟殿で麒麟寺天示郎に仕える、眼鏡をかけた兄弟。
麒麟殿で湯治中の黒崎一護を、白骨地獄に頭までつけたことで暴れられて、押さえつけるのに苦労していた。傷が癒えた一護と阿散井恋次が麒麟殿から臥豚殿へ飛ばされた後、二人が超霊糸で編まれた防護湯衣を脱いだら、首から下の体中が負傷していた。本来なら「過回復」でグズグズに腐って体が破裂してしまう天示郎の白骨地獄と血の池地獄に、全裸で浸かって平然としていた一護と恋次に驚嘆していた。
神兵
霊王の雑兵たち。千手丸に率いられた8人が確認されており、結った髪を刀に変化させて振るう。
二級神兵
「霊王の盾」と呼ばれる、巨大な神兵。千手丸に呼び出されるが、ペルニダの能力を受けて圧し潰された。

## 虚圏（ウェコムンド）
虚（ホロウ）については虚 (BLEACH)を、破面（アランカル）については破面を参照。
藍染惣右介（あいぜん そうすけ）
声 - 速水奨
前・護廷十三隊五番隊隊長。死神たちの最大の宿敵にして『尸魂界篇』、『破面篇』の黒幕。

市丸 ギン（いちまる ギン）
声 - 遊佐浩二
身長185cm 体重69kg 9月10日生まれ
五番隊副隊長（110年前〜不明）→三番隊隊長（不明〜尸魂界篇終了）
流魂街の出身。一人称は「ボク」。京都弁で喋り、細い目付きで常に薄ら笑いを浮かべたような表情をしている。松本乱菊とは同期であり、幼なじみ。幼少時代に道端に倒れていた乱菊を助け、一時期は同居していた。
尸魂界篇では兕丹坊を倒して瀞霊廷に侵入しようとした一護たちの前に現れ、兕丹坊もろとも一行を門の外まで吹き飛ばした。その後はルキアの処刑の決定を巡って藍染や日番谷らに疑念を抱かれ、さらに藍染が何者かに殺害される事件が発生した際には、彼を犯人であると確信した雛森に斬り掛かられるなどしたが、真の黒幕は自身の死を偽装していた藍染であり、市丸はその部下として活動していたに過ぎなかった。この際に副隊長の吉良イヅルを、自身への信頼を利用して本人の知らぬ内に計画に利用していた。その後は崩玉を抜き取られ、用済みとなったルキアを始末しようとするも、駆け付けた白哉に阻止され、藍染や東仙と共に虚圏へと姿を消した。
110年前は真央霊術院を1年で卒業、入隊後即席官の座を用意されるほどの逸材として五番隊に入隊。当時の三席を瞬殺したことで、副隊長だった藍染に見込まれて後の仲間となり、後に隊長の平子を虚化・現世失踪に追い込んで藍染が隊長に昇格すると、自身も副隊長に昇格した。その後、三番隊の隊長に就任すると、藍染との関係も冷え込んだと思われていたが、実際にはその右腕として忠実に行動していた。
破面篇終盤にて藍染・東仙・その他十刃らとともに偽の空座町での決戦に乗り込み、十刃の全滅により藍染と共に戦闘に参加し、『仮面の軍勢』の猿柿ひよ里を、胴体を両断する重傷を負わせ戦闘不能に追い込む。その後は一護と交戦するも、精神的な脆さを露呈した一護に失望し、その場を立ち去るよう促す。
しかし彼の真の目的は、幼少時に乱菊の魂魄の一部を盗んだ藍染への復讐であり、死神を志したのも詳細は不明ながら「乱菊のために世界を変える」という決意が理由であった。藍染とともに本物の空座町へと侵攻した際、一瞬の隙を狙い『神殺鎗』の能力によって藍染の殺害を実行に移し、胸部に大穴を開ける重傷を負わせるが、藍染のさらなる覚醒を促し彼の凶刃に倒れた。その後は「最後の月牙天衝」を修得した一護に対し心中で藍染を倒すことを託し、最期は乱菊の腕の中で息絶えた。
小説「BLEACH The Death Save The Strawberry」によればギンの取った行動は結果善であり、その過程は紛れもない悪であったことから死後に瀞霊廷に墓を建設することが許されず、乱菊と出会った東流魂街62地区花枯（かがらし）に、彼女が私財を投じて墓を建てたとのことである。
【斬魄刀】：神鎗（しんそう）
封印時は脇差の形状をしている。能力解放とともに刀身が伸縮自在となり、敵めがけて刀身を伸ばすことによる強力な一撃で攻撃する。その長さは刀百本分とされる。羽織で隠して相手が油断しているところに攻撃したり、離れている相手を瞬時に仕留めたりなど奇襲に向いている。
解号は「射殺せ『神鎗』（いころせ『〜』）」。
【卍解】：神殺鎗（かみしにのやり）
能力解放に伴う形状変化はないが、始解時よりも刀身が伸びる速度と距離が大幅に上昇する。当初市丸は「手を叩く音の500倍で13kmにまで伸びる」と語っていたが、実際にはそれほど早くも長くもなく、刀身が一瞬だけ塵状に変化して瞬時に長さを変えている。これを利用して刀身の一部のみを刀に戻さず、貫いた相手の体内に残すことが可能。刀身の内部には魂魄の細胞を溶かし崩す猛毒があり、「死せ『神殺鎗』（ころせ『〜』）」の解号で毒を回らせることで内部から破壊する。

東仙 要（とうせん かなめ）
声 - 森川智之
身長176cm 体重61kg 11月13日生まれ
前・護廷十三隊九番隊隊長・瀞霊廷通信編集長。一人称は「私」。
流魂街の出身。生来の盲目であり、コーンロウと褐色の肌が特徴の死神。かつて慕っていた女性（声 - 早水リサ）が、死神同士のトラブルにより彼女の夫に殺害された過去から、亡き彼女の正義を貫こうとする想いを原動力に、常に平和と正義を重んじる信念の下に行動する。しかしその心の奥底には、彼女を殺害した死神たちの世界そのものへの憎悪と復讐心を秘めており、入隊した目的もその想いを遂げるためであった。
狛村とは真央霊術院時代に流魂街で剣の修行をしているときに出会い、ともに正義を誓い合った親友であり、彼からは自身の憎悪と復讐心を推察されていた。隊長時代は優れた人物であったようで、檜佐木に戦士としてのあり方と戦い方を指導し、師として敬愛されていた。
101年前当時は九番隊の第五席として拳西の部下だったが、実際には五番隊副隊長であった藍染の支持の元で動いており、魂魄消失案件を調査していた拳西らを裏切って他の同僚たちを始末し、拳西と白を虚化させた。
尸魂界篇では現世より侵攻してきた雨竜を始解で気絶させて捕縛し、その後は狛村とともに現世一行に味方した更木剣八と交戦し卍解を発動するが、剣八の捨て身の攻撃を受け敗北する。しかしその後藍染の謀反が発覚すると、逃亡していた恋次とルキアを突如急襲して強制的に藍染の下に連行し、ルキアの体内に隠された崩玉の奪取を手助けした。その後は藍染や市丸と共に、虚園へと姿を消した。
破面篇では虚圏統括官の立場として十刃以下の破面の統率を担い、命令に違反して出撃したグリムジョーの左腕を切断した。その後、偽の空座町での決戦に同行し、狛村・檜佐木と対峙し、虚化を披露。狛村と正義の在り方について言葉を交わすも、復讐の対象であった死神たちに迎合し、安寧な暮らしに満足して復讐の意思を捨てることを良しとせず、刀剣解放を発動して2人を追い詰め狛村に止めを刺そうとするも、皮肉にも視覚を得たが故に生じた隙を檜佐木に突かれ、喉を貫かれて敗北した。即死は免れその後は狛村・檜佐木と和解するも、藍染の手により処刑されて死亡した。
小説版『BLEACH Can't Fear Your Own World』では、慕っていた女性や夫の正体や罪に問われなかった理由が明かされ、藍染との出会いも描かれた。また、藍染の口から、東仙への処刑は慈悲であることが語られた。さらに、東仙は藍染が天に立ったら、自身は死ぬつもりでいたことが明かされた。
アニメでは、最終回のエンドロールで狛村・檜佐木・拳西が墓参りに来る場面が描かれ、墓場には清虫が置かれており、再度慕われる人物であったことが描かれた。
【斬魄刀】：清虫（すずむし）
鍔に小さな輪がついている。能力解放に伴う形状変化はないが、超音波のようなものを発して相手を傷つけることなく気絶させたり、刀自体を震動させて拘束をとくことができる。「死神図鑑ゴールデン」で、この音波で本物の鈴虫が大量に寄って来ることが判明。
ほかの死神のように支給された浅打から創り上げたのではなく、東仙が慕っていた女性・歌匡が所持していた斬魄刀を受け継ぎ、修練を重ねて自分の物としている。
解号は「鳴け『清虫』（なけ『〜』）」。
【卍解】：清虫終式・閻魔蟋蟀（すずむしついしき・えんまこおろぎ）
能力解放と同時に触覚以外の感覚を封じる楕円形のドーム状の空間を形作る。空間の中では清虫に触れなければ感覚が元に戻ることはなく、東仙が一定のダメージを受けると卍解は強制解除される。101年前の時点ですでに（現在とは若干異なるが）会得済みだった。ニセ空座町での狛村や檜佐木との対決では、虚化や下記の帰刃の方が優れていると判断したため、再度使用することはなかった。
虚化
破面篇の偽の空座町での決戦で披露した形態。顔の中心に縦線が入った真っ白な仮面が頭全体に装着され、上半身に鎧のような物が出現、さらには虚の超速再生能力を有する。仮面を装着したままでも喋れるが、感情が昂ると口元が開く
【帰刃】：清虫百式・狂枷蟋蟀（すずむしひゃくしき・グリジャル・グリージョ）
虚化した状態での刀剣解放。全身が黒い体毛で覆われ、四本の腕を持ち、背中には鎖が巻かれた二本の角と昆虫のような四枚の翅が生えた、虫のような姿に変わる。顔も口元を除き、土偶のような仮面で覆われる。この状態になったときは視力を得て狂喜していた。超速再生能力も強化されており、大抵の損傷はすぐに修復する強靭さを持つ。

## 見えざる帝国（ヴァンデンライヒ）
ユーハバッハ
声 - 菅生隆之
身長200cm
見えざる帝国の皇帝。腰近くまで伸びる長髪と立派な口ひげ、眉毛のない額には割れたような眉皺を持つ大男で滅却師の始祖。
一人称は「私」。配下からは「陛下」と呼ばれる。冷酷な性格だが傲慢さも持ち合わせる。
自身の力を他者に分け与える能力と、力を分け与えた者が死ぬとその者の魂と力を吸収し、分け与えた以前を上回る力を得るという能力を持つ。
霊王を父と呼んでおり、霊王の実の息子だと思われるが詳細は不明。小説でも霊王が死ぬ前に子供を残していたのか、霊王から切り離された力が人の形になって顕現したのかも謎とされた。アニメ版によると滅却師という種族を見捨てた霊王とその世界を壊すことが目的であるかのようにも語られている。
千二百年前、現世に誕生する。かつて現世では「神」として崇められていたようで、誕生時は視覚・聴覚が無く加えて触覚や声帯の感覚も無い、いわゆる『四重苦』で誕生。その能力故に周囲の人間に求められてはその死と共に魂と力を奪い、それを繰り返していたことで次第に四重苦を克服したものの、他者を殺し簒奪を続けなければ再び四重苦に戻ってしまうことから、生き続けるため敵味方を問わない殺戮を続ける必要があった。
千年前、現世において光の帝国（リヒト・ライヒ）という滅却者の国を統治しており、死神を脅威と見做して護廷十三隊と戦うが返り討ちにあったという。作中では若き日の山本元柳斎や結成当初の護廷十三隊と戦い敗北したとされるが詳細は明かされなかったが、アニメ版にて山本元柳斎重國を迎え撃とうとするも、雀部長次郎に奇襲されて負傷、その間に山本の卍解の直撃を受けていたことが書かれている。また、千年前の尸魂界侵攻の前に零番隊に現世だけでの栄華を極めればいいと交渉されるも決裂し、その際に全知全能の力が封印されたことが判明している。
自身の血を引く全ての滅却師に対しては、「聖別」の儀式を行うことで、離れた場所からであろうと、その命と力を奪い取る能力を持つ。9年前の「聖別」によって、真咲を初め純血統以外の滅却師を皆殺しにしてその力を奪い取った。千年血戦篇にて配下の滅却師たちを率いて尸魂界への侵攻を開始し、元柳斎の卍解を奪い取って殺害した。その後尸魂界に駆けつけた一護と交戦、圧倒するも「影の領域」外での活動時間が限界に達したため一時退却する。
その後は旗下に加わった石田雨竜を自らの後継者に選ぶことを宣言した後、二度目の侵攻を開始。雨竜やハッシュヴァルト、親衛隊らを伴い霊王宮へ侵攻し、親衛隊に霊王宮を守る零番隊との交戦を命じる。親衛隊員らが倒されると「聖別」で他の「星十字騎士団」の団員から力を奪い、その力を分け与えることで隊員たちを全員復活させる。自らは零番隊のリーダー格の兵主部一兵衛と対峙し、追い詰められるものの真の能力を開放したことで兵主部を粉砕する。そして霊王を殺害すると亡骸を全て吸収し、霊王宮を陥落させて自らが望む世界における居城「真世界城」へと創り替えた。
最終決戦では一護と交戦し、あらゆる力を統合して戦う一護に対し自身も「全知全能」の真髄を発動させ、一護が修得した真の卍解すら破壊して完勝した後、彼の虚や滅却師としての力を奪う。そしてハッシュヴァルトとジェラルドを『聖別』により処刑した後、瀞霊廷にて藍染や後を追ってきた一護・恋次と交戦する。終始彼らを圧倒していたかのように見えたが、藍染の鏡花水月に幻惑されて予知を誤り、一護の攻撃で一度死亡するが、なおも自身の能力で復活する。しかし直後に雨竜の放った『静止の銀』の作用により一瞬の間全ての力を失い、一護の破壊された卍解から現れた『斬月』に斬られ、ついに完全に死亡した。
なお、ユーハバッハは消滅する間際に自身の目的が現世・尸魂界・虚圏の境界を破壊して生死の境を消すこと、そして人々を死の恐怖から解放することにあったことを、無念の涙を流しながら語った。
存在の強力さゆえにユーハバッハの死後もその力の残滓は尸魂界に残り、十年の時を経てもなお力が噴出するも、一勇の介入により呆気なく消滅してしまった。
小説版では、霊王が死んだ後に零番隊がユーハバッハの亡骸に結界を張って霊王の代わりにし、世界の崩壊を防いだことが判明した。
能力「全知全能（ジ・オールマイティ / The Almighty）」
聖文字“A”の能力。目を開くことで発動し、眼球に瞳が2つ3つと出現し、未来のすべてを見通し知ることができる。
この能力で知った力はすべて無効化でき、兵主部の能力を打ち破った。「力を取り戻す9年」を終える前での使用は制御不可能に陥る危険があった。ただし、霊王と同質の存在の未来を見ることはできず、霊王の右腕が自身の関知していない場所にあったことや、右腕を内包していた浮竹が世界の崩壊を防ぐために右腕を解き放つことも読めなかった。霊王を吸収したあとは、能力発動時に体にまとった黒い影にいくつもの眼が見開かれるようになり、見通す未来は枝分かれした無数の未来にも及び、さらに選択した未来の事柄を自在に改変することができる。
また、「視る」という能力の性質上、藍染の鏡花水月が見せる幻覚や、ハッシュヴァルトとの能力交換時の夢と予知の見分けが困難になるなど、ユーハバッハ自身の認識と判断に大きく依存するため、能力が同時に弱点ともなっている。

### 星十字騎士団（シュテルンリッター）
帝国兵士は全員ユーハバッハから力を分け与えられているが、その中でも、「聖文字」を受け、各個がアルファベットから連想される特殊な能力を与えられている（元々持ち得ていた力になぞらえて付けられた者も数人いる）「聖章騎士(ヴェルトリッヒ)」で構成された特殊部隊。また、護廷十三隊と同様に騎士団の中でも能力の強さや実力に差異はあるが、ほぼ全員が隊長格と同等かそれ以上の戦闘力を有しているが、敗北者は処刑されてユーハバッハに能力を吸収され、彼を生かす糧となる。
このうち、ジェラルド・ヴァルキリー、リジェ・バロ、ペルニダ・パルンカジャス、アスキン・ナックルヴァールの4名はユーハバッハの親衛隊（シュッツシュタッフェル） となっており、彼らのみ通常の完聖体とは異なる円盤と翼の生えた姿に変化する。
また、帝国騎士団は卍解奪取用アイテム「メダリオン」を保有しているが、ぺぺのみ自身の能力で奪えるため所有していない。
頭の光輪が霊子の吸収基点となる強化形態「滅却師完聖体」（名称は「神の〜」で統一されている）を持つ者もいる。これまでに登場した滅却師たちとは異なり、霊子兵装は弓矢に限定されておらず、それぞれが異なる能力を持つ。
石田雨竜
一護のクラスメートかつ仲間であり、現世における滅却師の最後の生き残り。
このときはハッシュヴァルトの手引きで「見えざる帝国」へと馳せ参じ、後にユーハバッハから後継者として指名されている。
聖文字はユーハバッハと同じ“A”。

ユーグラム・ハッシュヴァルト
声 - 梅原裕一郎、井上麻里奈（少年時代）
身長189cm 11月5日生まれ
皇帝補佐及び星十字騎士団最高位（シュテルンリッター・グランドマスター）を務める、金髪色白で長いまつげが特徴の男性滅却師。左腰に鍔のあたりに天秤の意匠のある両刃のロングソードを携えている。
性格は冷徹で、仲間にもドライな態度だが問題児（バズビーやバンビは特に）に対しては厳格さも見せている。
常にユーハバッハの傍に仕え、後継者候補と目されていた。ユーハバッハから「支配者の仮面」を与えられており、ユーハバッハが眠っている時は彼と自身の能力が逆転し、『全知全能』の能力のうち『未来を視認』する能力を用いることができる。
約1000年前には少年の姿をしており、叔父・オイカル・ハッシュヴァルト（声 - 川津泰彦）と共に暮らしていたが、彼から虐待を受けていた形跡があった。バズビーとは幼馴染みの間柄であり、「ユーゴー」と呼ばれていた。しかしユーハバッハの侵攻で叔父を失い、バズビーとともにユーハバッハへの復讐を志す。当初は鍛錬にも拘わらず弓矢ひとつ作り出せない不全の滅却師とされていたが、実はユーハバッハと同じ「力を分け与える」能力を持っており、その事実をユーハバッハから告げられ『星十字騎士団』の騎士に任命され、劣等感に苛まれていた自身の価値を知ったことで復讐やバズビーとの友情を捨て、ユーハバッハに忠誠を誓うこととなる。
一度目の侵攻ではユーハバッハとともに十三番隊を襲撃し、退却時にはユーハバッハに一矢報いようとする一護の天鎖斬月を両断した。二回目の侵攻では京楽と七緒の前に現れ対峙するが、七緒の鬼道により手が出せないまま帰投命令を受け銀架城に帰還、蒼都とBG9を処刑した。その後はユーハバッハや雨竜とともに霊王宮へ侵入し、霊王宮制圧後は『帝国』を離反したバズビーと交戦し、『聖文字』の能力を使うまでもなく剣だけで勝利した。その後は雨竜の裏切りを看破し交戦、終始圧倒しながらもユーハバッハの『聖別』により倒れ、死の間際に雨竜に彼の肉体へのダメージを自身に転移していくよう促し、自分とは異なり友とともに進むことを選んだ雨竜の決断を後押しした後、力尽き死亡した。
小説版『BLEACH Can't Fear Your Own World』では、ユーハバッハから「全知全能」の能力を預けられていた後、側近の女性に反逆者を含めた生き残りの滅却師の回収と治療を命じていたことが判明した。
能力「世界調和（ザ・バランス / The Balance）」
聖文字“B”の能力。範囲世界に起こる不運を幸運な者に分け与える。
たとえばハッシュヴァルトの攻撃を防げばそれを幸運とし、次の攻撃は不運に見舞われ対処不可能になるなど、事象の反転とも言える現象が発生する。また、逆五芒星の意匠がある盾「身代わりの盾（フロイントシルト）」により、ハッシュヴァルト自身に降りかかった不運は強制的に他人に擦りつけることができる。この場合は先の能力と合わせて二乗の不運が相手に襲いかかることとなる。ハッシュヴァルト本人は「全知全能」よりも戦闘向きと評している。
能力「全知全能（ジ・オールマイティ）」
聖文字“A”の能力。眼球に瞳が3つ現れ、ユーハバッハが眠る夜の間だけ代行する。
未来を見通すことはできるものの分岐した未来までは読めず、本来の持ち主であるユーハバッハに比べると十全に使いこなせているとは言い難く、敵対した石田は「全知全能からはほど遠い」と評した。

ペルニダ・パルンカジャス

声 - 島田敏
身長150cm 1月19日生まれ
親衛隊専用のフーデッドコートを着用し、顔を隠した滅却師。ユーハバッハの親衛隊の1人。
普段は黒い膜のようなものに覆われている（本気の時や激情を露わにする時は頭部が激しく蠢く）が、その正体は掌の中央に巨大な単眼（霊王の力を取り込んだユーハバッハと同様に重瞳）と指ごとに鎖がついている“霊王の左腕”。
また、マユリの解析によるとペルニダ（左腕）は「前進」を司っているらしい（浮竹が宿す右腕は「静止」）。
ただし、本人はあくまで霊王の左腕ではなく「ペルニダ・パルンカジャス」という個であると主張するが、一方で霊王としての記憶もあると取れるセリフも発している。
初期は唸り声のような声しか発さず（リジェ・バロのみ意味を理解している）後に片言で言葉を話せるようになり、さらに後には流暢に喋るようになっているが、どの器官を用いて声を発しているのかは不明。
「前進」を司るがゆえか、無限に進化し続けるとも言える力を持ち、上記の会話の成長や回復・再生力にも繋がっており、指一本を切り落としても即再生・もう一体のペルニダ化したり、収集し得た情報を瞬時に解析・反映（作中では会話に加え、剣八の反射速度やマユリの金色疋殺地蔵・魔胎伏印症体の反映能力を会得）する。
どのような経緯で滅却師の能力を持ち、ユーハバッハの配下になったのは不明であるが、自分の名前や滅却師を穢す者を徹底的に許さない。また、ナックルヴァールの発言から、ユーハバッハから力を授かっていない滅却師であることが明らかとなっている（霊王の左腕なので当たり前とも言えるが）。
二度目の侵攻時にはユーハバッハに連れられて霊王宮に侵攻するも、王悦に倒された。後に聖別で復活し、自身の能力で曳舟の檻を破壊した。その後、霊王救出のためにやってきた夜一を襲撃する。護廷十三隊の侵攻時には、出遅れた剣八一行やマユリと交戦する。剣八を後述の能力で倒すと、マユリと戦闘。マユリの卍解を破壊し、神経凝固剤を打たれても進化することで無効化するなど、高い実力を見せつけ、マユリを追い詰める。しかし、ネムが参戦しネムの撃破には成功するものの、ネムの脳下垂体に埋め込まれていた強制細胞分裂加速器官を取り込んだことで、過剰成長を起こし崩壊・自滅する形で敗北した。
アニメ版によると、元々は兵主部が左腕に宿しており、千年前に彼が交渉のため光の帝国と接触した際、ユーハバッハの全知全能の能力と引き換えに滅却師側に渡ったことが明かされている。
能力「強制執行（ザ・コンパルソリィ / The Compulsory）」
聖文字“C”の能力。自身の神経を対象の内部に侵食させることで肉体を支配し強制的に制御したり神経の学習能力で敵の能力などを盗み行使する。
折りたたむなどすることで死に至らしめることもたやすくでき、大事に至らないためには接触した部位を切り落とす、または神経そのものを別の構造に再構築するなどの早急な対処か、届かない範囲への移動が必要となる。
攻撃中は神経をむき出しにし無防備に晒していることに加え、神経を通しても意味のないもの・逆に薬物など神経を通すことで影響を受けてしまうものには非常に弱いという弱点を持つ。
この能力はユーハバッハから授かったものではなく、ペルニダ自身がもともと持っていた能力であり、聖文字もその能力になぞらえて命名されたものである。
技「神聖滅矢（ハイリッヒ・プファイル）」
掌もしくは五本の指先それぞれから神聖弓を形成して発射する。神経と接続させることで軌道を変えたり、命中させたものに神経を潜り込ませることも可能。

アスキン・ナックルヴァール
声 - 武内駿輔
身長187cm 6月6日生まれ
ラテン系な雰囲気と痩け気味な頬とオールバックにちょろ毛の前髪が特徴の細身の男性滅却師。ユーハバッハの親衛隊の一人。
口癖は「致命的」。冷静かつ慎重だが飄々とした部分やノリの良さ、果てはネガポジな部分やコミカルさまで併せ持つ人物だが、基本的に何事に対してもマイペースで気怠い。
戦闘においてもポリシーを持っている他、女の価値は顔よりもオシャレか否かという独自のポリシーも持っている。
ユーハバッハに従っているのは「現世・尸魂界・虚圏の三つの世界を潰した後に、彼がどのような世界を築くのかを自身の目で見てみたい」という好奇心によるところも大きい模様。なお、ユーハバッハへの忠誠心はナックルヴァール曰く「ポメラニアンの倍はあるつもり」とのこと。
二回目の侵攻では技術開発局に現れるが、マユリとの会話で気分が乗らない＆面倒くさそうだからという理由から戦わずして去っていった。
その後は4名の親衛隊員のうちの一人として召喚され、霊王宮にて零番隊の面々と対峙する。一度は王悦に斬られるも自身の能力で生き延び、「致死量」の能力で王悦を追い詰めるものの麒麟寺の援護で復活した王悦に倒されるが、ユーハバッハの聖別により蘇生した。その後は霊王宮にて死神ら一行を迎え撃ち、一行に同行していたグリムジョーの追跡を受けるも能力を用いて戦闘不能に陥れた。その後は一護たちと交戦し、一時は戦闘不能化に追い込むも、夜一の乱入により彼女やその弟の夕四郎、および救援に駆けつけた喜助らと交戦。『滅却師完聖体』を発動して喜助を追い詰めるが、浦原喜助の卍解の能力によって、遮断された領域内に乱入してきたグリムジョーに胸を貫かれて敗北し死亡した。
霊子兵装は左腕の腕輪から取り出す折り畳み式の弓で、複数の矢を発射する。
能力「致死量（ザ・デスディーリング / The Deathdealing）」
聖文字“D”の能力。あらゆる物質は生物の体内に摂取される際、その摂取量が一定を超えると死に至らしめる「致死量」を持っており、その量の値を自在に操ることができる。
相手の体内にもともと存在する物質にも有効で、血液や霊子などの本来は「そこにあって当たり前の物質」であっても、相手にとっては猛毒とも言える物質へと変換することができる。さらに攻撃をしてきた者の霊圧を反射的に解析し、免疫を作ることでどんな攻撃も一分あれば無効化してしまい、その際に受けた負傷も回復する。
操作したい物質を大量に取り込む必要があるのに加え、一度必ずダメージを受け切らなければならないことから、即死が弱点といえる。
滅却師完聖体：『神の毒見（ハスハイン）』
分子のつながりを思わせるような、丸が棒でつながった光輪・翼とバックルが出現し顔にバイザーが装着される。
物質の変質に対応する能力が加わり、どんな相手でも瞬時に免疫を作ることができる。
技「毒入りボール（ギフト・バル）」
能力の対象物質を含むボールを相手に向けて投げつけ、蝕む。
技「毒入りプール（ギフト・バート）」
選んだ対象が相手にとって致死未満（所謂、中毒になる程度）のレベルまでに下げる空間を形成する。
技「極上毒入りボール（ギフト・バル・デラックス）」
毒入りボールの派生型で、最大サイズのボールを作り出す。
技「猛毒領域（ギフト・ベライヒ）」
上記の極上毒入りボールの表層に猛毒の結界を張り、相手を猛毒の空間内に閉じ込める。
この技はナックルヴァール曰くは「絶対脱出不可能」とのこと。
技「猛毒の指輪（ギフト・リング）」
技名そのまま、嵌めている腕輪を敵に向けて投げつける技だが、途中で腕輪が指輪サイズに縮小され、相手からは消えたように見える。
致死量の効果を一点に集中させているため威力が高く、当たった部位を即死させられる。浦原の両目を奪った技でもある。

バンビエッタ・バスターバイン
声 - 竹達彩奈
身長156cm 8月6日生まれ
ミニスカの軍服のような服を着た黒髪ロングで小柄な少女のみための女性滅却師。片刃の剣を所有している。
通称「バンビ」で「バンビちゃん」とも呼ばれている。女滅却師グループ（バンビ、リル、ミニー、キャンディと一応ジゼル）の中ではリーダー格を（勝手に）自認し実力があったため一応は認められてはいたようだが、実際には軽んじられていた。そのためジゼルからは「バカ」、リトルットからは「クソビッチ」とそれぞれ言われている。
性格は傍若無人。また自信家な部分や勝ち気な部分があり、実はかなりの短気で残忍でもある。さらに癇癪持ちで、欲求不満があるたびに好みの男性を選んでは誘惑して連れ込み殺害するという残忍な悪癖を持つ。
一度目の侵攻時には狛村と対峙し、『星章化』を用いて卍解を奪取した。
二度目の侵攻では浦原の開発した『侵影薬』の影響により卍解を奪還されるが、特に未練を見せる様子はなかった。『滅却師完聖体』を発動して平子真子を一撃で戦闘不能に追い込み、飛梅が通用しなかった雛森桃を絶望させるも、卍解を取り戻し秘術を手にした狛村左陣に完敗した。
その後瀕死の状態で倒れていたところをリルトットたちに発見され、このときジゼルにとどめを刺されて強制的にゾンビ化され、ジゼルの従順な奴隷と化した。従来の爆撃能力とゾンビの特性で斑目一角と綾瀬川弓親を倒すが、マユリによって改造・復活を遂げたクールホーンに圧倒され、虚閃の直撃を受けて倒された。のちに追い詰められたジゼルに血液を奪われ、活動を停止した。
小説版『BLEACH Can't Fear Your Own World』では再び活動を再開するも、さらに言動が曖昧になっており、ジゼルの手駒としてルドボーンと交戦。帰刃後の能力を磨き上げたルドボーンが繰り出す「髑髏兵団」の捨て身の戦術にかつての狛村戦の恐怖を思い出し、戦慄していた。なお、ジゼルが血を与えすぎて一時的だが自我を取り戻していたりもする。
能力「爆撃（ジ・エクスプロード / The Explode）」
聖文字“E”の能力。小規模なものから周囲を巻き込む大規模までの爆発を自在に起こす。
この爆撃はバンビエッタから発せられた霊子に触れた物体そのものを爆弾に変えて爆破するため、防御自体できない。
滅却師完聖体：『神の炎（ゾフィエル）』
翼から無数の霊子の羽を撃ち出すことで弾幕を形成し、「爆撃」の能力をさらに強化した攻撃が可能となる。また、打ち出される霊子の弾速そのものは全てほぼ同程度で、マユリが用意していた「霊子固定装置」には相性の悪さもあって自爆する結果となっている。また、アニメ版では普通の霊子爆弾も放てる描写がある。爆撃の霊子が弾けて対象物を爆弾に変えるまでには極々一瞬の間があり、その間に物体が大きく密着して爆発したときは自身もダメージを受ける。

エス・ノト
声 - 松岡禎丞
身長179cm 12月29日生まれ
棘の着いた黒いマスクにロングコートのような軍服で黒い長髪で長身かつ痩身の男性滅却師。一人称は「僕」。
平仮名やカタカナ、漢字、旧仮名遣いの「ヰ（い）」が混じる特徴的な喋り方をする。マスクの下には唇の周囲が削ぎ落とされたかのような痛々しい傷跡があり、歯が剥き出しになっている（アニメ版ではマスクの下は普通の口だったが、完聖体を発動すると原作と同じになった）。
一度目の侵攻では白哉の卍解を奪取し、『聖文字』の能力と同時に使用して圧勝する。その後バズビーやナジャークープとともに元柳斎を奇襲するも返り討ちにされるが、バズビーが炎を相殺したことで火傷を負ったにとどまった。
二度目の侵攻では浦原の侵影薬により白哉に卍解を取り戻され、その後は単独で行動していたルキアと遭遇、白哉をおびき寄せるために交戦する。零番離殿の修行により『袖白雪』の真の能力に開花したルキアに一度は氷漬けにされるも、ユーハバッハへの恐れから自力で氷結を打ち破り完聖体へと変貌。逆襲に転じるも助太刀に現れた白哉の励ましを受け、心を強く持ち直したルキアの卍解の前に人間時代のように死や死後の恐怖に怯え陛下に許しを請いながら粉々となって散るという、皮肉な形で死亡。
もともとは「聖別」から生き残った滅却師の1人であったが、入院している患者で呼吸器を必要とする重病で虫の息の状態であり、死や死後の恐怖に怯える日常を過ごしていた（なお、この状態もユーハバッハの能力で生きながらえていた）。そこに聖別で生き残った（さらに弱っていたが）ことでユーハバッハに力を与えられた。このときは至って普通の顔であり、口調も片言ではなかった。
能力「恐怖（ザ・フィアー / The Fear）」
聖文字“F”の能力。標的を周囲に浮かぶ棘のような「矢」で射ることで、理屈ではない理由なき（エス・ノト曰く）「本能」からの恐怖を強力に呼び起こす。
矢に触れると黒い液体のような「恐怖」が滲み出し、並大抵の相手は射られた瞬間に発狂し、強い精神力を持つ者も著しく動きに精彩を欠く状態となる。矢の動きを物理的に止めたとしても滲み出す恐怖は止められない。
弱点として、ルキアのように能力もしくはゾンビ化のような、生命活動を行っていないもしくは生きていてもそれに値する状態の細胞に対しては効力を発揮しない。
滅却師完聖体：『神の怯え（タタルフォラス）』
背に茨のような羽と頭上に茨の冠を思わせる輪に囲まれた五芒星が出現する。
白目を剥いた眼からは血涙のような模様が現れ、両腕が黒く変色、体の皮膚がロングスカートのように伸び、足元から喉元までを縫合痕が刻まれたグロテスクな姿となる。さらに激高時には身体の至る所が腐敗し始め、そこから肉塊を生み出し巨大化し肋骨が皮膚から突き出し目玉も眼窩から垂れ落ち、本人は顎下に逆さ吊りにぶら下がっているという、グロテスクの極みと言って過言ではない姿となる。
「恐怖」の能力が強化され、自身の姿を見た者の視神経から脳内に恐怖を捻じ込み心を焼き切る。一度でも目視すれば眼を閉じても逃れることはできず、本体以外にも同様の効果を与える無数の眼が生えた肉壁を形成でき、自在に移動させて標的を囲むことも可能。巨大化した状態では本人曰く「相手に死んだほうがマシな程の恐怖と苦痛を与えながら、永遠に生きながらえさせる」という能力を持つらしいが、発動前にルキアに倒された為、詳細は不明となった。

リルトット・ランパード
声 - 悠木碧
身長149cm 9月16日生まれ
小柄でボブヘアの少女のような外見を持つ女性滅却師。通称「リル」、一人称は「オレ」。
バンビーズのツッコミ担当になりがち。冷静ながらもかなりの毒舌家かつ口調も荒いが、一方で仲間想いの一面も合わせ持つツンデレ系。
二度目の侵攻ではバンビエッタと行動していたが、ミニーニャ、キャンディス、ジゼルとともに無断で離脱、高みの見物を決め込む。その後、グレミィとの戦いを終えて弱っている剣八を他の団員とともに急襲し、援護に現れた一護や他の隊長格らと対峙し乱戦となる。手柄を独り占めにしようとしたペペにより攻撃されるも、ペペがマユリのゾンビ状態の拳西に敗れると自ら制裁し、とどめを刺した。その後ジゼルと合流するが、ユーハバッハの発動した『聖別』により力を奪われてしまい、ユーハバッハの指揮を離反しバズビーやジゼルとともに死神たちの門作りに手を貸し、真世界城に到着する。到着後はハッシュヴァルトの始末をバズビーに譲り、自身はジゼルとともにユーハバッハと交戦するが、返り討ちに遭って撃破された。
小説版『BLEACH Can't Fear Your Own World』ではジゼルと共にハッシュヴァルトの側近に救われた後、狩猟部隊の残党を助けながら十二番隊の捕虜となっているミニーニャとキャンディスを奪還するべく、兵力を求めて虚圏を襲撃していた。
霊子兵装の弓矢の先は牙の生えた口のような形で、パックマンによく似た形状。
能力「食いしんぼう（ザ・グラタン / The Glutton）」
聖文字“G”の能力。左側の口が変形し歯もギザギザになり巨大化し、獲物を丸ごと貪り食らう。
破壊力も非常に高く、瓦礫を噛み砕いたり人体も柔らかい食べ物のように軽く抉ったり、スナック菓子のように食らえる。
『BLEACH Can't Fear Your Own World』では詳細が明かされ、一部でも捕食した獲物の能力を本能的に理解し、体内で完全に消化するまでの間だけ行使することが可能で、ユーハバッハに挑んだときもペペの能力を所有していた。強力な胃酸で滅却師にとっては毒物にあたる虚も、本人曰く「その気になれば」捕食できる。
滅却師完聖体：『神の飢え（ガガエル）』
原作ではギザギザ牙のような2枚の羽が生えるのみであったが、アニメ版では聖隷をすることで、翼が4枚に増え、両腕と両足に牙を模した装飾が出現する。

バズビー / ハザード・ブラック
声 - 小野友樹、小林千晃（少年時代）
身長179cm 7月14日生まれ
桃色の髪に赤毛のモヒカンの青年年代の姿の男性滅却師。左耳にナット、右耳にボルトをつけている。
性格は好戦的＆直情的で熱くなりやすい。また他の騎士団メンバーに対する仲間意識は下記の事柄から薄いが、バンビらと謀反した際は「俺たち」と称したことから仲間をどうとも思わないわけではないこともわかる。
「オーッ！」と叫ぶ癖がある。美的センスは阿散井恋次に近いものがあり、阿散井の眉毛を「イケてる」と評した（ただし、阿散井はバズビーをニワトリ野郎と称しているが）。
一度目の侵攻では吉良を一撃で殺害したのを皮切りに、三番隊の席官たち（戸隠李空と吾里武綱と片倉飛鳥）を襲撃する。後にユーハバッハのもとへ来た元柳斎をエス・ノトやナジャークープとともに奇襲するも、一蹴される。自身の能力で炎を相殺したため、全身に大火傷を負いながらも生存しており、救助を求める隊士を踏み躙った。
撤退後、ユーハバッハが自分の後継者に石田雨竜を選んだことに不服を持ち、直接抗議しようとするもそれを止めようとしたハッシュヴァルトと一触即発となった。
二回目の侵攻では、日番谷・松本と遭遇。二人の連携に倒されたかに見えたが効いておらず、日番谷を追い詰めるも、ユーハバッハの「卍解の元の持ち主は奪取した者が倒す」という命令に従い蒼都に譲り、彼が卍解を取り戻した日番谷に敗れたのを見て撤退する。その後、剣八のもとへ向かう平子・雛森・大前田を襲撃した後、一護と交戦していたリルトット・キャンディス・ミニーニャ・ジゼルを妨害し、援護に来たルキアや恋次と完聖体で対峙する。主に聖文字の能力を使用しているが、クロスボウのような霊子兵装も使い、完聖体では棒状の翼が生える。その後、聖別の光を受けて力を奪われてしまう。
その後、ジゼルやリルトットやナジャークープとともに死神たちのもとに向かいナジャークープを戦闘不能にした後、自分たちを見限ったユーハバッハへの報復として死神たちに共闘戦線を申し出て、門作りに手を貸して真世界城にてハッシュヴァルトと交戦し、全てのバーナーフィンガーを使用するも右腕を飛ばされ、手も足も出ずに一太刀の下に敗れた。そして、ハッシュヴァルトに「お前に敗れたらもっと悔しいもんだと思ってた」と呟いたこととは裏腹に顔は笑みを浮かべており、その後に死亡した（明確な描写ではないが、後日談にも出ていないので可能性は高い）。
滅却師たちが暮らす国の普通の少年で領主の一族の生まれ。ハッシュヴァルトとは幼馴染の間柄であり、彼のことを「ユーゴ」の愛称で呼び、彼はハッシュヴァルトから「バズ」と呼ばれていた。後にユーハバッハにより故郷の地を滅ぼされ、復讐のために騎士団入りを決意した。同年代の滅却師たちよりも才能に溢れており、ハッシュヴァルトの兄貴分として接していたが、その才能はハッシュヴァルトの能力の賜物だったとユーハバッハに真実を告げられ、以降ハッシュヴァルトに強い対抗意識を持つこととなる。
能力「灼熱（ザ・ヒート）」
聖文字“H”の能力。本人曰く、元柳斎の始解『流刃若火』を相殺したと嘯くほどの火力を持つ炎を、不定形から技の形態まで自在に操る。
ただし、バズビー自身は熱線を使うことが多い。また、熱により生み出されたマグマで敵を押し流すような使い方をすることもある。
技「バーニング・ストンプ」
バズビーが踏んだ場所を中心に熱を拡散させると思しき技。
技「バーナーフィンガー1」
人差し指から弾丸のように熱線を放つ。
技「バーナーフィンガー2」
差し指と中指から鉤爪形状の炎を作りだし、焼き切る。
技「バーナーフィンガー3」
人差し指・中指・薬指から旗の形状の広い炎波を作り、着弾するとマグマ化する。
技「バーナーフィンガー4」
親指以外の四指から刀剣形状の炎を作り出す。対象を切ると巨大な爆炎が起きる効果付き。
技「バーニング・フル・フィンガーズ」
片手の全指から超巨大な炎を螺旋状に飛ばす最大技。
滅却師完聖体：名称不明
星型の天盤が現れ、棒型の翼が生える。神聖弓はボーガンをそのものの形状をしている。
名称・能力変化は描写がなく謎だが、少なくともバーナーフィンガー１を連射できる模様。

蒼都（ツァン・トゥ）
声 - 倉富亮
身長177cm 5月27日生まれ
東洋人のような風貌で鋭い目つきと左口元に傷が特徴の男性滅却師。ユーハバッハへの忠誠心が高い。
鉤爪のような武器を持ち、足技を主体とした中国拳法みたいな体術も使う身体能力の高いタイプ。滅却師では珍しくフラットシューズを愛用している。
寡黙で真面目だが流儀に対する頑固さから自己中心性のある性格をしておりプライドも高い。それ故か比較的に良心的な部分を持ちながらも他の騎士団員との折り合いは悪い。
「共に生きたものとは共に死すべし」の流儀を持つ。汎神論に否定的（本人曰く、肌に合わない）で斬魄刀に心があることを認めていない（知らないわけではない）。それを聞いた日番谷から呆れられていた。
一度目の侵攻では日番谷の卍解『大紅蓮氷輪丸』を奪って4り、美しい卍解と評している。二回目の侵攻では松本を倒し、バズビーに代わってユーハバッハの言いつけ通りに倒れた日番谷に卍解でとどめを刺そうとするが、すんでのところで卍解を虚化され体に異常をきたす。かろうじて再起した日番谷に独自に鍛錬した『大紅蓮氷輪丸』で応戦するも完全に卍解を奪い返され、巨大な氷の十字架に閉じ込められ敗れる。
後に滅却師完聖体 となって脱出するが、ユーハバッハに一度敗北した事実をBG9とともに咎められ、一度は自身の能力を使い抵抗を試みるが、ハッシュヴァルトに能力を使われ処刑された。許しを請うBG9とは異なり、ユーハバッハから下された処罰そのものは受け入れていたようである。
能力「鋼鉄（ジ・アイアン / The Iron）」
聖文字“I”の能力。自分の肉体を鋼鉄に変える。変えた場所は灰色に色が変わる。
『天鎖斬月』を一瞬で切り落としたハッシュヴァルトの斬撃を防ぐ防御力を持つ。
アニメ版では第一次侵攻の時点で静血装ではなくこちらを使用していた。
技「蛇勁爪（ジェジンツァオ）」
鉤爪から蛇のような霊圧を撃ちだす。

キルゲ・オピー
声 - 山寺宏一
身長178cm 9月1日生まれ
虚圏狩猟部隊（ヤークトアルメー）の統括狩猟隊長を務める男性滅却師。特徴的なおかっぱ頭と眼鏡が特徴。普段はふざけた言動だが、冷徹で残虐な性格。帝国兵の戦闘指南役を務めており、戦闘術を修めている。
ハリベルを救うために襲撃してきた彼女の従属官たちを一蹴し、その後にネルたちの要請で虚圏に救援に訪れた一護と対峙。滅却師完聖体に変貌して優勢に立ちながらも、復帰したアパッチたちが召喚したアヨンに一度は叩きのめされ地面から腰から下が出ているというシュールなことになるが、聖隷を発動させてアヨンを嫌々ながら吸収して撃破、アパッチたちをも吸収しようとするが一護の卍解『天鎖斬月』の速度に翻弄され、卍解を奪えないという焦りから隙を狙われ浦原の鬼道で敗北。しかし、乱装天傀によって強制的に復帰し、穿界門を強制的に封鎖、さらに一護を檻の中に閉じ込め、その後に浦原たちを抹殺しようとするが、突如現れたグリムジョーの斬撃により真っ二つにされ、死亡した。
騎士団のほとんどの者が敵視・疑問視するなか、一護と対決した際に、自分の矢よりも石田の矢の方が弱いわけがないと石田の力を高く評価するような発言をしており、何らかの事情を知るかのような謎めいた発言を残した。また、ユーハバッハからの評価も高く、特記戦力たる一護の足止めが可能だと言われていた。
能力「監獄（ザ・ジェイル / The Jail）」
聖文字“J”の能力。矢を当てた敵を脱出不可能な霊子の檻に閉じ込めることができるが、同胞たる滅却師だけは封じ込めることができない。
一護の『天鎖斬月』が刃こぼれするほどに酷使されても破れぬ強さを持つ上、キルゲが死んでも檻が消滅しないという効果もある。
滅却師完聖体：『神の正義（ピスキエル）』
背中に一対の翼が生え、頭上に天使の輪を思わせる円盤が出現、剣・手袋・靴の周りが光状の該当部位で覆われ、両目が鉄格子を思わせる縦線の入った模様に変化する。周囲の霊子で構成された物質や術を分解、サーベルの先端に収束させることで巨大な光の刀剣を形作ることができる。また、キルゲの「ます」という語尾が「〼（ます）」になる。
後に作者のQ＆Aで詳細が判明。滅却師の中で最も強力な霊子隷属効果を誇り、構造物のみならず霊子で構成された生物にすら作用する。
聖隷（スクラヴェライ）
滅却師の基本能力「霊子の集束」を極めた力で、アヨンを吸収した技。左上半身の筋肉が隆起、体格に比して異常に巨大化した左腕を始め蛇の頭を持つ尾に加え、口周りが仮面のような歯に覆われて完聖体の両翼に眼球が出現することからも分かる通り、吸収した対象で自身の身体や翼に変貌も起きる。
なお、頭部の光輪が吸収起点であるがゆえに弱点にもなっており、破壊されると能力使用不可になる。

BG9（ベー・ゲー・ノイン）
声 - 田中秀幸
身長190㎝
全身が西洋甲冑を思わせる装甲で覆われた機械人形の滅却師。名前はドイツ語読みである。
モノアイで右腕に巨大なガトリングガン、全身にはミサイルや伸縮自在の鋭い触手を内蔵している。
ロボット故に機械的な口調だが、余裕があったり死の恐怖に怯えるなど人間のような感情を持っている。
一度目の侵攻では、砕蜂の卍解『雀蜂雷公鞭』を奪った。二回目の侵攻の際に大前田と遭遇し、妹の希代を人質に取るなどして砕蜂の居場所を聞き出そうとした（なお、大前田は本当に居場所を知らない）。次いでその場に現れた砕蜂と再戦。完成・発展させた新技「無窮瞬鬨」を受けるも損傷なくそのまま追い詰めるが、浦原の策により卍解が虚化。機能が低下していたところに奪い返された『雀蜂雷公鞭』の一撃を至近距離で食らい、敗北。自身は卍解を使うことがなかった。
後に左半分が砕けながらも滅却師完聖体 となって復活したが、ユーハバッハに一度敗北した事実を咎められ、命乞いをするも、蒼都とともにハッシュヴァルトに処刑された。
聖文字は“K”。最後まで詳細が語られることはなく、能力を使用していたかどうかも不明。

ペペ・ワキャブラーダ
声 - 山口りゅう
身長146cm 4月3日生まれ
禿頭に豊かな髭を持ち浅黒い肌でサングラスをかけた肥満で鼻毛や腋毛などの無駄毛が目立つ、中年男性の滅却師。
宙に浮かぶ丸めたロープに搭乗しており、瞳の中に滅却十字の装飾が施された杖「ベシャヌル」を所有している。
利己的な性格。一人称は「ミー」で、オネエ風味な話し方や「ゲッゲッゲッ」と笑うなど、中身も見た目並みに特徴的。
一度目の侵攻では壺府リンを操り技術開発局の所員を同士討ちさせ、さらに兕丹坊に襲撃させた。撤退後はハッシュヴァルトとバズビーの衝突を止めもせず、野次馬目的で隠れ見ていた。
二度目の侵攻では、剣八とグレミィの戦いをナックルヴァールとともに見物。おどけながらグレミィを「化け物」と揶揄するが、ペペもまたナックルヴァールに「化け物」呼ばわりされており、その実力の高さを伺わせていた。実際リルトットやミニーニャからは「キモい」「ゲロ」「ブタ」など酷い言われようだが、その能力は買われていた。一護とリルトットら女性滅却師の戦いにバズビーに続いて乱入し一護の前に立ちはだかるが、そこへ加勢に現れた隊長格と面々と対峙し激突する。檜佐木を操り、白哉と仲間割れを起こさせるだけでなく、手柄を独り占めするためにミニーニャを操ってリルトットを攻撃させる暴挙に出る。さらに完聖体となって白哉を追い詰めるが、マユリの私兵へと作り変えられた拳西とローズには自身の能力も通じず滅多打ちにされ、呆気なく敗れる。その直後、リルトットに詰め寄られ、命乞いも空しく、粛清の名のもとに食い殺された。リルトット曰く味は「不味かった」らしい。
能力「愛（ザ・ラヴ / The Love）」
聖文字“L”の能力。両手でハートマークを形作り標的を自分の虜にする光線「ラヴ・キッス」を発射する。
魅了された相手はペペに盲従し無自覚のまま操られるが、小説版では洗脳間の記憶がそのまま残ることが判明した。
ジゼルのゾンビのコントロールを奪うほどの強制力があるものの、心を持たないものや無機物は操れない（斬魄刀は心を持つため有効）ほか、王鍵製のマントを着ていた白哉には通用せず、マユリの改造ゾンビとなった拳西やローズにも効かなかった。
滅却師完聖体：『神の情愛（グドエロ）』
発動前には両手でハートマークを描く。頭上に光輪が出現し、眼のような模様がある一対の翼が生え、オムツのような着衣とブーツしか履いていないキューピットを思わせる姿となり、口からゲロのように吐き出した弓矢を霊子兵装にする。
ぺぺ曰く、上記のこの姿は「純真無垢で愛したくなる姿」とのこと。
技「ラヴ・ロープ」
乗り物代わりにしていたロープがハートが連なった三叉に変形する。ロープは体をすり抜ける形で動きを縛り拘束する。こちらは白哉の王鍵製のマントすら貫通した。

ジェラルド・ヴァルキリー
声  - 小山剛志
身長222cm 1月7日生まれ
羽根のついた仮面を被り（素顔は黒目のない白い両目にMの文字の隈取がある）、剣闘士を思わせる盾と剣を携えた筋骨隆々の滅却師。ユーハバッハの親衛隊の1人。
豪快で気さくだが「最大・最強・最速の滅却師」を自負するかなりの自信家かつ傲慢不遜で猪突猛進な性格。強敵と相対するとテンションが高まる傾向がある（日番谷曰く「更木と似た者同士だな」）。
ナックルヴァールの発言から、彼もペルニダと同様にユーハバッハから力を授かっていない滅却師であることが明らかとなっている。騎士団内では、彼の正体は「霊王の心臓」と噂されているが真偽は不明であり、最後まで明かされなかった。
二度目の侵攻ではユーハバッハに連れられて霊王宮に侵攻するも、王悦に倒されたが、後に聖別で蘇生する。
真世界城に護廷十三隊や一護一行が侵入した際は、我先にと探し回ったがほかの親衛隊に嵌められて一人も侵入者を発見できずに絶叫していた。のちに驚異的な跳躍力で長大な距離を移動し、ユーハバッハのもとを急ぐ平子たちの眼前に立ちはだかる。始めは能力の関係上傷を負うため、隊長たちに圧倒される。しかし、能力発動と同時に圧倒的な力で平子をはじめとする隊長格を撃破。途中参戦してきた仮面の軍勢を追い詰め、日番谷と交戦する。戦闘中に乱入した剣八に一時は圧倒されながらも、自身の能力や希望の剣の効果で圧倒するが、その最中でやちると再会し卍解した剣八に圧倒され体を真っ二つにされる。完聖体を発動して復活。卍解の力を解放しすぎてダメージを負った剣八を撃破するが、今度は卍解が完成した日番谷に翻弄され、全身を凍結された直後に白哉の卍解によって頭部を粉砕された挙句全身が瓦解し、敗北したかに見えたが、自身の能力で復活を遂げる。白哉たちと交戦中にユーハバッハが一護を下した直後、全ての騎士団員を不要と断じた聖別によって力を奪い尽くされて白骨化し、死亡した。
能力「奇跡（ザ・ミラクル / The Miracle）」
聖文字“M”の能力。傷を負ったものを神の尺度へと交換し巨大化する。発動前に負ったダメージが全快したり、真っ二つや粉砕でも再生するなど回復・再生力が異常に高まり極めて不死に等しい生命力になる。
ダメージの大きさと巨体は比例し、十三隊本隊に負わされた傷は一度の交換で過去最大の巨体となった。白哉や仮面の軍勢の総攻撃をまったく受けつけない頑強さに加え、ただの息吹ですら強力な攻撃となる。能力の効果はジェラルド自身だけでなく、彼の装備品にまで適用される。二度目の交換では、損傷した部位が光に包まれて紋様と円盾のような関節部分が加わった様相となっている。
ペルニダと同様に、この能力の聖文字もジェラルド自身がもともと持っていた能力になぞらえてユーハバッハが命名したものである。
滅却師完聖体：『神の権能（アシュトニグ）』
剣八に真っ二つに切り裂かれた直後に発動。ジェラルド曰く「死して尚、神の為に剣を振るう戦士」。
上半身に放射状の模様が浮かび、それまでよりさらに巨大化する。頭部には兜のような甲殻が出現し、白哉と日番谷の連携で粉砕された直後に再生した際には、フルフェイス型の兜のような形状に変化しており、光り輝く全身からは無数の光弾をばら撒いている。神の戦士としてこの世の元素に縛られない肉体を持つ。
盾には五芒星を模した刃が出現し、投擲武器としても使用できるようになる。
「希望の剣（ホーフヌング）」
ジェラルドが装備している両刃剣。ジェラルド曰く「民衆の希望を束ねて剣となした希望の剣」。
巨大化後に抜剣した際には眼帯を外しさらに強力になっている剣八の始解に多少劣るとはいえ、せめぎ合える威力を誇る。
刀身を傷つけると、傷つけた相手にも傷つけた分と同等のダメージを与える効果を持つ。ただし、凍結させるなどして希望の剣の物質としての機能を停止させるとその効果を失う。
完聖体時には破損が修復されて鍔と柄の部分が五芒星を模した意匠に変化し、切っ先から枝街の大部分を壊滅させるほどの強力な光弾を撃てるようになる。

ロバート・アキュトロン
声 - 土師孝也
身長176㎝
眼鏡をかけスーツ姿の老紳士風の滅却師。武器は拳銃。
言葉や振る舞いも紳士風だが、冷静で冷酷な性格。騎士団の中では古株でユーハバッハの本性や残酷さを熟知し、怯えている。
一度目の侵攻では京楽と交戦し、完聖体となって京楽の右目を潰し、元柳斎の敗北で狼狽したところに痛手を与える。その後は聖兵を召喚していた。
二度目の侵攻では他の騎士団の面々とともに一護を包囲し、ミニーニャに殴られてビクともしなかった一護を見た際は頑丈な人だと言い拳銃を向けつつも驚いていた。その後は隊長格たちとの乱戦となり白哉によって倒される。後に再起するもユーハバッハに聖別で選ばれなかったことに絶望し、リルトットとジゼルに銃を向けユーハバッハの恐ろしさを訴えた瞬間に聖別の光を受け白骨化しながら最後まで伝えた後に完全に白骨化し、死亡した。
アニメ版ではナナナとキャンディスが白哉の始解に敗れる中、聖別の恐怖に焦りながらも唯一卍解を切らせている。また敗れた後も乱心はせず、諦観した様子で倒れている姿を最後に末路も描かれていない。
聖文字は“N”。移動速度に関連する力だと推測されるが、詳細を語られることはなかった。
滅却師完聖体：『神の歩み（グリマニエル）』
光輪と一対の翼が出現する。目にも止まらぬ速度で京楽の背後をとっている。
聖隷で強化することにより、顔を覆う仮面とブーツが出現し、さらに移動速度が上昇する。

ドリスコール・ベルチ
声 - 金光宣明
身長235cm 3月25日生まれ
黒い顎髭を蓄え筋肉質で強面かつ巨漢の男性滅却師。
口癖は「辛（つ）れえ」。性格はかなり自信家だが浅はかさもあり、粗暴に見えて丁寧な部分もある。
雀部の卍解『黄煌厳霊離宮』を奪取し、彼を殺害した張本人。尸魂界への宣戦布告の際に陽動で静霊門に現れ、警備していた雀部を含む100人以上の隊士を単独で殺害した。一度目の侵攻で檜佐木と対峙し、圧倒的な力で彼を窮地に追いやる。その直後、駆けつけた元柳斎に雀部の卍解を使用するも、ドリスコールが使い方から間違えていたことに憤慨した元柳斎に一瞬で焼き尽くされ死亡した。
両手に嵌めているメリケンサックのような器具を打ちつけ、巨大な槍のような神聖滅矢を形成して投槍の要領で投げつける。
能力「大量虐殺（ジ・オーヴァーキル / The Overkill）」
聖文字“O”の能力。敵味方を問わず、命を殺し続けることで自らの強さを底上げすることができる。
その強さは100人の犠牲で雀部や檜佐木を完封するほどだが、恒久的な強化ではなく睡眠・気絶・食事を行う度に解除される。

ミニーニャ・マカロン
声 - 上田麗奈
身長191cm 3月9日生まれ
おっとりとした外見で巨乳の女滅却師。通称は「ミニー」。口癖は「〜と思うの」。
顔文字を多用するあざとい系女子で自己主張が無く間延びしたのんびり口調で話すが言動は辛辣。
一回目の侵攻では、朽木ルキアと交戦している最中、朽木白哉の危機を察して駈け出そうとして背中を向けた所を攻撃し重傷を負わせた。
二回目の侵攻では、リルトット、キャンディス、ジゼルとともに剣八を襲撃し、十一番隊隊士を多数殺害する。直後に救援に来た一護と対峙し、自身の能力で一撃を加えたがほとんど通用しなかった。その後は完聖体化して、援軍に来た隊長格と交戦する。白哉を相手に圧倒され、苦戦を強いられるものの、リルトットとともに生き残る。しかし、ペペの能力を受けて操られリルトットを襲ったが、いつの間にかリルトットに戦闘不能にされた模様。
その後は姿を見せず、『BLEACH Can't Fear Your Own World』では聖別からは生き延び、キャンディスやナジャークープと共に十二番隊の捕虜兼実験体となっていることが判明した。流魂街での銀城たちとグリムジョーの争いに、キャンディスと共に偵察に駆り出されている最中にリルトットたちと再会し、叫谷での戦いの後に解放された。
霊子兵装の弓はハートが連なったような形状で、ハート型のバックルを叩いて出現させる。矢も先端がハート型。
能力「力（ザ・パワー / The Power）」
聖文字“P”の能力。自身の筋肉やそれに伴う力を操る能力で、常識はずれの怪力を行使したり筋肉増強で筋骨隆々になり物理的破壊力を上げる。小説版でパワーが沓澤ギリコに匹敵することが判明した。
その力たるや建物を地盤ごと軽々と持ち上げるほどの怪力や、筋肉増量でムキムキになった腕で強力な一撃を見舞える。
滅却師完聖体：『神の力（ポーニポラ）』
原作ではハートが連なったような翼が生えるのみであったが、アニメ版では聖隷をすることで、ハートを模した装飾が胸元と両足に出現し、ダンベルを模した武器を装備する。

ベレニケ・ガブリエリ
声 - KENN
身長174cm 2月8日生まれ
金のメッシュの入った髪色（カラー版で右半分が黒、左半分が金に近い色）のヴィジュアル系な男性滅却師。
一度目の侵攻では、剣八に自身の能力の説明をしたが、ジェロームの咆哮の影響でよく聞こえておらず、業を煮やした剣八に能力を見せる間もなく咽を引きちぎられ死亡した。
能力「異議（ザ・クエスチョン / The Question）」
聖文字“Q”の能力。剣八によると「お前のすべてに異議がどうのと長々と能力の説明をしてきやがった」とのことだが、詳細は不明。
第1クールの完全生産限定版の封入特典にて「ベレニケが名指しで異議を唱えた相手に対し、その異議に回答する義務を生じさせる」能力であることが判明した。

ジェローム・ギズバット
声 - 藤原貴弘
身長189cm 8月25日生まれ
褐色の巨体の男性滅却師。目に瞳がなく猿顔なのが特徴。
一度目の侵攻では、大猿の姿に変化して剣八を襲うが、頭から真っ二つに斬られて死亡した。
能力「咆哮（ザ・ロア / The Roar）」
聖文字“R”の能力。大猿の姿に変化して、敵を吹き飛ばすほどの声を放つことができる。
アニメ版では巨大化し、その後に大声で吠え、吠え声を聞いた敵が頭もしくは鼓膜辺りから出血し死亡するという割と強い能力になっている。

マスク・ド・マスキュリン
声 - 間宮康弘
身長200cm 10月20日生まれ
額に星マークの入ったマスクを被った覆面レスラー風の格好をした大男の滅却師。ベルトに滅却十字を仕込んでいる。
一人称は「ワガハイ」。目立つことを好み、己を「正義」、敵対する者を「悪党」と定義している。頭に血が上ると激情的になる一面もある。倒した「悪党」は記憶しない主義で、一度倒した恋次も再戦してからしばらくの間は気づいていなかった。
一回目の侵攻ではエス・ノトと交戦中の恋次を襲撃するも、白哉に足元を崩され一時的に戦線を離脱。その後に再度出現し、白哉を援護しようとした恋次をドロップキックで倒す。この際、情報の読み込みが足りず、恋次が卍解を使えることを知らなかった。
二回目の侵攻では夜になってから檜佐木・一角・弓親を不意打ちで倒し、続いて拳西とローズと対峙する。当初は拳西の卍解に圧倒されるが、ジェイムズの声援を浴び形勢逆転。拳西を圧倒して勝利し、卍解を発動させたローズも彼が能力を喋ってしまったため特性を見抜いて撃破する。直後に増援に駆けつけた恋次と交戦するが、零番離殿の修行で実力を大幅に上げた恋次には歯が立たず、滅却師完聖体を発動させるが、恋次の真の卍解で倒され死亡した。
アニメ版では戦闘の流れが多少変更されており、マスクを破られた怒りから最終パワーアップを果たしている。
公式Q&Aにおいて、マスク・ド・マスキュリンはジェイムズの能力で生み出された「理想のスーパースター」という存在であることが明らかになった。
能力「英雄（ザ・スーパースター）」
聖文字“S”の能力。付き人であるジェイムズの声援を浴びることで傷の回復やパワーアップが可能。アニメ版では能力発動時にマスクの星マークが輝き、通常のパワーアップは黄色、ダメージの回復は青色、最終パワーアップは赤色となる。
鼓膜が破れた状態でも効力を発揮しているため、ジェイムズの声援を浴びるだけで聞こえなくとも発動すると考えられる。増殖したジェイムズたちの声援を浴びると「スター・パワーアップ」を完了し、マスクの模様が変化してチャンピオンベルトが巻かれたプロレスパンツ一丁の姿となり、1マイル（約1609.344メートル）先にも届く衝撃波を発生させる「ワン・マイル・アーツ」の使用が可能となる。
滅却師完聖体：名称不明
頭部に星型の光輪が現れ、翼を思わせるマントを纏う。

ジェイムズ
声 - 鈴村健一
身長92cm
マスキュリンの付き人で、小柄なスキンヘッドの滅却師。マスキュリンのことを「ミスター」と呼んでいる。いつもゴングを所持している。
本人の戦闘力はないが異常な生命力を持っており、胴体を真っ二つにされても生存、バラバラに切り刻まれてもマスキュリンの呼びかけに従い、刻まれた肉片から無数のジェイムズが誕生する。
一度目の侵攻では姿を見せていない。二度目の侵攻でマスキュリンと行動を共にしており、死神と戦う彼に声援を送っている。恋次と戦うマスキュリンに声援を送ることで、彼の「スター・パワーアップ」を完了させるが大技「スター・フラッシュ・スーパー・ノヴァ」の巻き添えを食らって消滅してしまった。マスキュリンとは一蓮托生の存在であり、マスキュリンが健在な限りは、たとえ消滅してしまっても時間を置いて復活できる。
マスキュリンの敗北を受けたユーハバッハは「ジェイムズ」の死を労っており、「ジェイムズ」は付き人なのかマスキュリンの本名かなど、2人の関係性は謎であった。その後、実は『ジェイムズ』こそが聖文字“S”を与えられた正規の滅却師で能力「英雄（ザ・スーパースター）」の使い手であり、逆にマスキュリンがジェイムズの能力によって作り出された者であることが公式のQ&Aにより明らかになった。
能力「英雄（ザ・スーパースター / The Superstar ）」
聖文字“S”の能力。ジェイムズの理想とするスーパースターを想像し生み出し仲間として行使する能力。
ジェイムズの応援でスーパースターのパワーアップや回復が可能。両者は一蓮托生でありどちらかが生きていれば片方が生き返る。

キャンディス・キャットニップ
声 - 内山夕実
身長166cm 6月7日生まれ
稲妻を思わせる形の髪型や眉で露出度の高い格好をした、ギャル風で巨乳な女滅却師。
通称は「キャンディ」。バンビエッタと同様に（もしくはそれ以上に）かなりの短気で気性が荒く、粗暴で好戦的で口調も悪い。また、ジジによると「イケメンで若い滅却師を適当につまみ食いすること」が趣味らしい。
二度目の侵攻ではバンビエッタをはじめとする周囲の完聖体に影響されて完聖体の姿となるが、このときは交戦の意思がなかった。その後は仲間の女滅却師らとともに、グレミィとの戦いを終えた剣八を急襲し行動不能に陥れ、霊王宮から帰還した一護にも挑みかかり手柄目当てに率先して完聖体となるが、繰り出した技を次々と破られ、一護の新たな技「月牙十字衝」を喰らい左腕を失う。ジゼルにより左腕は修復されるも今度はバズビーの妨害を受け、ほかの騎士団とともに加勢に現れた隊長格たちとの戦いに発展し、白哉と交戦するが一蹴され敗れる。
その後は姿を見せず、「聖別」の後の状況は不明だったが、『BLEACH Can't Fear Your Own World』では聖別からは生き延び、ミニーニャやナジャークープと共に十二番隊の捕虜兼実験体となっていることが判明した。そして、先述の叫谷での戦いの後に解放された。
霊子兵装はハート型のバックルを叩いて出現させる弓で、雷を象った形状をしている。
能力「雷霆（ザ・サンダーボルト / The Thunderbolt）」
聖文字“T”の能力。空や掌から雷撃を繰り出したり、肉体そのものを稲妻に変え機動力を上げることも可能。
技「ガルヴァノブラスト」
キャンディスが射る「神聖滅矢」。霊子兵装の弓から5GJ（ギガジュール）の雷の矢を撃ち出す。一護が纏っていた外套を焼き払ったが、ダメージはまったく与えられなかった。
滅却師完聖体：『神の雷霆（バルバリエル）』
原作では稲妻のような形状の3対の翼が生えるのみであったが、アニメ版では聖隷をすることで、稲妻を模した装飾が胸元と両足に出現した。
技「ガルヴァノジャベリン」
完聖体時に使用。剣としても使える背後の翼を相手に向けて投擲する。
技「電滅刑（エレクトロキューション）」
完聖体時に使用。腕から凄まじい放電を発生させ、相手に向けて巨大な雷を打ち下ろす。

ナナナ・ナジャークープ
声 - 前野智昭
身長192cm 2月27日生まれ
顔の上半分をゴーグルで覆い、互い違いにお歯黒を入れている痩せ身で長身の不思議な髪型（羅武の髪型の先に棒状の三つ編み髪を付けたような髪型）をした滅却師。手の甲を見せる癖と思われる行動を多々する。
一回目の侵攻では瀞霊廷に侵攻し、ローズと対峙する。別場所で吉良を殺したバズビーに「死んでないなら、そいつの失策」と悪口を吐いていた。その後エス・ノト、バズビーとともに元柳斎を奇襲するも返り討ちにされるが、バズビーが炎を相殺したことで火傷を負ったにとどまった。
二回目の侵攻では、マスキュリンに勝利したあとで一晩中眠っていた恋次を警戒しすぎるあまり、襲撃の機会を逃してしまう。その後、滅却師完聖体を発動して一護の加勢に現れた隊長格と対峙するも、ロバート・キャンディスと共に白哉に敗れる。その後、気絶している間に聖別を受けたが生き延び、自身の能力で藍染を一時戦闘不能にして、その場に集まっていた死神たちを襲おうとするも、裏切ったバズビーの不意打ちで胸を貫かれ死亡した。意識がなかったからかユーハバッハに見限られたのを知った上なのかは不明だが、生き延びていた滅却師で唯一、ユーハバッハに対して反逆の意思を見せなかった。
アニメ版のみ三つの輪が連なった弓から連弩のような神聖滅矢を使用した。
小説『BLEACH Can't Fear Your Own World』では、ミニーニャやキャンディスと共に十二番隊の捕虜兼実験体となっているのが判明したが、リルトットからは「出歯亀野郎」として関心を持たれていない。そして、先述の叫谷での戦いの後もキャンディスやミニーニャとは異なり解放されず、愚痴をこぼしている。

能力「無防備（ジ・アンダーベリー / The Underbelly）」
聖文字“U”の能力。相手を観察することで霊圧配置を正確に割り出し、モーフィーン・パターンを打ち込むことで相手を麻痺させる能力。
『BLEACH Can't Fear Your Own World』では、ナックルヴァールの「致死量」と同様に霊圧が常時変化する相手には相性が悪い反面、一度に数百体の相手までなら観察・無力化できると豪語している。
技「モーフィーン・パターン」
U字状の霊子を観察済みの相手に打ち込み、露わとなった急所を打つことで相手を麻痺させる。
拘束具で霊圧の急所が顕著になっていたとはいえ、力を増していた藍染の動きさえ5分の間停止させた。これでも効果は薄く、本来は体と霊圧だけに留まらず意識も奪えるようである。
アニメ版では親指と人差し指の指間部から放つ補完がされ、王鍵の服を着た白哉には霊圧の穴が確認できず通じなかった。

グレミィ・トゥミュー
声 - 花江夏樹
身長155cm 6月30日生まれ
ロングコートを着用し、フードを被っている金髪の少年の見た目の滅却師だが、その真の姿はケースに入れられた脳髄。
「想像力」こそこの世で一番強い力と語り、「星十字騎士団」最強を自負する。
仲間意識が希薄な騎士団の中でも一際危うい性格をしており、主であるユーハバッハすら攻撃に巻き込むことに躊躇がない。そのため、能力も込みでナックルヴァールやバズビーはおろかユーハバッハからも危険視されて監禁されていたため、一度目の尸魂界侵攻には参加していなかった。
二度目の侵攻では、自分が差し向けたグエナエルが敗色濃厚になると、突如その場に出現。昏睡していた拳西とローズを想像で殺害し、グエナエルも用済みとして処分する。続けてやちるを戦闘不能に追い込み、救援に駆けつけた剣八と対峙、決戦の舞台を作り出して交戦する。
圧倒的な能力から他者と本気でぶつかり合わず、物事に対して無関心に近い感情を持っていたが、鬼神の如き剣八の戦いぶりに触発され勝利を渇望するようになり、巨大隕石を想像して瀞霊廷ごと剣八を倒そうとするも打ち破られ、分身を駆使した追撃や異空間の召喚でも倒せず、最後の手段として剣八と同じ力を持った怪物に変貌しようとするもその途中で想像上の身体のキャパシティを剣八の力が超えたため収まりきらず、自壊に繋がり敗北。剣八に負けたことを悔しがりながらも戦いには満足したようで、清々しい表情を浮かべながら本体を残して消滅した。
能力「夢想家（ザ・ヴィジョナリィ / The Visionary）」
聖文字“V”の能力。文字通り、グレミィが想像した事象を現実に即座に反映する能力。
他人の骨を脆くしたり、自分の傷の回復や体の硬度を上げるほか、自然物や人工物は勿論、生命をも創造でき、「自分自身」を生み出すことで想像力を倍増したり、壮大で強力なイメージを実現する事で理不尽極まりない戦術も可能。
グレミィの想像が逐一反映される影響で目の前の戦闘に集中しすぎるとほかの想像を維持できずに効果が消失する、ネガティブなイメージが頭をよぎればそれが即座に想像に反映、作り上げた人物・能力によってはジャズ・ドミノのように自分の支配から逃れられてしまう場合やグエナエル・リーのように反逆する危険もあるなど、能力そのものが諸刃の剣ともなっている。
グエナエル・リー
声 - 宮澤正
頭にヘッドホンのようなものをつけた小柄な老人。霊子兵装は小振りのナイフ。グレミィの空想の産物であり、実在する人間ではない。
一方的に相手を痛めつけることを好む、卑劣かつサディスティックな性格の持ち主で、創造主のグレミィに忠実ではない。
綜合救護詰所でローズと拳西を治療していた勇音とやちるの前に現れ、自身の能力でやちるを圧倒するも、やちるの始解で逆に追い詰められ、創造主のグレミィからも「忘れ去られた」挙句に抹殺されてしまった。
能力「消失点（バニシング・ポイント）」
グレミィが想像したグエナエルの能力。自分の存在を相手の視界、意識からも完全に消すことができる。3つの能力形態を持つ。バージョン1で、グエナエルの姿が消えて透明となり視認できなくなる。バージョン2で、グエナエルの存在（実体）が消え、そこには居ない状態となり攻撃をかわす（相手は残像を殴った錯覚だけが残る）。バージョン3で、グエナエルの存在および記憶が、他者から消える（完全に忘れる）。
なお、バージョン1とバージョン2は瞬時に切り替えでき、作中では主にこの2つを使い分け、1&2が対応されると3を交えた。
技「消尽滑体（バニシング・スライダー）」
全霊圧を集中して発動する技。グエナエルの存在をわずかに後方にずらすことで敵の攻撃を回避する。
シャズ・ドミノ
声 - 高橋伸也
顔の右半分に刺青を入れた、黒縁眼鏡の男。霊子兵装は、刀身の黒いクナイ。グレミィの空想の産物であり、実在する人間ではない。
技術開発局をぺぺとともに襲撃するが、キルゲの能力から脱出した一護に名乗って能力を説明する前に斬り倒された。その後、後述の能力により偽の死体をその場に残し、本体は中央四十六室を襲撃。崩玉を得るためにナユラを攻撃したが、足を切り取る寸前で現れた吉良と戦闘となり激戦をくり広げるも、瓦礫を使った吉良の策によりシャズ自身の能力による負のループに陥ることとなり、叫び声とともに大地に沈み続けることとなった。
グエナエルと同様にグレミィの空想の産物であるが、ユーハバッハの気まぐれから自身の持つ能力になぞらえて“ϛ（スティグマ）”という仮初の聖文字を与えられている。
能力「生存能力（ザ・バイアビリティー）」
グレミィが想像したシャズの能力。周囲の霊子を取り込み、尋常ならざる勢いで自らの肉体の補修を行うことができる。
虚の超速再生をも上回る再生速度を持ち、霊子から生み出した血肉を自らの死体であるかのように偽装することもでき、シャズはグレミィの想像であった体を実体のある体に変えグレミィの支配から解放されている。

ニャンゾル・ワイゾル
声 - 保志総一朗
身長156cm 5月21日生まれ
ポンチョのようなものを頭から被っている、ボサボサな長髪の少年のような滅却師。裸足。
一人称は「オイ」。2枚の舌を持ち、それ故か舌足らずな喋り方（ち→ちゅ、ぜ→じぇ、だ→ら）で話す。
二回目の侵攻ではユーハバッハに連れられ霊王宮に侵攻する。零番隊の攻撃からユーハバッハを守り、神兵をその能力で殺戮するが、姿を表して神兵に構っている間に千手丸に衣服を改造され、衣服内部から針で全身を貫かれて死亡した。霊王宮で召喚されていたが親衛隊として選ばれていたわけではないらしく、フーデッドコートは着用していない。
アニメ版では敗北後、千手丸に亡骸を霊王宮から放り捨てられた。
能力「紆余曲折（ザ・ワインド / The Wind）」
聖文字“W”の能力。「本能で見つけた」対象を何であれ捻じ曲げることができる。
刀や天示郎の湯から身を守る防御はもちろん、指向性を持たせれば敵の身体を捻じ切って殺害する攻撃も可能。

リジェ・バロ
声 - 日野聡
身長182cm 4月11日生まれ
閉じた左目にXのマークを持つ、褐色肌の男性滅却師。ユーハバッハの親衛隊の1人にして、リーダーを務める。
一人称は「僕」でやや幼さのある口調で話す。傲岸不遜で自信過剰な性格で、自らを「陛下の最高傑作」「神にもっとも近い男」と自称する。
二回目の侵攻ではユーハバッハに連れられて霊王宮に侵攻するも、王悦に倒された。のちに聖別によって翼の生えた姿で復活し、使う暇がなかった「万物貫通」の真の力を使い、王悦を倒した。
真世界城に護廷十三隊や一護一行が侵入した際は、護廷十三隊をいち早く発見し、霊王宮における霊子環境の変化と負傷具合から乱れた隊列の隙を突いて、屋根から檜佐木を狙撃した。その後も狙撃を続け、副隊長を中心に撃破していくが、現状打破を狙った京楽と戦闘。一時は遊びに翻弄されるが、目を3度開いたことで完聖体を発動。その圧倒的な力で京楽を追い詰める。反撃に転じた京楽の卍解によって首を切断されて敗北したかに見えたが、執念で生き残りさらに京楽に一撃を加え、再び優位に立つ。
しかし、駆けつけた七緒と京楽の連携によって自分の力を八鏡剣で反射されたことで、体を真っ二つにされて四散。いくつもの流星となって遮魂膜を貫通し、瀞霊廷へと降り注いだ。神の力と光輪を失い、流星一つ一つが怪鳥と化した姿で京楽への憎悪を燃やし、報復として瀞霊廷を蹂躙しようとするが、マユリの手によって死人として復活した吉良と交戦する。勝敗も含めて以降はどうなったのかは明かされず、聖別を受けた場面もない。
小説『BLEACH Can't Fear Your Own World』では、ハッシュヴァルトの側近から「親衛隊は全滅した」と言及され、一匹も残らず一掃されたことがうかがえる。。
能力「万物貫通（ジ・イグザクシス / The X-axis）」
聖文字“X”の能力。霊子兵装の銃口にX字の意匠がある巨大なライフル「ディアグラム」の射線上にある物体を等しく貫通する。
能力発動には狙撃の動作を取るが、その本質は弾丸そのものを発射しているわけではなく「銃口の先の物体を等しく貫通する」ため、相手が標的を守ろうと何重に障壁を作ろうとも射程内にいる限り被害は免れず、引き金を引いた瞬間に攻撃が完了するため回避の余地がない。
また、身体も万物貫通状態になり、たとえ刀で斬られたとしても刀が体を貫通するため武器で倒すことは不可能。この能力を使えるのは両目を開けているときのみで、さらに戦闘中のごく短い瞬間に限られているが、3度開くと以降開いたまま戦闘を行える。京楽に敗れた後は能力自体が失われた。
滅却師完聖体：『神の裁き（ジリエル）』
左目のXの刻印が五芒星へと変化し、全身を光り輝く五芒星に包み込まれる形で発動する。
発動すると、頭頂部からXの刻印が刻まれた頭部以外が硬質的な服に包まれ、それぞれ3つの穴が開いた8枚の羽にすっぽりと体が潜れる大きさの光輪が出現、任意に四脚の足と両腕を生やせる。
銃口となる羽の穴からは「万物貫通」を一度に何発も発射できるようになり、テレポートのような力も持つ。生命力も高く、首を斬り落とされても鳥のような頭と細長い首が生え、もはやまったく面影のない異形の姿となることで戦闘を続行できる。顔を変形させ、眼を自在に移動させることで広い視野を得られるようになり、影の中に隠れていても見破るなど、高い視認能力を見せている。
完聖体となった直後に京楽の動きを封じているが、詳細は不明。

ロイド・ロイド
スキンヘッドで額に大きな第三の目があり、まったく同じ容姿を持つ一卵性双生児の兄弟滅却師。
実の両親ですら区別がつかないほどの似具合にどちらが兄で弟かはどうでも良くなったらしい。性格ははっきりとは不明であるが、ユーハバッハには従順。二人で一人の人間と呼べる同一思考を持ち、違いは名前のスペルの頭一字と所有する能力。また、
"L"のロイド・ロイド
身長170cm 4月28日生まれ
兄のロイド（Loyd）。
一度目の侵攻で、剣八自身に化けて剣八を苦戦させるも、その時点よりどんどん強くなっていく剣八の成長についていけなくなり、倒された。
"R"のロイド・ロイド
声 - 小林裕介
身長170cm 4月28日生まれ
弟のロイド（Royd）。
一度目の侵攻ではユーハバッハに化け、眼帯を外した状態の剣八を倒し、ユーハバッハの「用事」が済むまで元柳斎の足止めとして戦ったが、元柳斎の卍解によって敗れる。その直後、戻ってきたユーハバッハによって賛辞の言葉を受け、満足気な笑みを浮かべた直後に消滅させられた。ユーハバッハをコピーした際は元柳斎の始解『流刃若火』を受け止めるほどの血装強度であった。
能力「貴方自身（ジ・ユアセルフ / The Yourself）」
聖文字“Y”の能力。兄弟で同じ聖文字だが、能力は異なる。
兄の能力は、姿形と相手の力・技術の全てを真似ることができる能力。ただし、相手の成長が早いとついていけなくなる。
弟の能力は、姿形と相手の記憶・精神の全てを真似ることができる能力。作中では、完全にユーハバッハに成りすましていた。
公式Q&Aによると、兄弟がそれぞれコピーする対象は、あくまで「全て」コピーできるものということであり、それ以外に関しても7〜8割コピーできる。

ジゼル・ジュエル
声 - 東山奈央
身長160cm 12月24日生まれ
小さな軍帽を被り、長髪の黒髪に触覚の女性の外見をしているが、実は女装した少年滅却師。
一人称は「ボク」で、通称「ジジ」。天然を装っているがその実は嗜虐的な性格をしており、興奮すると涎を垂らすことが多い。切迫すると口調が乱暴になる。また、男性であることを指摘されると途端に敵意を剥き出しにする。リルトットと同じく「見えざる帝国」では比較的新参。
実力はリルトットと同格らしく完聖体にもなれるが、「疲れるから」と極力出し渋っている。後述の能力から、自身が戦うよりもゾンビを使役して戦うことが多い。また、高い不死性を持っており、体を切り裂かれても平然としていた。
二度目の侵攻では、バズビーや蒼都との戦いで力尽きた日番谷と松本を回収後、狛村との敗戦で戦闘不能になったバンビエッタを殺害、彼女の死に際の顔を見て性的興奮を得てゾンビに変えた後、リルトットやミニーニャやキャンディスとともに消耗した剣八の前に出現。十一番隊隊士を虐殺し、多数の一般隊士をゾンビ化させた。一角・弓親と対峙したときは当初は弱者の振る舞いを見せていたが、弓親に性別を見抜かれたことで敵意を見せバンビエッタを召喚し二人を撃破。次に現れたマユリが率いる再生した破面たちにバンビエッタや多数の一般隊士を倒され、ゾンビ化した日番谷や拳西やローズや松本の4人を差し向けるが、マユリが新薬で彼らの支配権を奪ったことで形勢が逆転し、マユリの一部始終の講釈を受けた後に拳西の刀に胸を貫かれて敗北した。その後は何とか逃げ延びバンビエッタから血液を啜って回復するも、直後に聖別により力を奪われる。その後、リルトットやバズビーとともに門作りに手を貸し、真世界城に到着する。到着後はリルトットとともにユーハバッハと交戦するが、返り討ちに遭い倒された。
アニメ版では見えざる帝国が霊王宮へと浮上した際に、聖別を受けて死亡したキャンディスとミニーニャを回収後ゾンビ化させており、バンビーズ5人全員で眠りについたユーハバッハを強襲したが、玉座から立たせることすら適わなかった。
小説版『BLEACH Can't Fear Your Own World』では、ハッシュヴァルトの側近により救われ、リルトットと行動を共にしているが、綱彌代時灘の陰謀に巻き込まれ死神と共闘することになる。
霊子兵装は骨のような形状の弓で、矢の先端がデフォルメされた髑髏型。
能力「死者（ザ・ゾンビ / The Zombie）」
聖文字“Z”の能力。自分の血を浴びせた者をゾンビに変え、意のままに操れる。ゾンビとなった者は致命傷を受けても活動を止めず、その肉を生者が受けた傷の修復に利用することも可能。
対象が生存している状態でのゾンビ化では細胞が新鮮に保たれているため戦闘力はほとんど低下せず、もともとの本人の意識も消えて精密な操作ができる反面、死亡後にゾンビ化させた場合は自我が残る代わりに生前よりも力が落ちる。死神に対しては自分の血を浴びせるだけでゾンビに変えることができる一方、「見えざる帝国」の滅却師に対しては一度死亡した状態でなければゾンビに変えることができず、滅却師をゾンビ化させると必然的に弱体化してしまう。霊圧の弱い者ならわずかな血液でゾンビにできるが、隊長格並みの霊圧を持っている者に対しては多量の血液を必要とし、心臓で血液を増量させたうえで全身に循環させる必要があるため、肌が赤黒く変色する特徴がある。『BLEACH Can't Fear Your Own World』において、虚に対しては短時間しか効果が続かないことが判明した。
また、体を切り裂かれても平然としているなど高い不死性を持つが、回復力に直結しているわけではなく、体内の血液量が不足していると再生に支障が出るため、その場合は自身の血を持つゾンビを食らって補充する。
血液を使う性質上、血液組成を変えられる（改変される）と機能しなくなる弱点がある。
滅却師完聖体：『神の死（アザルビオラ）』
原作では鳥の羽の骨格のような形状の翼が生えるのみであったが、アニメ版では聖隷をすることで、胸元に髑髏の装飾が出現し、骨の尻尾が生える。

### その他の見えざる帝国の人物
聖兵（ゾルダート）
帝国の雑兵たち。全員が同じ帽子に、ゴーグルとマスクを着用している。

ハッシュヴァルトの側近の女
ハッシュヴァルトの側近の女性聖兵（ゾルダート）。
「見えざる帝国」の尸魂界侵攻の際には前線に出ておらず、銀架城に留まっていた。
また、聖文字こそ持たないものの戦闘能力は一部の星十字騎士団を上回る実力を持つ。それにもかかわらず聖文字を受けなかったのは、ハッシュヴァルトの側近であり続けるため。
全ての戦いが終わった後、ユーハバッハに倒されたリルトットやジゼルやバンビエッタ（ゾンビ化）を保護し、彼女らの治療にあたっていたことが、小説版『BLEACH Can't Fear Your Own World』にて明らかになった。
アニメ版では登場していない。

アズギアロ・イーバーン
声 - 駒田航
帝国の一兵士。帝国に支配された虚圏から連れてこられた破面の1人で、左目部分に仮面の残骸が付いた男性。
大した霊圧は持っておらず、滅却十字から大砲のような霊子兵装を出現させて武器としている。
一度目の侵攻の準備の際に、一護を足止めするためを現世に訪れ交戦したが、卍解が奪えなかったことで劣勢に立たされて影を使って撤退した。任務の報告後、ユーハバッハに「平和」の礎と称され殺された。
なお、彼のみ、メダリオン使用時に詠唱を唱えている。
リューダース・フリーゲン
声 - 濱野大輝
帝国の一兵士である破面で、仮面の残骸が顔ピアスのようについている。
イーバーンと同じく、帝国に支配された虚圏から連れてこられた破面の1人で、二人との会話からイーバーンよりも立場は上だった模様。
見えざる帝国から尸魂界への宣戦布告を行った。しかし帰還後、侵攻日を勝手に5日後と布告したなどの独断専行の行いが災いして、ユーハバッハの不興を買ったために抹殺された。
マルセル・ハルプマン
声 - 白井悠介
帝国の男性聖兵。右目の泣きぼくろが特徴な美形の青年。
一度目の侵攻後のユーハバッハの発言に苛立っていたバンビエッタの八つ当たりの捌け口に指名されてしまい、彼女に両断され殺害される。
ヨハン・ザイドリッツ
声 - 中博史
故人。光の帝国時代の左目の眼帯に口髭の壮年の男。
千年前の旧ユーハバッハ親衛隊の1人。自らをユーハバッハの右腕と自負しており、実際にユーハバッハにも意見を述べるなど地位は高かったようである。二丁拳銃型の霊子兵装を武器とする。
過去の戦争で元柳斎に倒され、「火火十万億死大葬陣」でアルゴラやヒューベルトともども、亡者として召喚された。
ヒューベルト・アレクサンダー・クライヒ
声 - 神谷浩史
故人。光の帝国時代の憲兵所属の青年。
千年前の旧ユーハバッハ親衛隊の1人。サーベル型の霊子兵装を武器とする。後に尸魂界侵攻のために新設された星十字騎士団の副団長に就任しており、入団したてで生意気なバズビーに私闘で教育をしようとしたが、すでに団長の位に就いていたハッシュヴァルトに牽制され、不快感を露にしていた。過去の戦争で、元柳斎に倒されている。
名家の出身で傲慢な性格から同僚にも良く思われてはいなかった。
アルゴラ・ララウ
声 - 竹内良太
故人。光の帝国時代の、額の傷が特徴の強面な大男。
千年前の旧ユーハバッハ親衛隊の1人で、ヒューベルトの同僚。二刀流の斧型の霊子兵装を武器とする。ユーハバッハが自身の右腕として、少年時代のハッシュヴァルトを選んだことに驚いていた。
ニキータ・デスロック
声 - なし
アニメ版で初登場した、光の帝国時代のポニーテールの女性。
千年前の旧ユーハバッハ親衛隊の1人で、銃火器型の霊子兵装を武器とする。銃を発砲するのが好きな所謂ハッピートリガー。アニメでは、光の帝国でのユーハバッハと兵主部一兵衛との交渉が決裂した直後、兵主部へ向けて銃撃したが、銃弾を跳ね返されていた。
家柄には恵まれていなかったのかヒューベルトからは特に見下されており、ニキータの方も「クソボンボン」と評価は最低だった模様。

## ゲーム版オリジナルキャラクター
アルトゥロ・プラテアド
声 - 関智一
ゲーム『BLEACH Wii 白刃きらめく輪舞曲（ロンド）』『BLEACH The 3rd Phantom 』に登場する。
崩玉の力に頼ることなく成体となっている、古の時代の破面。
右頬に動物の上顎のような仮面を被り薄い緑色の髪で喉元に孔がある、色白の青年ぐらいの若い見た目の男。
物静かで一見大人しそうな見た目や雰囲気だが性格は残忍無比そのもので、藍染に対しても今すぐ貴様の首を刎ねてやりたいと言うほど。
かつて尸魂界に攻め入るも、当時の死神たちによって封印されてしまう。その後は厳重に監視されていたが、藍染の反乱に乗じて再び暗躍し始める。かつて自分を封印した山本元柳斎重國を倒して復讐を遂げることと尸魂界を壊滅させることが目的。
背中に霊圧を固めて翼を形成し、宙を舞うことができる。また、他人に変装（変身）する能力を持ち、これを使い他人の精神に干渉することもできる。
夜一編をクリアすると、彼が主人公の番外編が登場する。
斬魄刀：『不滅王（フェニーチェ）』
解号は不明。斬殺した死神の霊力を奪い、我が物とする能力を持つ。
この能力で自らの霊力を高めることにより、かつて護廷十三隊を半壊させた。
技「虚閃（セロ）」
霊圧を収束した破壊の閃光を口腔から放つ技。色は灰色。
技「王虚の閃光（グラン・レイ・セロ）」
巨大な破壊の閃光を放つ。本来は十刃のみが使用する技だが、現十刃にも引けを取らない実力を持つアルトゥロも使用できる。

### BLEACH The 3rd Phantom の登場人物
朱司波征源（すずなみ せいげん）
声 - 井上和彦
藍染が五番隊副隊長時代の五番隊隊長。濃い赤髪と一本垂らした前髪が特徴。
貴族の家系からか普段はクールな男に見えるが、曲がったことが嫌いで“超”が付くほどの熱血漢。だが、唯一の肉親である姉には頭が上がらない模様。
斬魄刀の能力からか主に雷系の技と、スピードを生かした高速戦闘を得意とするが、隊長だが【卍解】ができる設定はない。
征源の五番隊は本人の性格らしく、特に迅速な行動を重んじる隊であり、何事においても率先して行動し、他隊の後塵を拝しないこと、自分を高めようとする志と行動を誇りとしている。
だが、姉を失った後は人が変わってしまい、宮能双子にきつく当たったりしていた。その後はアルトゥロの戦い以降行方不明になってしまった。
斬魄刀：『紫電（しでん）』
能力解放と共に巨大なノコギリのような形状に変化し、刀身から雷撃を放つ能力を持つ。
主に高速での斬撃と能力の雷撃を組み合わせた攻撃を行う。
解号は「打ち据えろ『紫電』（うちすえろ『〜』）」
技「紫霞（しがすみ）」
広範囲に雷撃を放つことで敵の動きを麻痺させる。
技「紫電雷吼（しでんらいこう）」
前方に紫の雷撃を発生させて敵を攻撃する。

朱司波伊花（すずなみ このか）
声 - 大原さやか
征源の姉で四番隊隊長・卯ノ花とは友人同士。朱司波家の家事を一人で行っている（独り占めして手伝わせようとしない）。
死神ではないが、治癒能力を持っていたり、怒らせると非常に恐ろしかったりする。
アルトゥロの戦いで熾水鏡（BLEACH The 3rd Phantom#登場人物を参照）を使った反動で、亡くなってしまう。
宮能藤丸（くどう ふじまる）
声 - 野島健児
五番隊の新米死神。尸魂界でも珍しい双子の魂魄を持つ、まつ梨の双子の兄。
お気楽な性格だが、家族を守りたいという思いは誰よりも強い。
幼い頃に兄妹そろって虚（マッドイーター）の襲撃に遭い、重傷を負ったところを征源に助けられ、そのまま朱司波姉弟に引き取られる。
当初は未熟な新人死神だったが、実戦を通してその潜在能力を少しずつ引き出していき、やがて斬魄刀の名を知り始解を習得する。
斬魄刀：『竜条丸（りゅうじょうまる）』
能力解放と共に、先端に通常の刀・上部に斧のような刀身がついた籠手のような武器に変化する。
本編ではこの竜条丸は元々一つの巨大な力であり、まつ梨と同時に藤丸も斬魄刀の名を求めたため、元々の力から二つに分かれたいわゆる「双子の斬魄刀」となっている。
竜条丸は一人で扱うには大き過ぎる力を持つが、それ故に様々な力に変化する可能性を秘めている。藤丸が自分の限界以上の力を求めることで霊圧にゆらぎが発生し、そのゆらぎが可能性という変化するものの正体となっている。
また本編イベントで転神体を使って具象化されるが、その時の姿は元々竜条丸は藤丸とまつ梨の二人の力そのものであり、藤丸がより力を求めるなら戦うべき相手は他に無いということで、まつ梨そのものの姿となっている。
解号は「閃け『竜条丸』」（ひらめけ『〜』）
【卍解】：『虎糾竜条丸（こきゅうりゅうじょうまる）』
ゲーム内で一定の条件を満たすことにより使用可能になる卍解。
発動すると腰から下には白いマント、肩の部分には虎の形をした銀色の肩当てが出現し、刀身は蒼い炎になる。
技「竜天蒼瞬（りゅうてんそうしゅん）」
始解時に使用。竜条丸で連続で敵を斬り裂き、最後に敵を両断する。
技「虎糾絶衝（こきゅうぜっしょう）」
卍解時に使用。連続で敵に斬り込んだ後、刀身を一時的に巨大化させて上空から敵を両断する。

宮能まつ梨（くどう まつり）
声 - 浅野真澄
五番隊の新米死神。藤丸の双子の妹。八番隊隊長の京楽春水に気に入られている。兄と対象的にしっかり者。
藤丸と同じ経緯で朱司波姉弟に引き取られる。当初は未熟な新人死神だったが、実戦を通してその潜在能力を少しずつ引き出していき、やがて斬魄刀の名を知り始解を習得する。
斬魄刀：『虎淘丸（ことうまる）』
能力解放と共に、ハバキの部分に斧のような刃がついた大刀に変化する。
本編ではこの虎淘丸は元々一つの巨大な力であり、藤丸と同時にまつ梨も斬魄刀の名を求めたため、元々の力から二つに分かれたいわゆる「双子の斬魄刀」となっている。
虎淘丸は一人で扱うには大き過ぎる力を持つが、それ故に様々な力に変化する可能性を秘めている。まつ梨が自分の限界以上の力を求めることで霊圧にゆらぎが発生し、そのゆらぎが可能性という変化するものの正体となっている。
また本編イベントで転神体を使って具象化されるが、その時の姿は元々虎淘丸は藤丸とまつ梨の二人の力そのものであり、まつ梨がより力を求めるなら戦うべき相手は他に無いということで、藤丸そのものの姿となっている。
解号は「断ち払え『虎淘丸』」（たちはらえ『〜』）
【卍解】：『竜糾虎淘丸（りゅうきゅうことうまる）』
ゲーム内で一定の条件を満たすことにより使用可能になる卍解。
発動すると腰から下は白いマント、肩の部分には竜の形をした銀色の肩当てが出現し、刀身は紅い炎になる。
技「虎淘円舞（ことうえんぶ）」
始解時に使用。虎淘丸を振い、円柱状に霊圧を立ち昇らせて攻撃する。
技「竜糾絶衝（りゅうきゅうぜっしょう）」
卍解時に使用。強力な斬撃を叩き込んだ後、刀身を一時的に巨大化させて上空から敵を両断する。

詩葉（しよ）
声 - 大原さやか
記憶を失っている謎の魂魄。天真爛漫な性格でかなりのドジ。美的感覚が常人とかなりずれている模様。
現代で保護されたがなぜか流魂街の住人と同じような状態となっており、主人公と共に尸魂界へと向かう。
のちに征源の名をなぜか呼んだことをきっかけに、魂魄の中に朱司波伊花の魂魄が混ざっていることが判明する。

巨大な何か（正式名不明）
虚圏で藍染により生み出された、ボロボロの死覇装を着た巨大な怪物。大きさは巨大虚だが、破面に近い姿をしている。
正体は姉を失って可笑しくなり情を捨て去ろうとした結果、藍染の手によって改造された「朱司波征源」であり、言うなれば征源のなれの果てである。
ウルキオラ・ヤミーと共に尸魂界に現れ、詩葉が征源の名を呼んだ際、ヤミーによって征源本人であることが明らかにされる。
なお、生み出された当初は「奇怪な何か」表記になっている。

## 小説版オリジナルキャラクター
小説版における主要人物。
痣城 剣八（あざしろ けんぱち）/ 痣城双也（あざしろ そうや）
声 - 佐藤拓也（BLEACH Brave Souls）
八代目「剣八」にして、かつての十一番隊隊長。
一見すれば細身の優男で、十一番隊の隊長羽織を纏っている。酷く無感動で無機質な性格で、それ故にあらゆる「無駄」を嫌い、死神はただ無心に魂のバランスを調整する歯車たるべきという思想を持つ。
その思想ゆえ、人間の魂魄が虚になり得る要因を取り除く「魂魄改造計画」を四十六室の裁定を振りきって押し通そうとしたことで、現在は藍染惣右介も投獄されている「無間」の獄に繋がれている。
また、その性格ゆえに力を抑えて戦いを楽しむ更木剣八を嫌悪しており、更木を「剣八」と認めていない。
元はかつて鬼道に長けた貴族「痣城家」の出であり、財を狙う貴族によって冤罪（後暗い事はしていたが、別のこと）をかけられ一族を滅ぼされ、最後は姉と共に見世物として虚と戦わされるが、処刑人は虚を倒せば助命すると約束し、恐怖で動けない双也を生かすために、姉は『双蓮蒼火墜』を暴発させ相討ちで命を落とし、さらに処刑人が約束を破り新たな虚を放ち、姉が無駄死にした事実に絶望するも虚の牙が迫った瞬間に精神世界に引き込まれ、雨露柘榴直々に力を与えられ脱出。その後、あらゆる方法で罠に嵌めた貴族たちを惨殺するも心は癒えず、姉の遺した「強い死神になって」という言葉だけを胸に彷徨うことになる。しばらく後の250年前に刳屋敷剣八と決闘し、反動で負担がかかりまくりながらも勝利し十一番隊隊長となり、249年前にはまたも冤罪をかけられ、死神数百人を打ち倒すが、零番隊が来ることを察知して無駄な争いを避けるために投降し、無間に投獄された。
その血ゆえに鬼道を主な戦闘手段に使い、九十番台の鬼道すらも使いこなす腕前。果ては融合した義骸を操り、九十番台鬼道の数十〜数百発同時発動までも可能とする。完全虚化状態の一護と同等以上の力を持つシエンと更木二人を相手にして、なお「この程度か」と断ずるほどの実力を持つ。
斬魄刀：『雨露柘榴（うろざくろ）』
常に【卍解】状態で使用された稀有な状態にあるため、普段は刀を携えていないように見える。
小説によると卍解が盾ならば、始解は矛であるとのこと。
能力はあらゆる物質・生物との「融合」、および「融合」した対象を同化・支配すること。作中では、能力の範囲は瀞霊廷全体に及ぶほどに拡大されている。
本編ではほぼ恒常的に、この状態である。空気の刃を作り出し攻撃、空気と同化して攻撃の無効化・瞬時の移動、無機物・生物を支配し改造・自在に操作する、同化した空間内の状況が手に取るようにわかるなど、その万能ともいえるほど多彩かつ強力な能力は藍染惣右介の鏡花水月と比肩するとさえ言われている。
ただしその強力な力故の『代償』がいくつかあり、中でもある種の特殊な力の攻撃に対して多大なダメージを喰らう、ある理由から自我のある生物との同化は激しい拒絶反応が起こり本人にもダメージが及ぶ、一度卍解を解除し始解を使うと、再度卍解を発動するには一年の時間がかかるという3つがある。
始解時は一切の無駄を省いた日本刀の形状をしているが、卍解状態によって融合した霊子を刀身に凝縮したこの始解状態こそが、双殛の矛すらも遥かに超越した痣城の持つ「最強の矛」である。更木剣八との打ち合いでは、霊圧が感じ取れない領域にまで到達した状態の彼と打ち合い、身体に大きな傷跡を残すほどの破壊力を披露した。
解号は不明。習得した状態で既に卍解まで発動可能だったため、痣城は未だに解号を知らない。

雨露柘榴（うろざくろ）
声 - 藤田咲（BLEACH Brave Souls）
『雨露柘榴』の本体。黒い革帯で目を隠した扇情的な女の姿をしている。痣城の台詞によれば「顔だけは無駄に姉に似ている」らしい。
痣城とは真反対とも言える昂揚的な饒舌家で、痣城が語るような「無駄」を好む。
あらゆることに関して痣城にからかうように接しているが、痣城には意に介されていない。その振る舞いは彼のピンチの状況にある度にそれを楽しむ節が見受けられ、「持ち主が危機を覚えるのが快感」だという理由で転神体を試作して間もない浦原と夜一に、自身の能力を暴露していたりする。
なお、『雨露柘榴』の精神世界が能力により現実世界と融合しているために雨露柘榴は精神世界の外に出ているのだが、痣城と会話をしている時には相手に認識されず、痣城が独り言を呟いているように見える。
なお、彼女のいる精神世界は痣城が「無駄」と判断した感情の掃溜めとして使われている。
刳屋敷 剣八（くるやしき けんぱち）
声 - 松田健一郎（BLEACH Brave Souls）
七代目「剣八」にして、数百年前の十一番隊隊長で京楽や浮竹と同世代の死神。
実力の高い猛者で、所属当時に最上級大虚を相手取って倒した数少ない例外だったり、零番隊から勧誘されたが断ったりという逸話持ち。
裏表のない好戦的かつ豪放磊落な人柄と、『剣八』の名に恥じぬ強大な戦闘力によったカリスマで、十一番隊のみならず瀞霊廷全体から強い信頼を勝ち得ていた。『果し合い』を好み、強者の『果て』を見届けることを何よりも愉しみにしていた。
後に痣城との果し合いで全力を発し切れず敗北し、彼に『剣八』の名を継承するが、その折に更木剣八のような存在が現れることを予見して死亡した。
斬魄刀：『餓樂廻廊（ががくかいろう）』
卯ノ花烈の『肉雫唼』と同じ、珍しいとされる生物系の斬魄刀。
巨大な牙を生やす『口』を備えたヒグマほどの大きさの白い球形の生物を無数に召喚し、敵を食らい尽くす能力を持つ。
始解だが卍解と言ってもおかしくないほどに強力な能力であるため、後述の理由から卍解を禁止されていても圧倒的戦闘力を発揮していた。
解号は「瑞祥屠りて生まれ出で　暗翳尊び老いさらばえよ『餓樂廻廊』（ずいしょうほふりてうまれいで、あんえいたっとびおいさらばえよ『〜』）」
【卍解】：餓樂廻廊（ががくかいろう）
斬魄刀には珍しく、名称は始解と同じである（同じ生物系斬魄刀持ちの卯ノ花は、読みが同じで漢字が変わる）。
半径数霊里を丸ごと飲み込むほどの巨大な『顎』を地より出現させ、生物・非生物を問わず刳屋敷以外の全ての存在を喰らい砕く。その能力は刳屋敷自身も制御ができず、敵味方の関係なく全てを巻き込んで食らうという尋常でない力を持つ。
上記のため、四十六室から瀞霊廷内での使用を禁止されていたほど。
またその絶大な力ゆえの反動も大きく、使用すれば半年間は始解すら使用不能となる。小説版で、京楽によって名前が判明した。

ロカ・パラミア
声 - 末柄里恵（BLEACH Brave Souls）
顔の右半分が髑髏状の仮面で覆われた黒髪の若い女性の破面。
元々は第8十刃・ザエルアポロ・グランツが無数の魂魄を人為的に寄り合わせ、人工的に大虚を造り上げる実験の際に生み出された虚。
崩玉によって破面化する前は、純白の蜘蛛状の中級大虚だった。
ザエルアポロによって反膜の糸（後述）という固有能力を与えられており、糸の霊子供給を止めることで姿を消すことを始め、様々な特殊能力を発動することができる。
人工大虚という生い立ちや反膜の糸の特性ゆえに、捕食や闘争といった本能・欲求が存在しない。また、ザエルアポロによって意図的に外部との接触を禁じられていたため感情が薄く、自らのことを道具としてしか捉えていない。しかし、ザエルアポロの目を盗んで友好的接触を図ったネリエルたちにわずかに感化されており、時折自らの存在理由について思案することがある。
ドン・観音寺との出会いによって感情を得たことで、道具としてではなく自らのために能力を活かすことを考え始める。
実は、原作本編に一度（3ページ）だけ、無名の女破面として登場しており、ヤミーの腕を治した後、調子を確かめるためと頭部を叩き潰されてしまったが、固有能力によって生存、完全修復して復帰できた頃には全てが終わっており、自身の存在理由を求めて空座町を彷徨っていた。
小説「BLEACH Can't Fear Your Own World」にも登場し、ネリエルの頼みで魂魄がボロボロになっていた道羽根アウラを治療した。
帰刃：『絡新妖婦（テイルレニア）』
他の破面と違い、自らの反膜の糸で斬魄刀を形成した後に帰刃する。
帰刃後は仮面が消えた代わりに白い糸が包帯のように顔の右半分を覆っており、背中からは蜘蛛の足を思わせる4本の腕が生えている。
反膜の糸を伸ばした範囲内に残されている霊子を解析し、過去に他人がその場所で使った技を自分の技として再現する能力を持つ。ただし完璧に技をコピーできるわけではない上、強力な技ほど身体にかかる負担も大きい。
解号は「踊り狂え『絡新妖婦』（おどりくるえ『〜』）」
能力『反膜の糸』
反膜を目に見えぬほど細く長く変化させたもの。『あらゆる物質と繋がり、霊力や情報を共有する』特性を持つ。
その特性上、治癒や情報収集・防御といった性能に秀でる。反膜でありながらも、微細な糸という形状のため誰にも気づかれずに結界などに潜入させることが可能。反膜の外部からの干渉を受けない性質を利用し、反膜の糸を纏わせることで武装の防御性能の底上げも可能。
なお、この能力は痣城剣八の雨露柘榴の能力を参考に、ザエルアポロが研究を重ねたものである。

ピカロ
声 - 藤田咲（BLEACH Brave Souls）
十刃落ちの1体で、No.102の番号を持つ。
「悪戯小僧」の意味の名を持つ、百人以上の子供たちであり類を見ない「群にして個」の破面。
元々は飢餓によって死んだ子供たちの虚の群れから、共食いの結果生まれた1体の大虚で、飢餓で死んだ生い立ちゆえに「死んだ子供の浮遊霊を保護し子供の浮遊霊から転じた虚に自らの肉を分け与える」という行動を繰り返しており、その結果「群にして個」という性質を持つようになった。
大半が10歳前後の少年少女だが、中には人型でない者や第9十刃のアーロニーロのような丸い頭部をした者、動物型の者も存在しており、姿に統一性は無い。
また、個体ごとに個別の意識を持ち意識の共有もしているが、全体の頭の中身は子供と変わらない。それ故かあちこちに分かれて行動しており、誰よりも自由に虚圏を飛び回る存在と言われている。
元はバラガンが退屈しのぎで配下に加えて、放置されていた。藍染が虚圏の王となった後に一時的に十刃に加えられたが、組織の一員として機能しないという理由から十刃落ちとなった。現世などで好き勝手しないように「水以外には無敵」という特性を持った虚のルヌガンガの力によって虚夜宮の一角に閉じ込められていたが、藍染やルヌガンガが倒されたために解放されることとなる。
その後は時折、遊び相手を見つけては壊れて動かなくなるまで遊び倒しており、作中では「目を付けられた力の無い者たちにとって、彼らは日常の終わりを告げる悪夢の集団」と称されている。
作中ではドン・観音寺に救われて懐いたり、1体に更木の眼帯がくっついていたお陰でドン・観音寺が痣城にダメージを与える起点になったり、カラクライザーの一員（色はホワイト）になったりと活躍している。
小説『BLEACH Can't Fear Your Own World』には、名前のみ登場。
帰刃：『戯擬軍翅（ランゴスタ・ミグラトリア）』
斬魄刀を持っている描写が無く、スタークと同類の帰刃なのかもしれない謎のある帰刃。
帰刃時は離れた所にいる者も含めて全個体が同時に解号を唱え、全員の姿が同時に変わる。
帰刃後は全個体共に姿はさほど変わらないが、背中から翅の生えた姿となる（翅の形状は個体によって異なる）。
後述の特殊な音波を攻撃に転用することが可能で、一か所に集まる個体数が多くなればなるほど攻撃力が増していく性質を持つ。
そのため、マユリの計算では位置関係にもよるものの、全体が集まると朽木白哉の『千本桜景厳』と同程度の破壊力が出るらしい。
解号は「遊べ『戯擬軍翅』（あそべ『〜』）」。
菓菓楽土（チュッチェリア）
群体で囲んだ範囲の中心に黒い球体を発生させ、その範囲内の霊子を吸収するが範囲外には一切影響を及ぼさない。彼らにおける食事の能力でもある。
また、弓親の「瑠璃色孔雀」やクールホーンの技「白薔薇の刑（ロサ・ブランカ）」などと同じ性質の能力であり、作中に登場するある能力の天敵とする力でもある。

能力 「命の共有」
全体で特殊な音波による「命を共有する」特性を持っており、1体1体が傷ついても他の個体が音波に乗せて霊圧を少しずつ分け与えることにより回復させることができる。
また、集団が現世と尸魂界という風に別々の世界に分かれていても回復は可能である模様。
技「虚閃（セロ）」
一発一発は通常の虚閃と変わらないものの、集団で一斉に放ってくるためすさまじい破壊力となる。
技「虚弾（バラ）」
作中では、個体の1体が上記の虚閃の一斉射のどさくさに紛れて撃っていた。

シエン・グランツ
声 - 鳥海浩輔（BLEACH Brave Souls）
破面・No.100⇔No.0/第0十刃（セロ・エスパーダ）
司る死の形：狂気
第8十刃・ザエルアポロ・グランツと瓜二つの姿の破面（なお、本人も涅マユリに教えられるまで自分はザエルアポロだと認識していた）。
左目の眼球に薄らと100の数字が刻まれており、シエンという名前も100という数字から取ったものである。
その正体はロカの反膜の糸に残されていたザエルアポロの記憶と知識が中途半端に複写された霊子の塊であり、反膜の糸によって形成された存在である。シエン自身は無意識に、その事実に気付くことを回避していた。
自分の正体を知った後は、ピカロたちにかつてザエルアポロが完璧な生物を目指すために捨てたデータを集めさせ、ロカの反膜の糸を得るために彼女の命を狙い始める。
ザエルアポロのデッドコピーではあるが、自らがザエルアポロではないことを自覚してからはシエン独自の感性・自我が現れ始め、最終的にはザエルアポロとは正反対の、まるで更木剣八のような「互いの命を削り合う死闘にこそ価値がある」という戦闘狂となる。
そして、更木剣八との全力での死闘は、石田曰く「虚化した一護並」と言われるほどに霊圧が上がっていた。
帰刃：『邪淫妃（フォルニカラス）』
ザエルアポロと同様の帰刃形態だが、ピカロが集めたザエルアポロが捨てたデータを受け取ったことにより、その戦闘能力は桁外れに上昇している。
また、データを全て集めた時は背中の羽が目玉の付いた巨大な蝶のような羽に変化し、眼球の100という数字も0に変わる。
オリジナルであるザエルアポロの全盛期といっても過言ではないその戦闘能力は、解放状態のヤミー・リヤルゴをも上回っている模様。
解号は「啜れ『邪淫妃』（すすれ『〜』）」
技「王虚の閃光（グラン・レイ・セロ）」
解放後に使用。両手や口、触手の先から放つ。また同時に放つことも可能。

綱彌代 時灘（つなやしろ ときなだ）
声 - 津田健次郎（BLEACH Brave Souls）
編み込んだ頭髪に目元に化粧を施している男。
五大貴族の中でも筆頭とされる「綱彌代家」の分家の末裔（時灘は死の間際に「綱彌代家のすべてを手にし、尸魂界の業を正しく引き継いだ」と発言している辺り、ヤバい家系である模様）。
かつては護廷十三隊に所属する死神で、現在は離隊しているが依然として高い実力を有している様が覗える。
生まれながらの悪であり、極めて享楽的かつ極悪非道かつ外道な性格で他人を蹂躙する行為を至福とするサイコパスで、そのためには手間隙を惜しまず危険を冒すのはおろか命を削ることすらも厭わない、「他人の不幸は蜜の味」の極致である（それ故に夜一から「藍染以上の下衆」と称され、さらに滅多に他人のことを悪く言わない京楽でさえ「彼は平気でそういうことをやる男」と評し「彼は『できない』と見せかけておいて、土壇場で『実はできる』のを見せつけ相手を絶望させるのが好きな男」とも発言している）。
また、煽ることが多々あり、モブの暗殺者や死神はおろか破面（ハリベル）すらも煽っている。ただし、浦原喜助や山田清之介には効いていなかった。
東仙の親友「歌匤」の夫であり、その正義を美徳に溢れた尊いものと認めながら、自身の歪んだ価値観から己の友人もろとも彼女を斬り殺しており、さらに歌匤の死を悲しむ当時の東仙に無関係の死神を装って説得し、彼が復讐を一度は呑み込んだのを見届けると自ら正体と真意を明かして絶望へと突き落とした、東仙にすれば全ての元凶である人物。
分家とはいえ五大貴族の者だったことから死罪とはならず、身内の恥を隠そうとした綱彌代本家により軟禁状態にあった。
京楽と浮竹とは霊術院時代の同期で。京楽とは当時から反りが合わず、浮竹は普通に声をかけ友達としていた模様。また、妻の歌匤が将来席官間違いなしと噂され、同期であった京楽や浮竹も一目置くほどの実力者となってきた際には自分という存在が侵蝕される焦りに見舞われ、当時の時灘は京楽曰く「目立たない奴で、影みたいに過ごしていた」らしい。
かつて自分の罪を暴いた京楽への嫌悪は特に強く、総隊長に就いた京楽と久方ぶりに言葉を交わした際には浮竹の死を嘲笑い、自身が関わってはいない七緒の母の処刑を言葉で弄んだ。
零番隊の面々がユーハバッハ率いる親衛隊を迎撃に向かった留守を狙い、王悦の鳳凰殿から「已己巳己巴」を盗み出した。後に自作自演で暗殺者を雇い、先代当主の大叔父を含めた本家の者たちを殺害して綱彌代家当主となり、白哉と夜一を招いて会談を開催。志波家の復興と彦禰を霊王として現世、尸魂界、虚圏の統治を目論むと同時に自身が断界で創り上げた空中楼閣を現世に出現させ、死神の存在を公にすることで現世の人間たちが混乱し、世界が壊れていく様を眺めるという「自身の愉楽」のために暗躍する。
最後は黒装束の少女に浅打を何度も突き立てられ、血を吐きながらも声を上げ続け死亡した。
斬魄刀：『九天鏡谷（くてんきょうこく）』
時灘自身の斬魄刀ではなく、伊勢家における八鏡剣と同様、綱彌代家に代々受け継がれてきたものである（時灘の本来の斬魄刀は、護廷十三隊離隊時に没収された）。
鏡のような障壁を形成して敵の攻撃を反射する特性を持ち、交戦したと思わしき鳳凰殿の護衛の斬魄刀たちには、炎・氷・電気・毒・刃物・鈍器といった様々な傷跡が刻まれている。
この際の名前は京楽の斬魄刀『花天狂骨』を揶揄した偽りの名前であり、後述の真の名を呼ぶことで本領を発揮する。
解号は「奉れ『九天鏡谷』（たてまつれ『〜』）」。
斬魄刀：『艶羅鏡典（えんらきょうてん）』
綱彌代本家に伝わる「最古の斬魄刀」の一振り。
解放すると刀身が消え去り、所有者が見聞きした他者の斬魄刀を模倣することができる能力を持ち、一度に何種類もの斬魄刀を発現させられる上に同一の斬魄刀を何本でも再現可能という強力無比な力を秘める。だがその反面、所有者の魂魄を刻一刻と削り取り、それは二度と元に戻ることは無い。
また、再現した斬魄刀の性能は所有者の霊圧に比例するため、格下の死神の斬魄刀（車谷善之介の「土鯰」や山田花太郎の「瓢丸」など）ならば本来の持ち主よりも優れた性能を発揮できる。
だが、上記は同時に弱点ともなっており、自身より格上の死神の斬魄刀（山本元柳斎重國の「流刃若火」や藍染惣右介の「鏡花水月」など）を模倣してもオリジナルには及ばなかったり、黒崎一護の「斬月」のような生い立ちが特殊な斬魄刀は外見しか模倣できない。
解号は「四海啜りて天涯纏い、万象等しく写し削らん『艶羅鏡典』（しかいすすりててんがいまとい、ばんしょうひとしくうつしけずらん『〜』）」。

産絹 彦禰（うぶぎぬ ひこね）
声 - 村瀬歩（BLEACH Brave Souls）
幼い姿の少年とも少女とも取れる外見で、短髪で褐色肌に赤い目とコーラルピンクの死覇装のような服が特徴の若い死神。
言動も見た目相応に幼く無邪気だが、無知なところや苛烈な部分もある。
時灘を主人と慕うが、時灘を慕うあまり自身の不甲斐なさを感じると自害を図ろうとする苛烈な忠誠心の持ち主。
経験の浅さは見られるものの戦闘能力は高く、ハリベルと交戦した当時の日番谷並みの身体能力に、破面の鋼皮と滅却師の静血装を併せ持ち、それらを混在した隊長並みの霊圧を放つ。加えて、一護を髣髴とさせる異常な成長性を備えている。
その実態は時灘が秘密裏に作り上げた霊王の器であり、強引にアウラが組み上げた存在で、完現術者から奪った複数の「霊王の欠片」を核として、数万人単位の人間・死神・滅却師の魂魄をグレミィの遺した脳髄を使い、自我を持つ死神の姿にしたものである。
時灘から『已己巳己巴』を与えられ、「虚圏の王」になろうと臨戦状態にあったハリベルたちとリルトットたちの間に乱入、双方と交戦するも重傷を負わされて退却を余儀なくされた。退却した先で檜佐木や花太郎たちと遭遇し檜佐木と戦うも負け、自分は強くなどなく学ぶことは山ほどあることを知るも霊力が切れて已己巳己巴に襲われ、アウラに救われ清之介のもとで治療を受ける。
騒動終結後は更生し、流魂街の片隅にある炭焼き小屋で暮している。
斬魄刀：『已己巳己巴（いこみきどもえ）』
鳳凰殿の海底にある刀櫓に封印されていた、王悦曰く「雑魚には握れない」斬魄刀で刃が不気味なほどに、白く塗り潰されている生物型の斬魄刀。
解号によって異なる姿に変貌を遂げる能力に加えてその度に強くなる力を秘める一方、所有者の魂魄を虚の因子が侵食していく。
その真の正体はバラガンに次ぐ古参格の中級大虚で、最上級大虚や破面へと進化していった虚たちとは異なる進化を遂げた特異な個体（ギリアンの巨体にアジューカスの変異性、そしてヴァストローデの密度を兼ね揃えている）。
かつて、霊王を喰らおうと侵攻したが零番隊に返り討ちにされ、余りにも大量の魂魄を取り込んでいた事から迂闊に消滅させると全ての魂のバランスを崩す危険があったため、真の名前を一兵衛によって封じられて斬魄刀の形として封印されていた。元が虚であるため、黒腔を用いた移動が可能。
解号：「星を巡れ『已己巳己巴』（ほしをめぐれ『〜』）」
刀身が虚のような様相の腕に変化し、彦禰とは異なる独立した動きで周囲の敵を薙ぎ払う。
解号：「葬送り記せ『已己巳己巴』（おくりしるせ『〜』）」
ギリアン級の大虚を上回る巨大な姿に変化する。咆哮するだけで竜巻を発生させ、体から「一つの国」と比喩されるほどの無数の分身を生み出す。
また、この分身は事前に生み出しておけば解放を解除しても変わらず維持できる。アーロニーロに近い因子を持ち、周囲の霊子や喰らった霊圧を取り込み、自身の強化が可能。
解号：「孵り亡べ『已己巳己巴』（かえりほろべ『〜』）」
家屋ほどのサイズに縮小した代わりに霊圧の密度が凝縮された異形と化し、その力はバラガンを上回る。
単眼から全方位に拡散させてもなお高い威力を誇る「虚閃」を放つほか、巨大な質量を保ちながら破面の高速移動術「響転」を使用可能。

帰刃：『已己巳己巴・鳳落八景（いこみきどもえ・ほうらくはっけい）』
『已己巳己巴』が白と黒の斑の文様が浮かんだ日本刀に変化し、死覇装を纏った破面のような姿となる。
本来なら相性が悪いはずの滅却師の静血装と破面の鋼皮を同時に発動するなど、比類なき防御力を誇る。
技「虚閃（セロ）」
莫大な霊圧を手の平に集めて、無理矢理に撃ち出す。
また、虚の霊圧を濃縮させた「虚閃の矢」として撃てば、滅却師に対して必殺の威力となる。
技「虚弾（バラ）」
虚閃の20倍の速度で放つ霊子の弾。

道羽根 アウラ（みちばね アウラ）
声 - 笹本菜津枝 （BLEACH Brave Souls）
おかっぱ風の髪型の細身の女性。『霊王の鎖結』の持ち主。
虚の因子を持って生まれてきた人物かつ、固有能力を持たない完現術者で父親も完現術者であり、能力は父親から教わっている。
時灘に従っている一方で銀城が一護に敗れ、瓦解したはずの「XCUTION」の名を引き継いで立ち上げられた新興宗教の教祖でもある。
異常な生活環境で育ったことから、「思い入れのある物」や「執着心」が無いため完現術の固有能力を持たないが、体内に宿す霊王の一部の恩恵により、基本能力の「霊子の使役」のレベルが異常なまでに極まり、分子単位での操作が可能となっている。これは非常に応用力に優れ、自らの肉体に適用させれば不死身に等しい生命力を得られ、気体へと変化させて物理攻撃を無効にしたり、他の物質に触れれば霊子を掌握して自在に操作することも可能。
その実力は浦原に「死神で例えると、斬魄刀が使えない代わりに鬼道と白打の腕前が藍染レベル」と評価されるほど。元柳斎や日番谷のような大規模な鬼道系の斬魄刀の持ち主や、弓親のように霊圧を吸収できる相手とは相性が悪いと推察されていた。